# Biserica de lemn din Turtaba

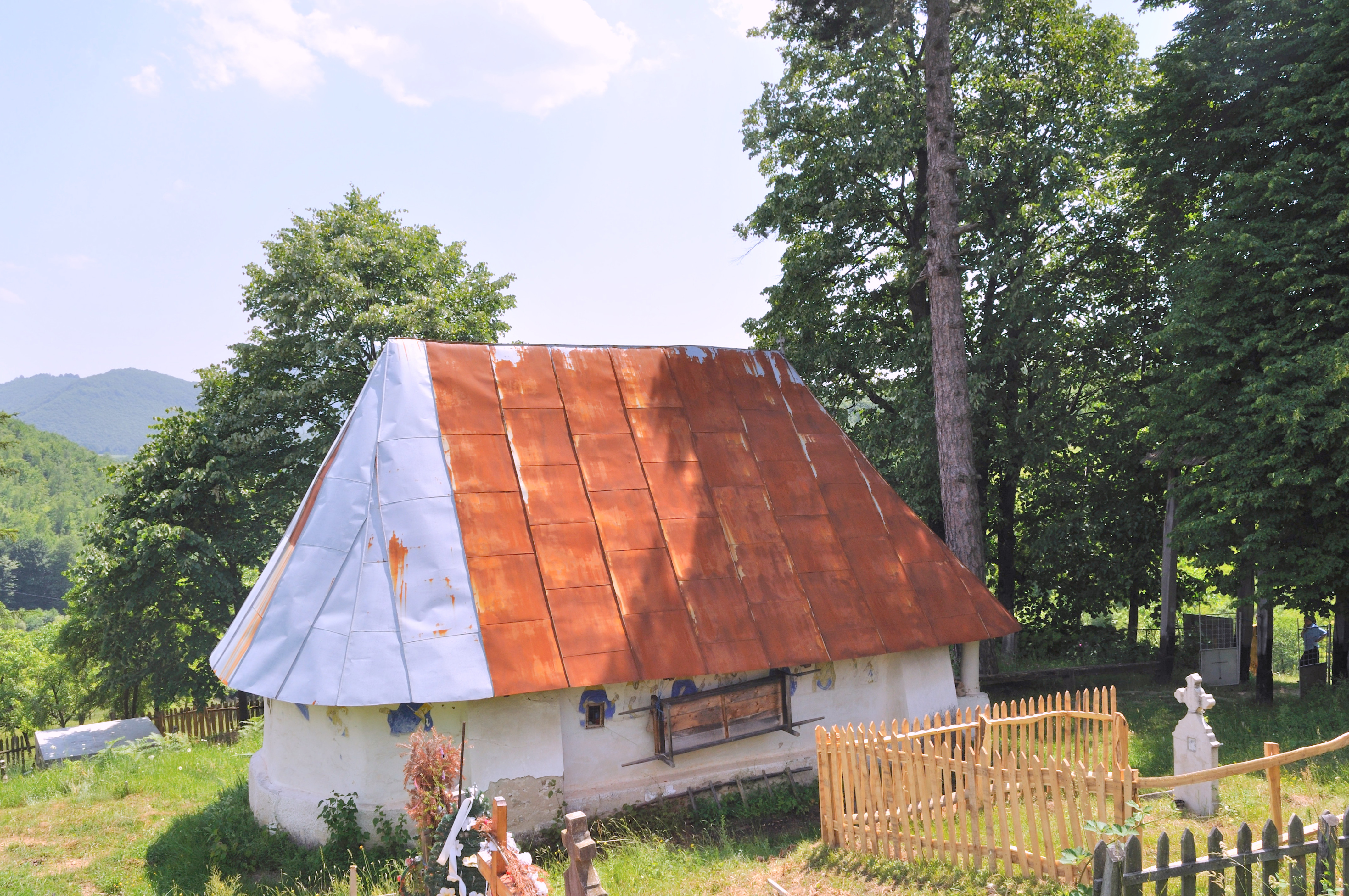
Biserica de lemn „Sfântul Gheorghe” din Turtaba, judeţul Mehedinţi, foto: iunie 2010.

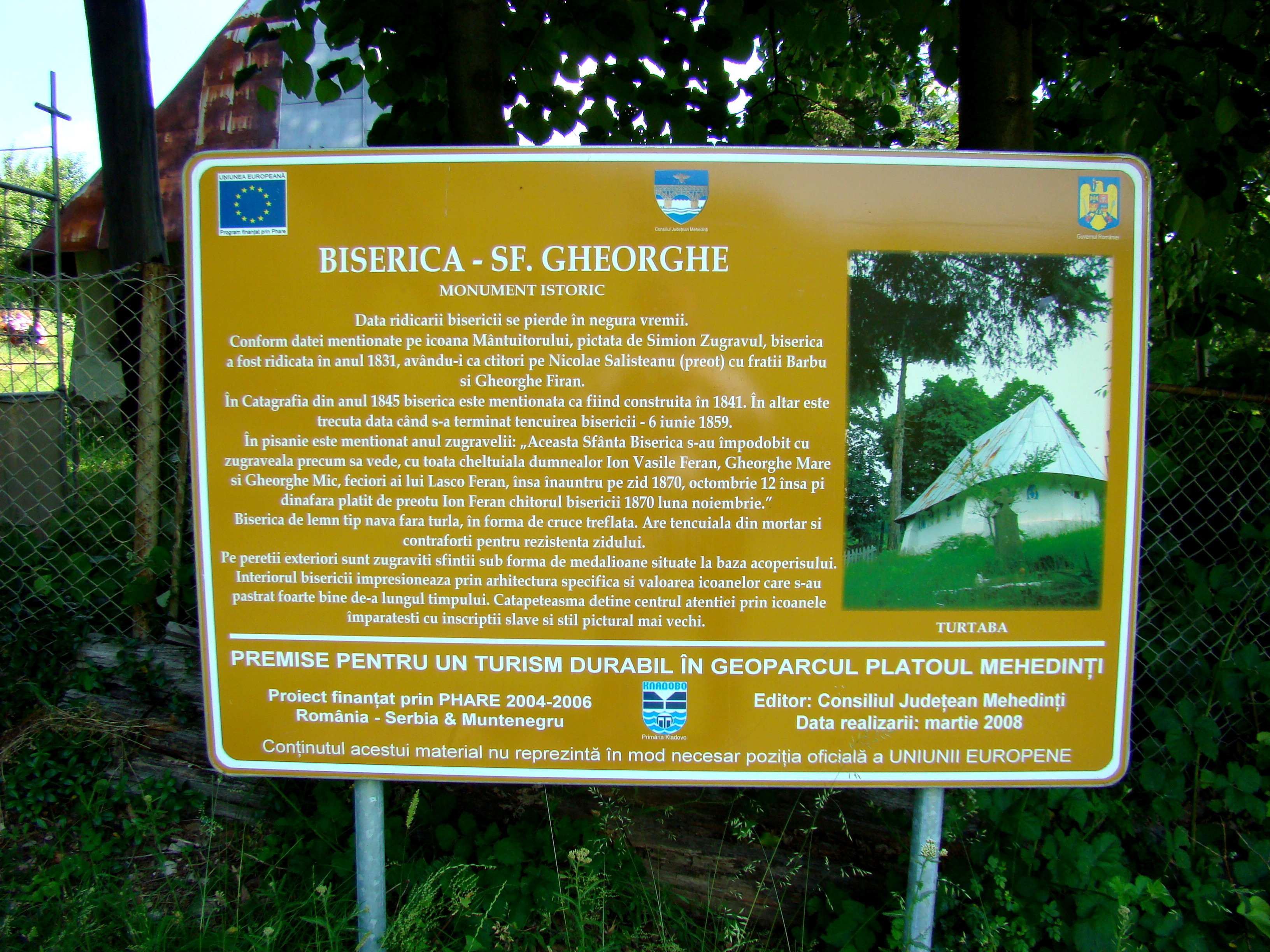
Panou informativ

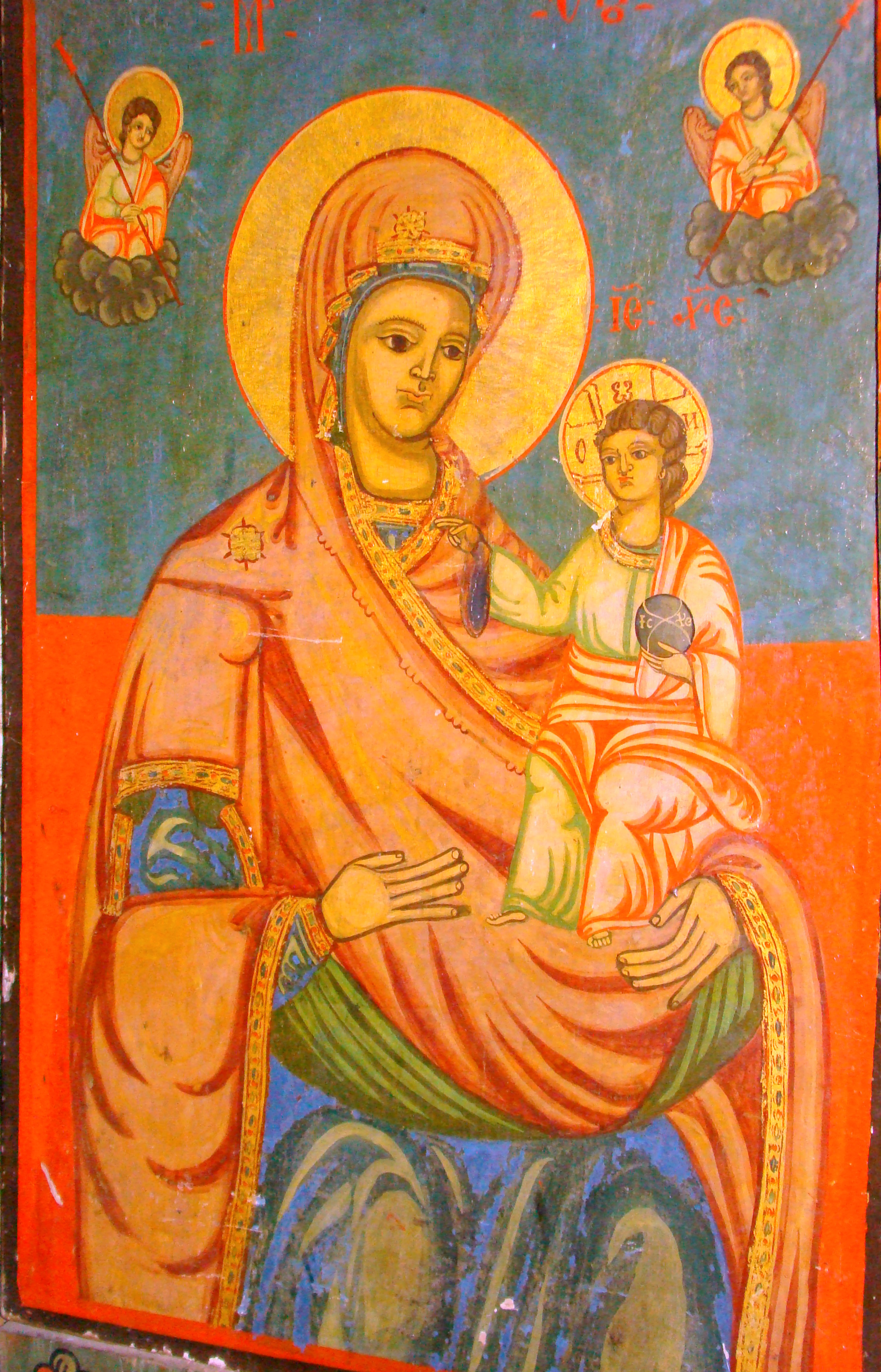
Icoană împărătească „Maica Domnului cu Pruncul”

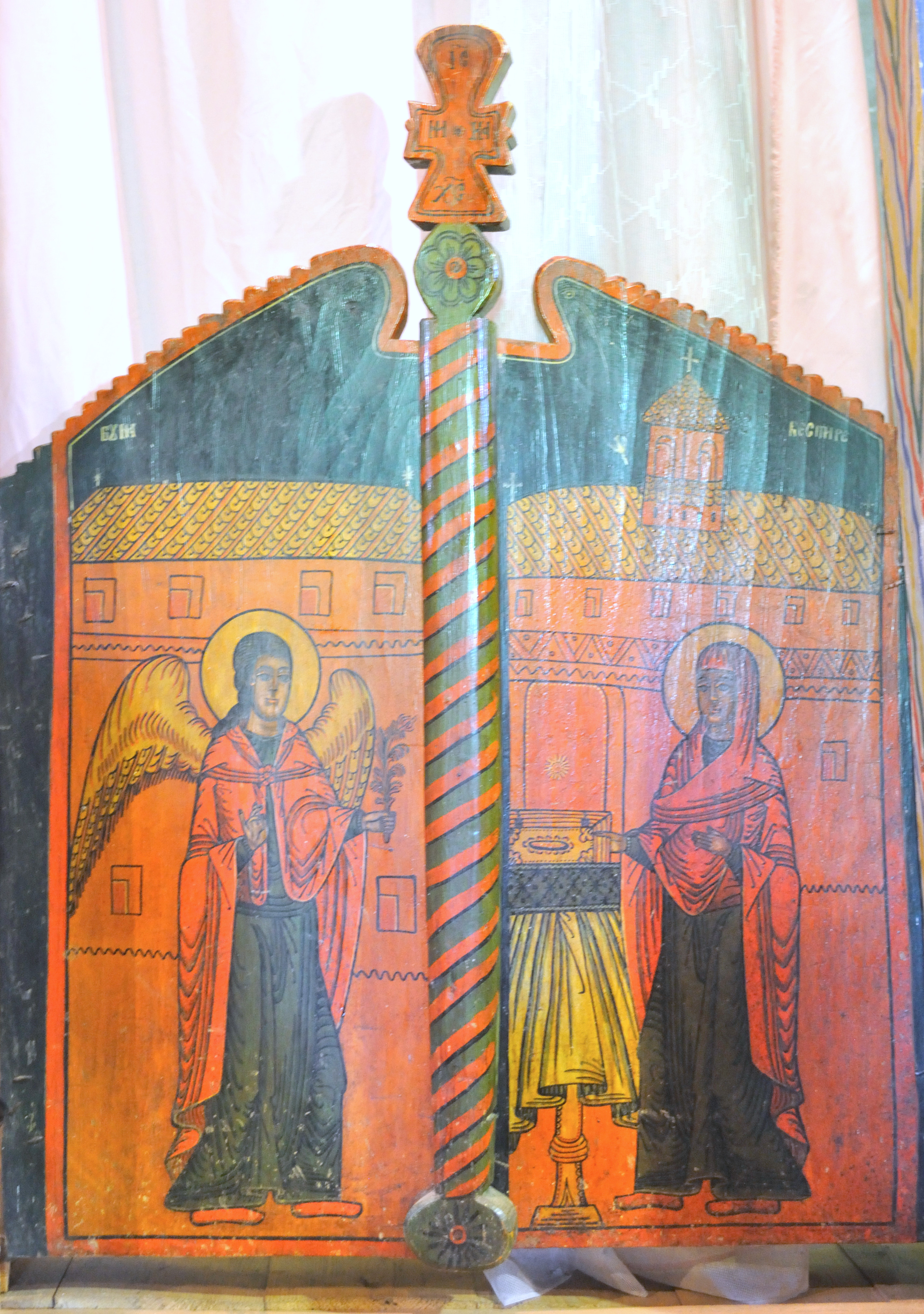
Uşile împărăteşti „Buna Vestire”

Biserica de lemn din Turtaba, comuna Isverna, județul Mehedinți, a fost construită în 1829 . Are hramul „Sfântul Gheorghe”. Biserica se află pe noua listă a monumentelor istorice sub codul LMI:  MH-II-m-B-10426.

## Istoric și trăsături
Data ridicării bisericii se pierde în negura vremii. Conform datei notate pe icoana Mântuitorului, pictată de Simion Zugravul, biserica a fost ridicată în anul 1831, avându-i ca ctitori pe preotul Nicolae Sălișteanu și frații Barbu și Gheorghe Firan. În Catagrafia din anul 1845 biserica este menționată ca fiind construită în 1841. În altar este trecută data când s-a terminat tencuirea bisericii-6 iunie 1859. În pisanie este menționat anul zugrăvelii: „Această Sfântă Biserică s-au împodobit cu zugrăveală precum se vede, cu toată cheltuiala dumnealor Ion Vasile Feran, Gheorghe Mare și Gheorghe Mic, feciori ai lui Lasco Feran însă înăuntru pe zid 1870, octombrie 12 însă pi dinafară plătit de Ion Feran chitorul bisericii 1870 luna noiembrie.” 
Biserica de lemn este de tip navă, fără turlă, în formă de cruce treflată. Are tencuiala de mortar și contraforți pentru rezistența zidului. Pe pereții exteriori sunt zugrăviți sfinții sub formă de medalioane situate la baza acoperișului. Interiorul bisericii impresionează prin arhitectura specifică și valoarea icoanelor care s-au păstrat foarte bine de-a lungul timpului. Catapeteasma deține centrul atenției prin icoanele împărătești cu inscripții slave și stil pictural mai vechi.

## Imagini exterior

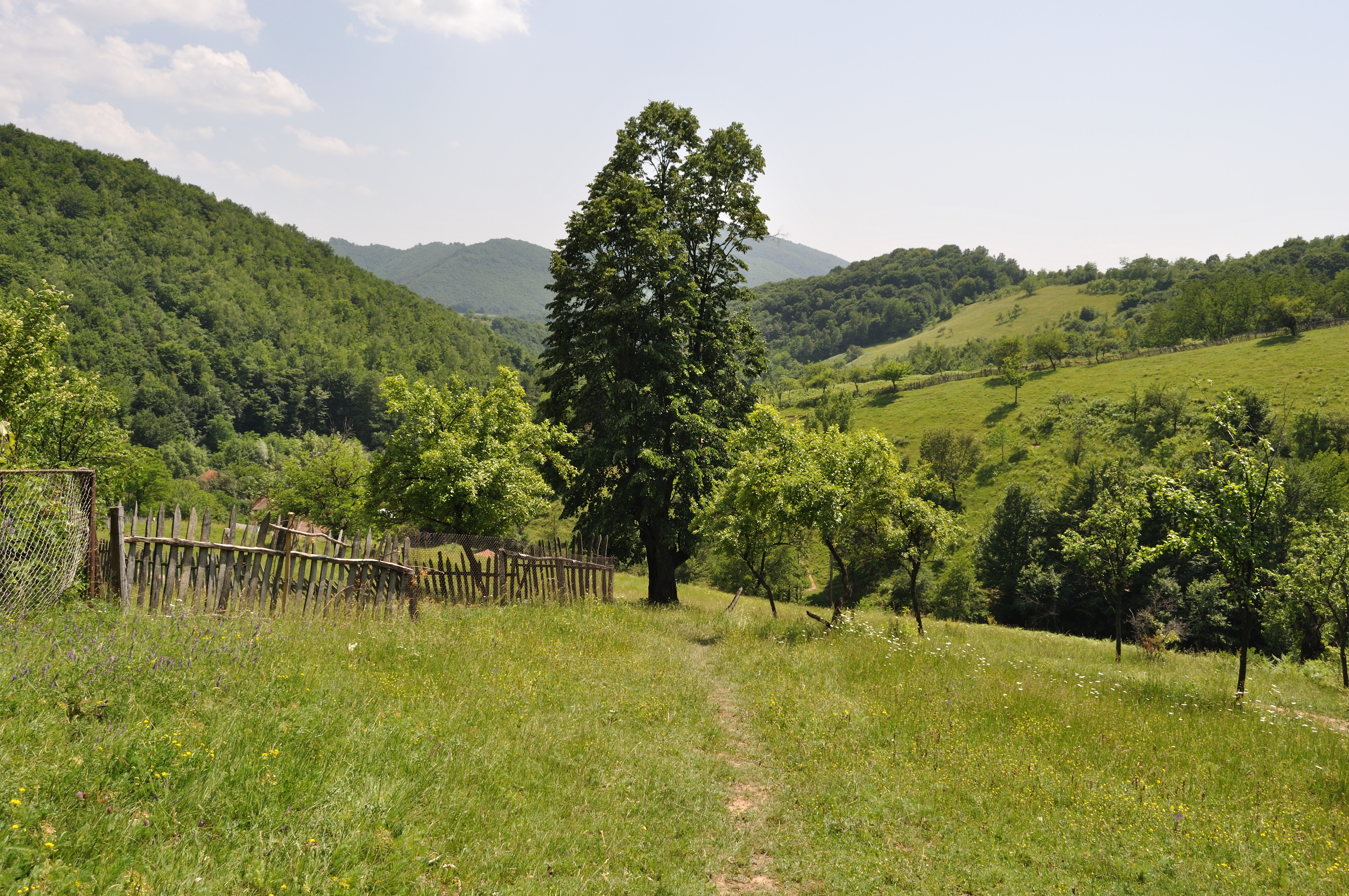
Drumul spre biserică
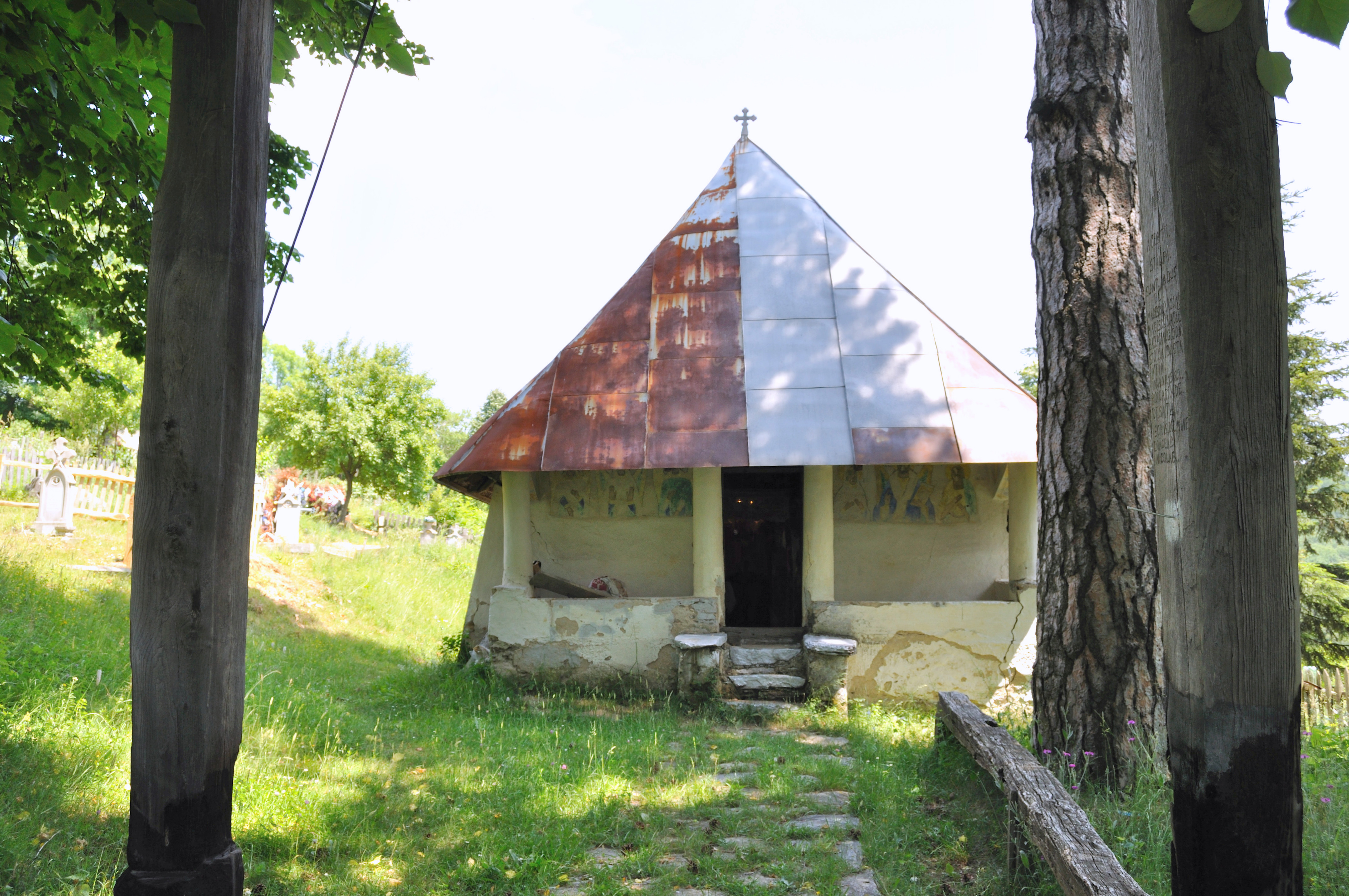
Biserica (vest)
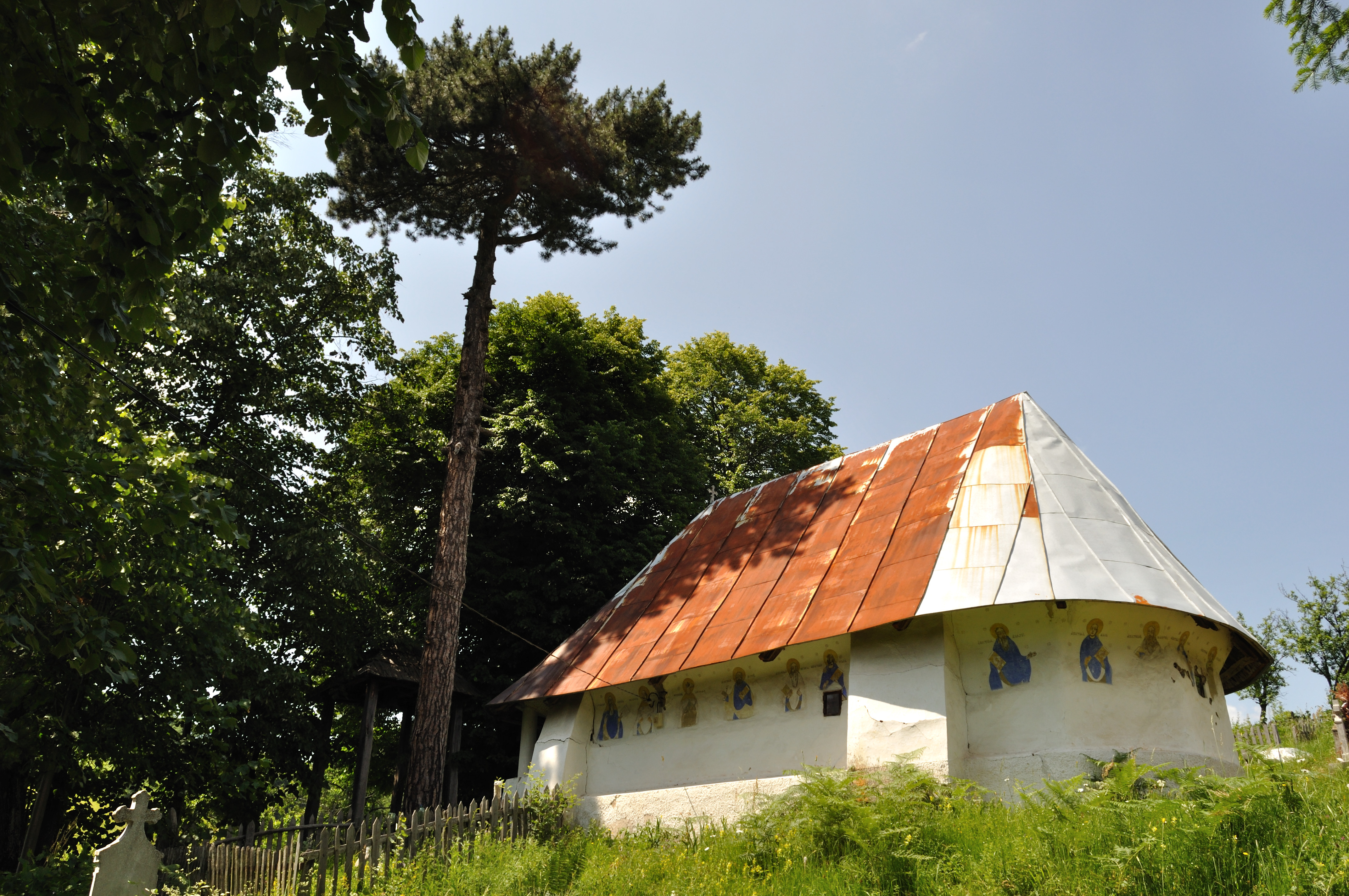
Biserica (sud-est)
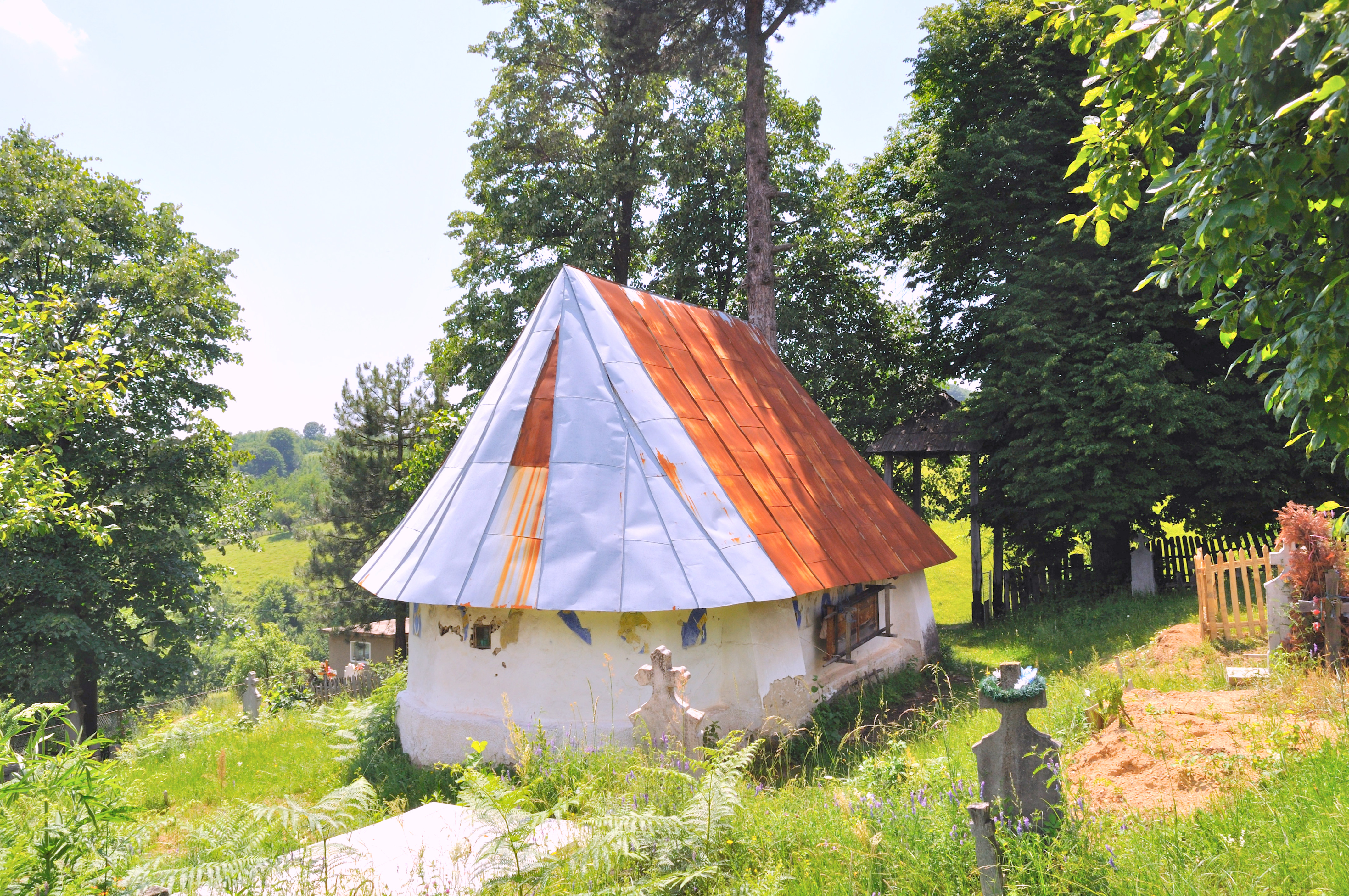
Biserica (est)
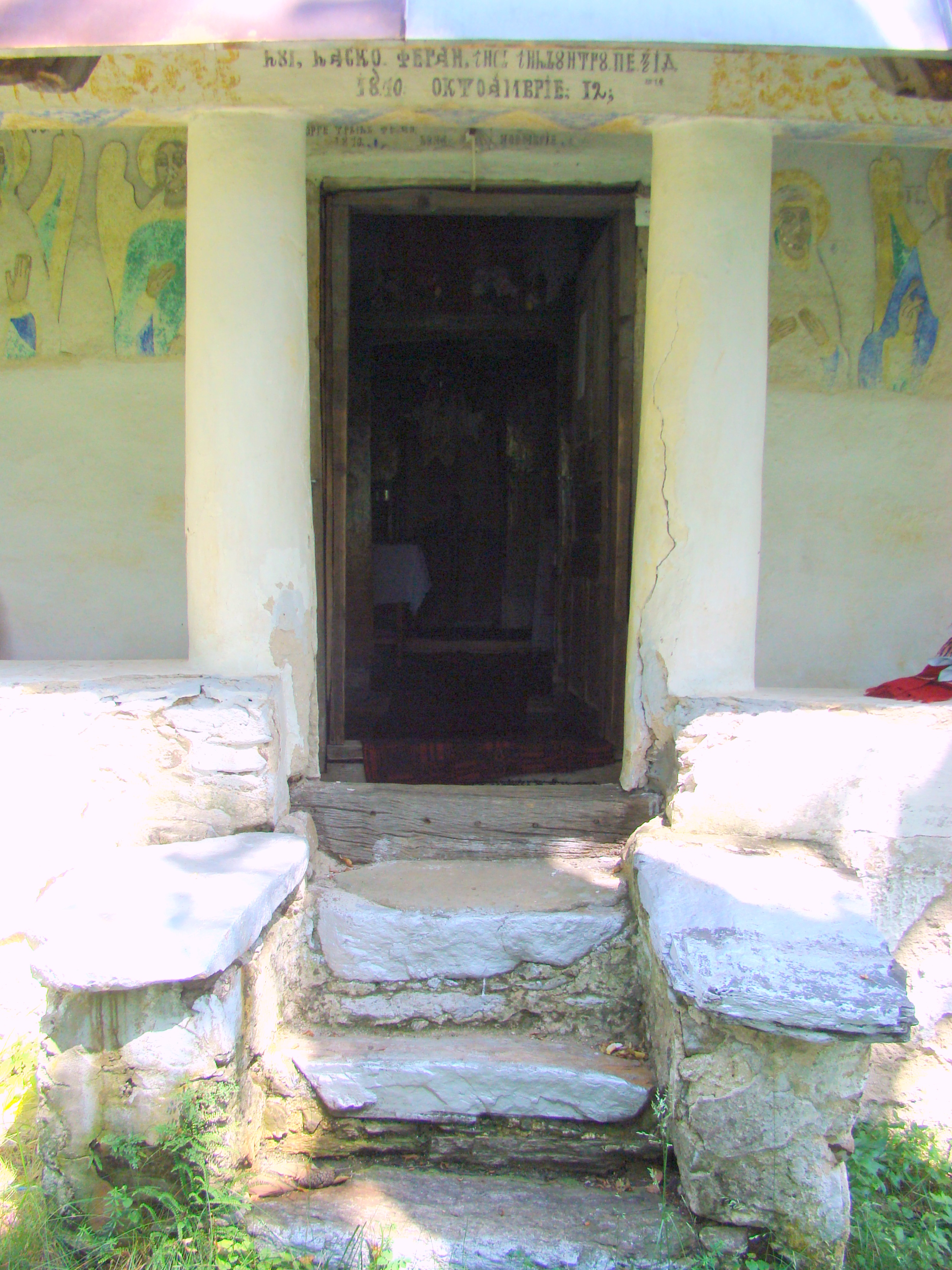
Pridvorul
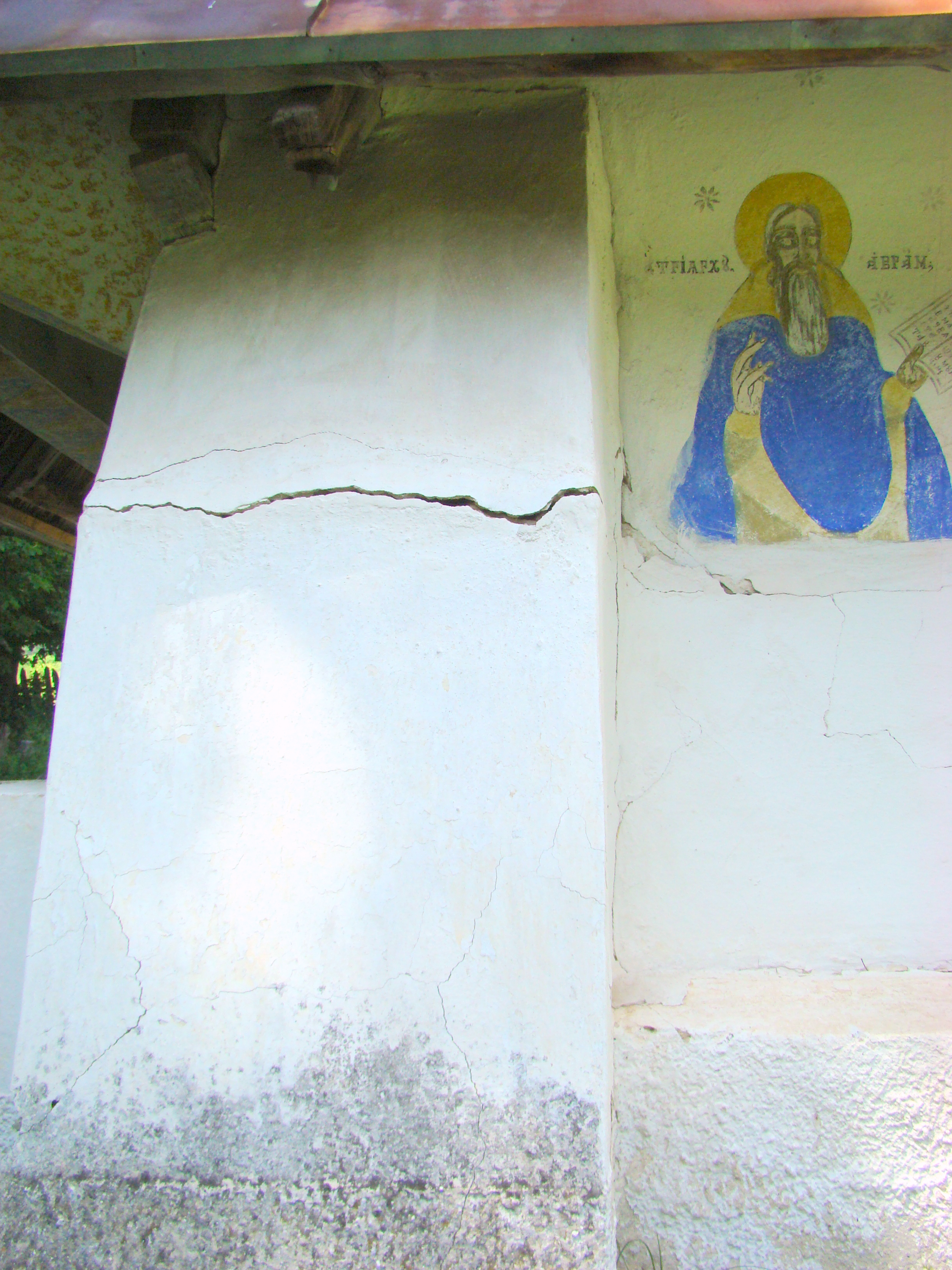
Contrafort
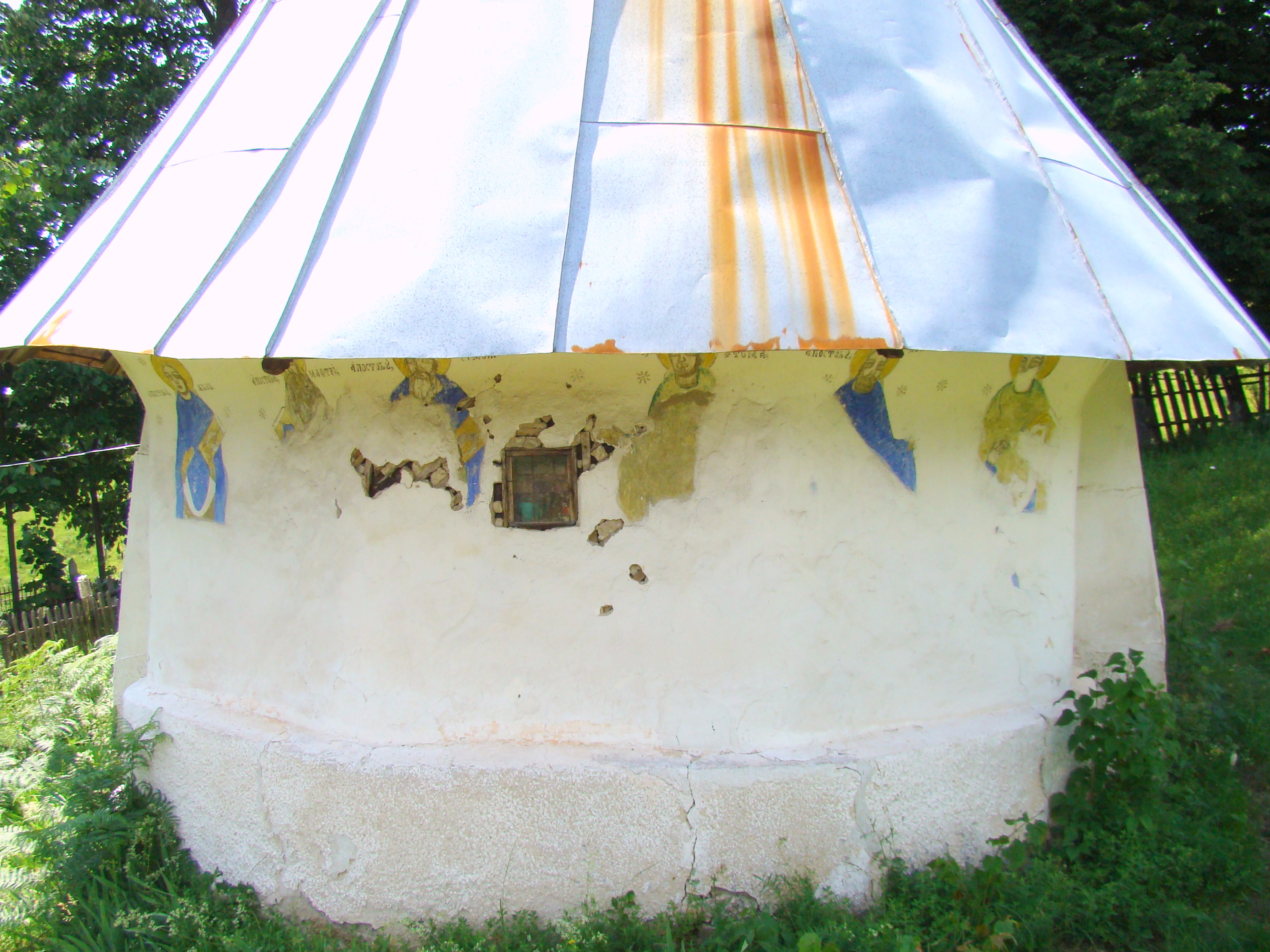
Absida altarului
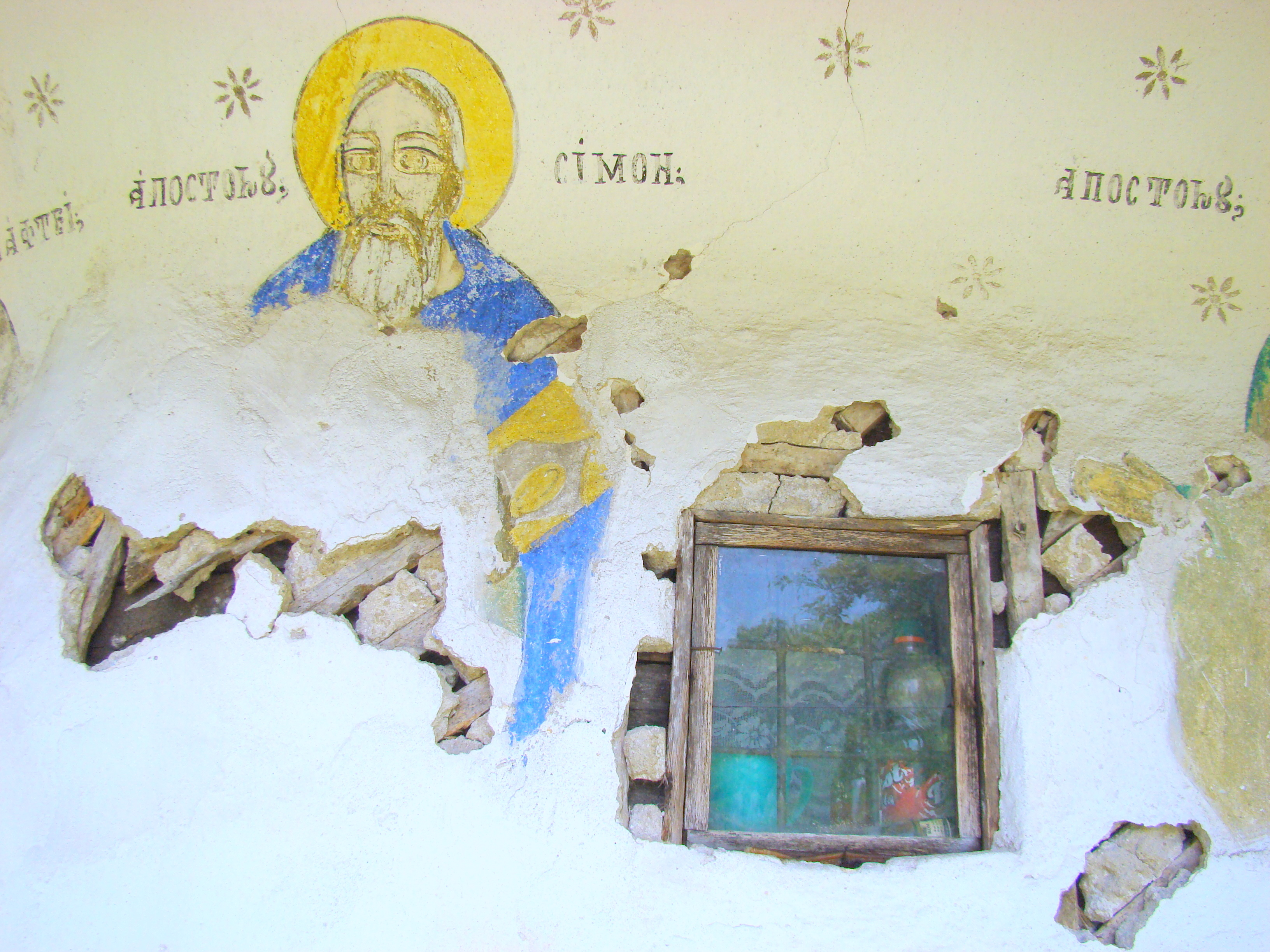
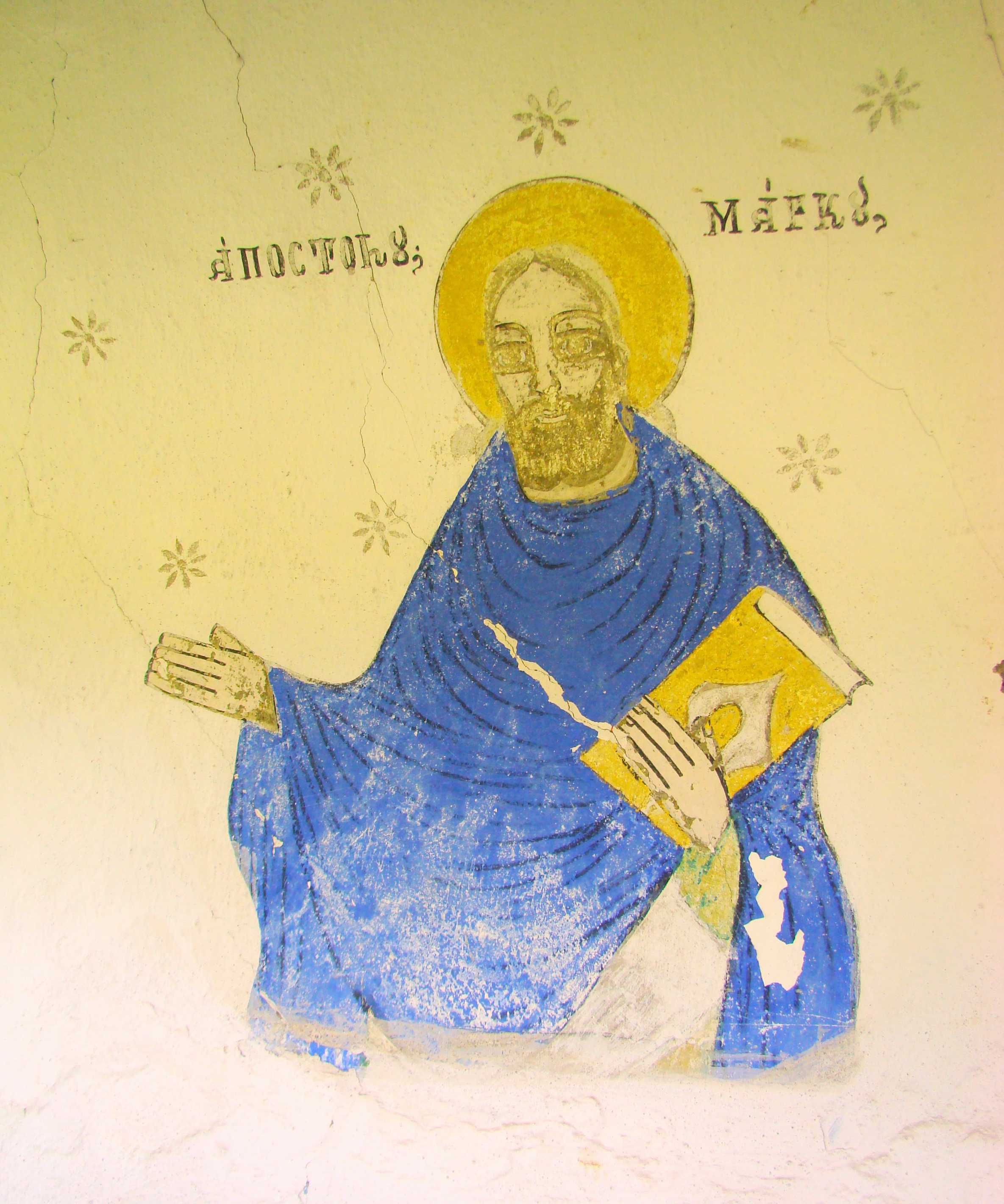
Apostolul Marcu
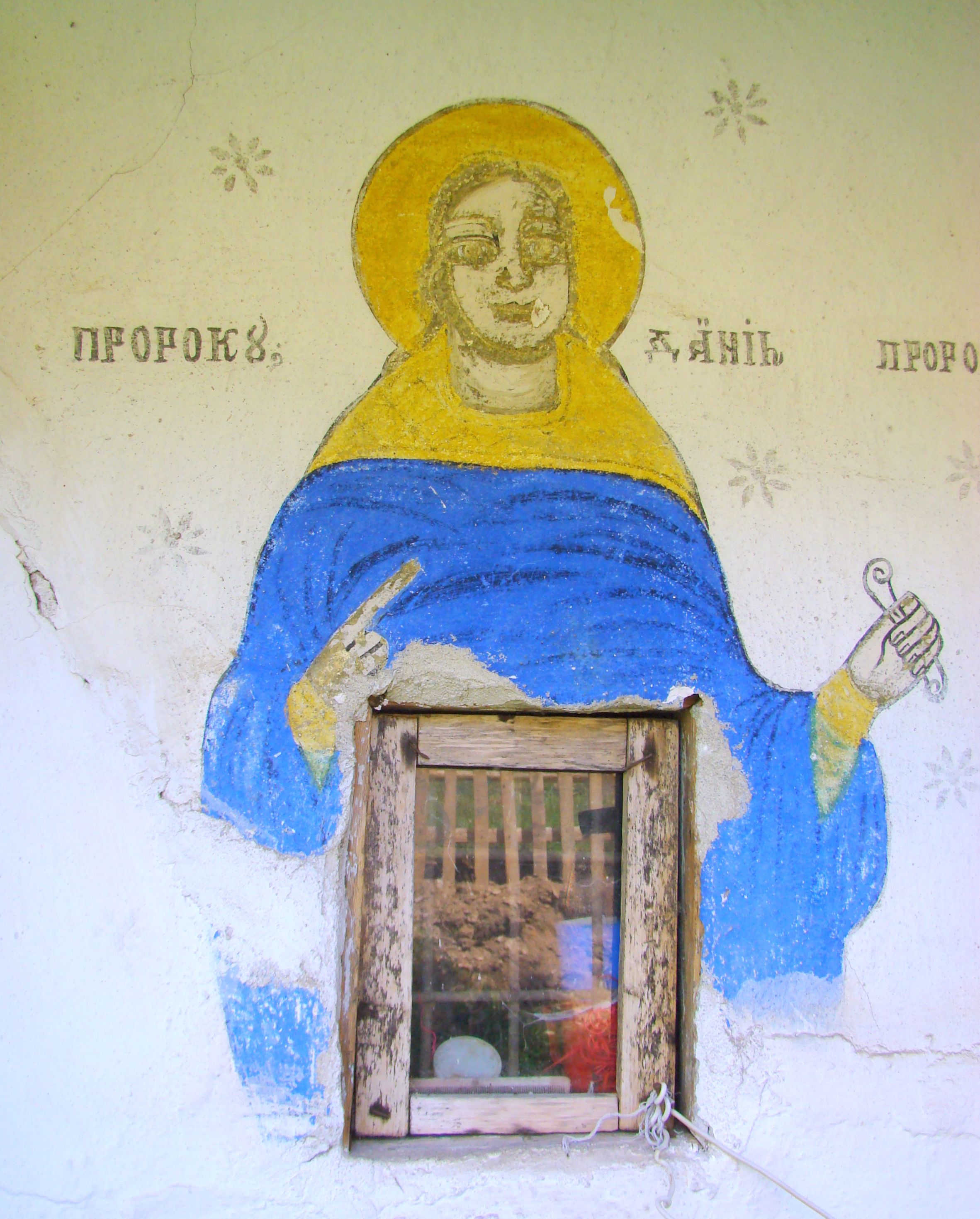
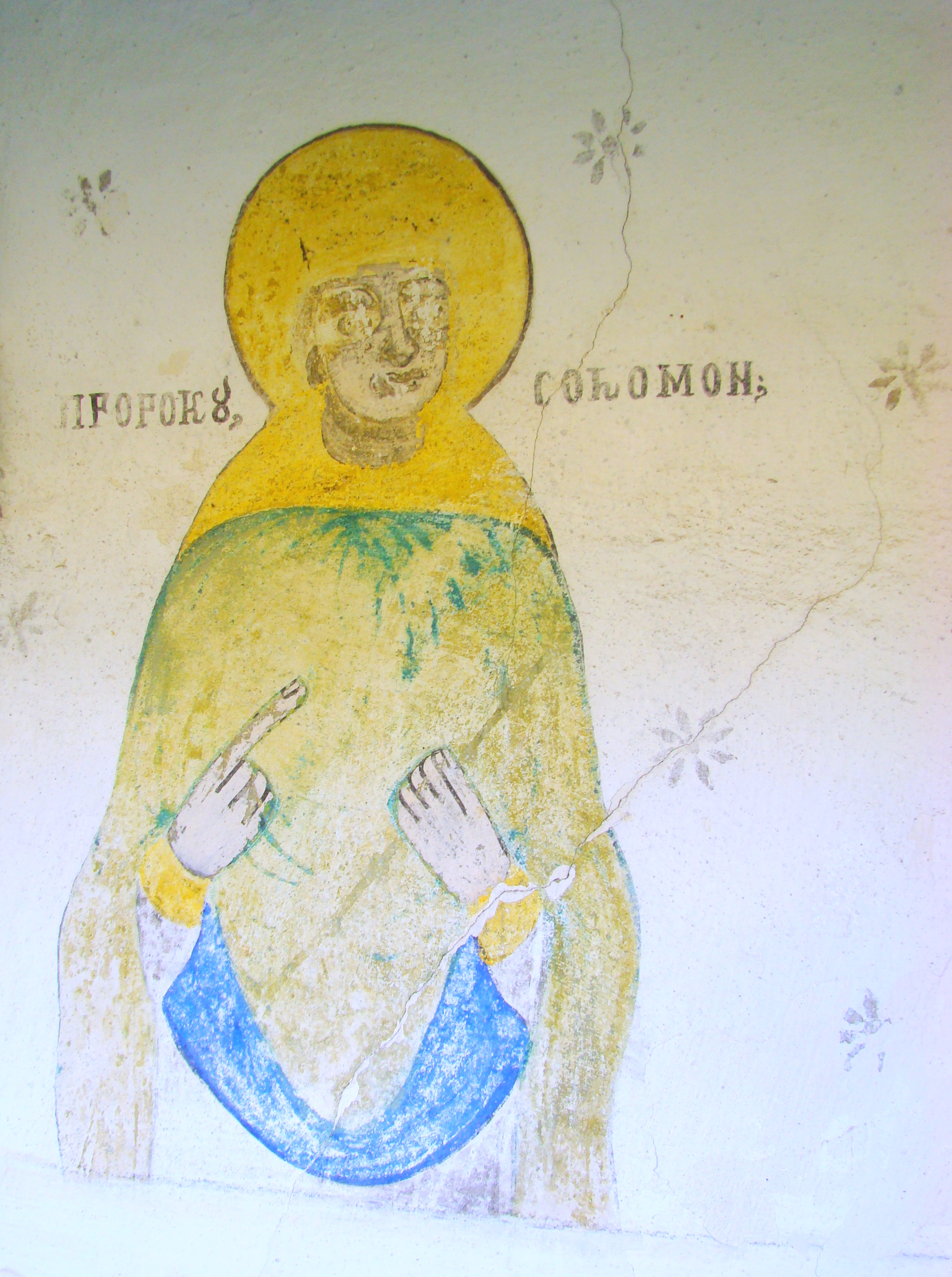
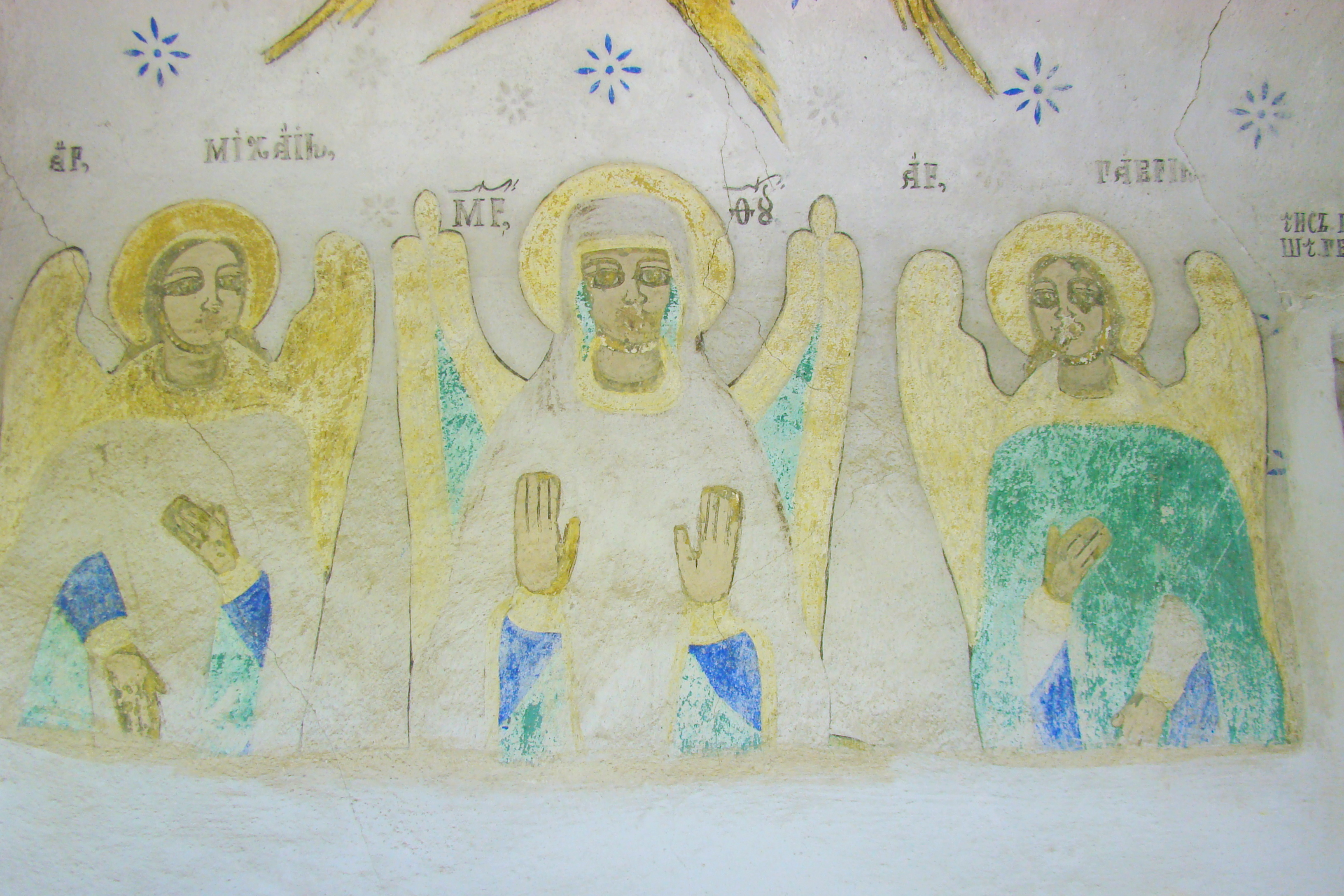
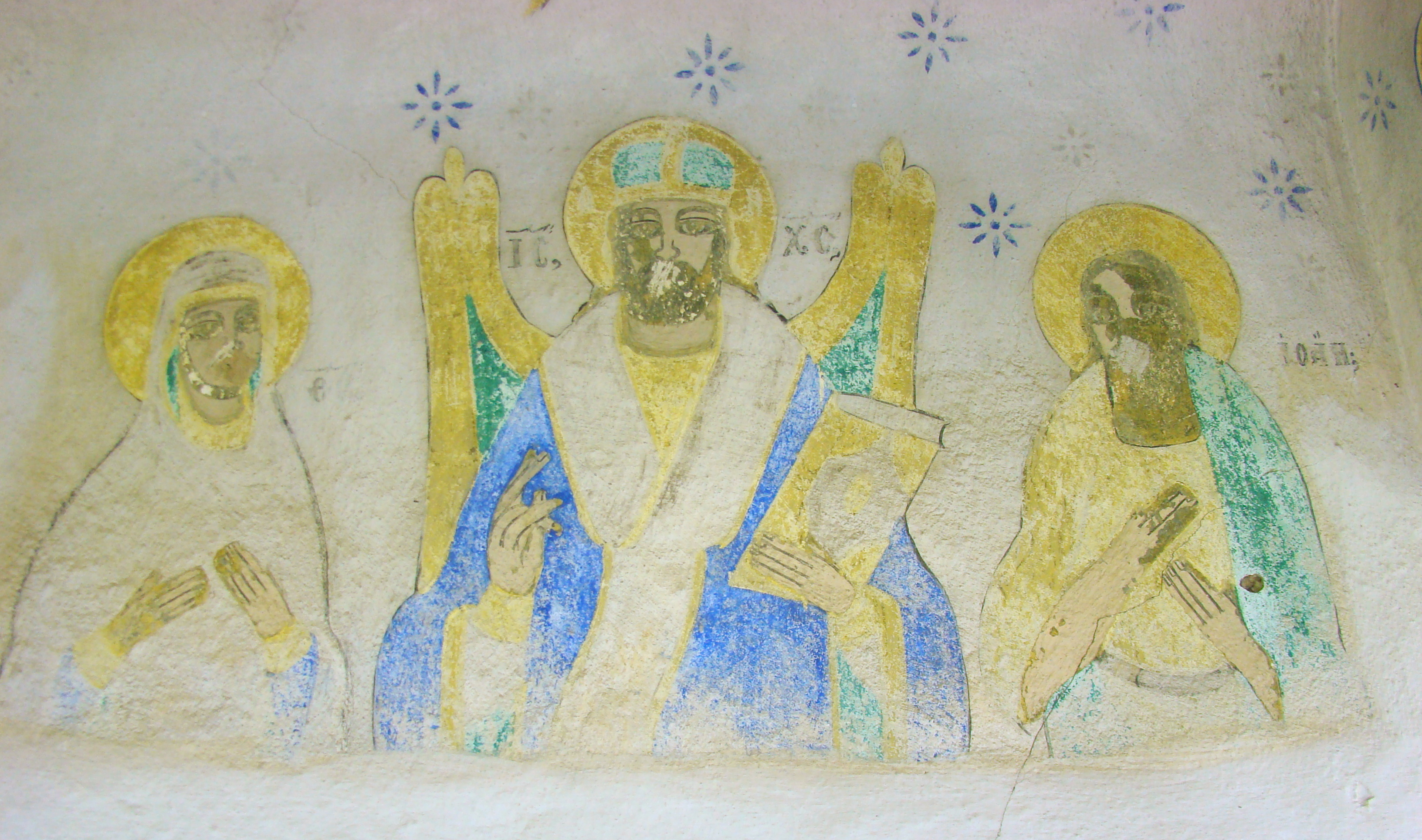
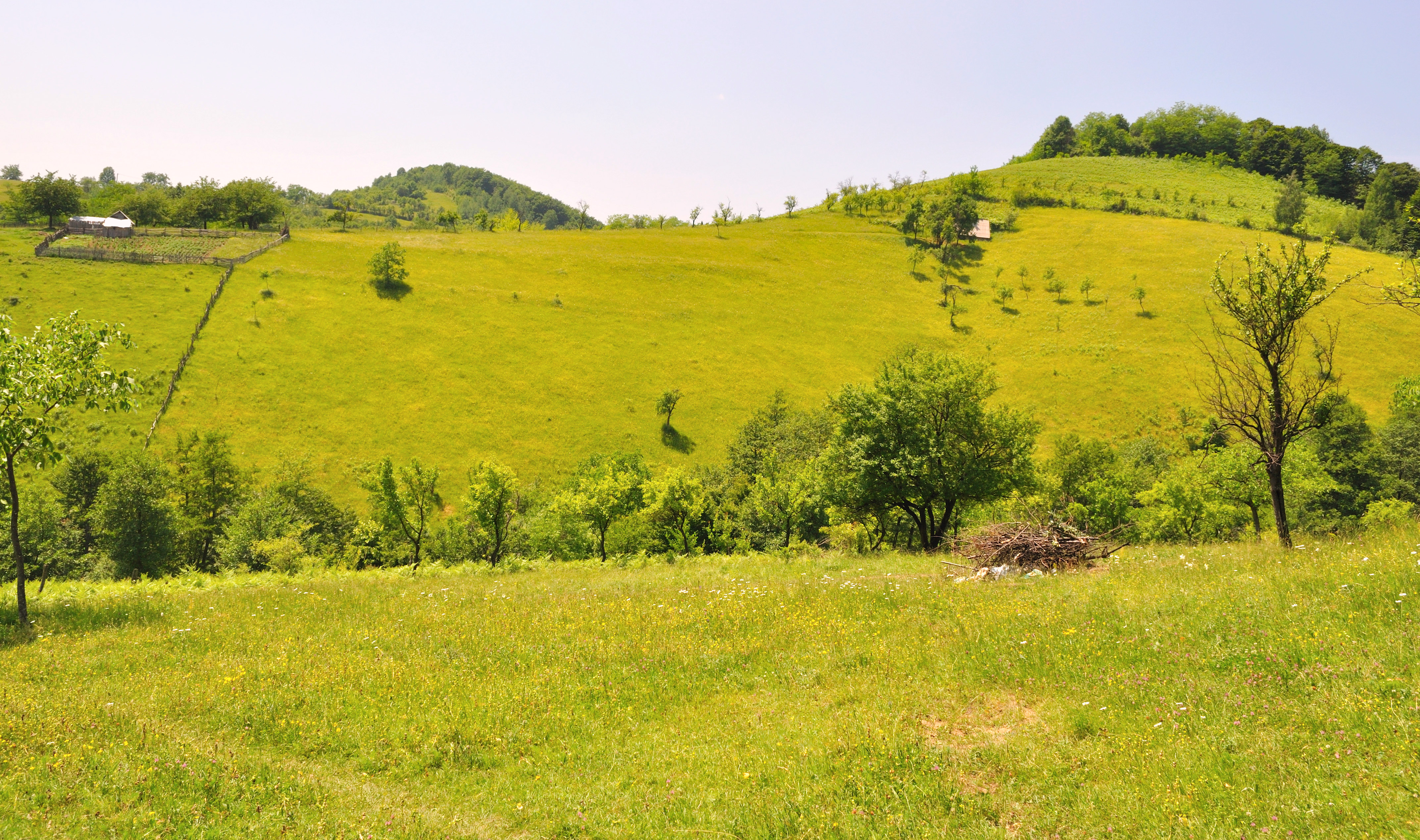
Împrejurimile bisericii

## Imagini interior

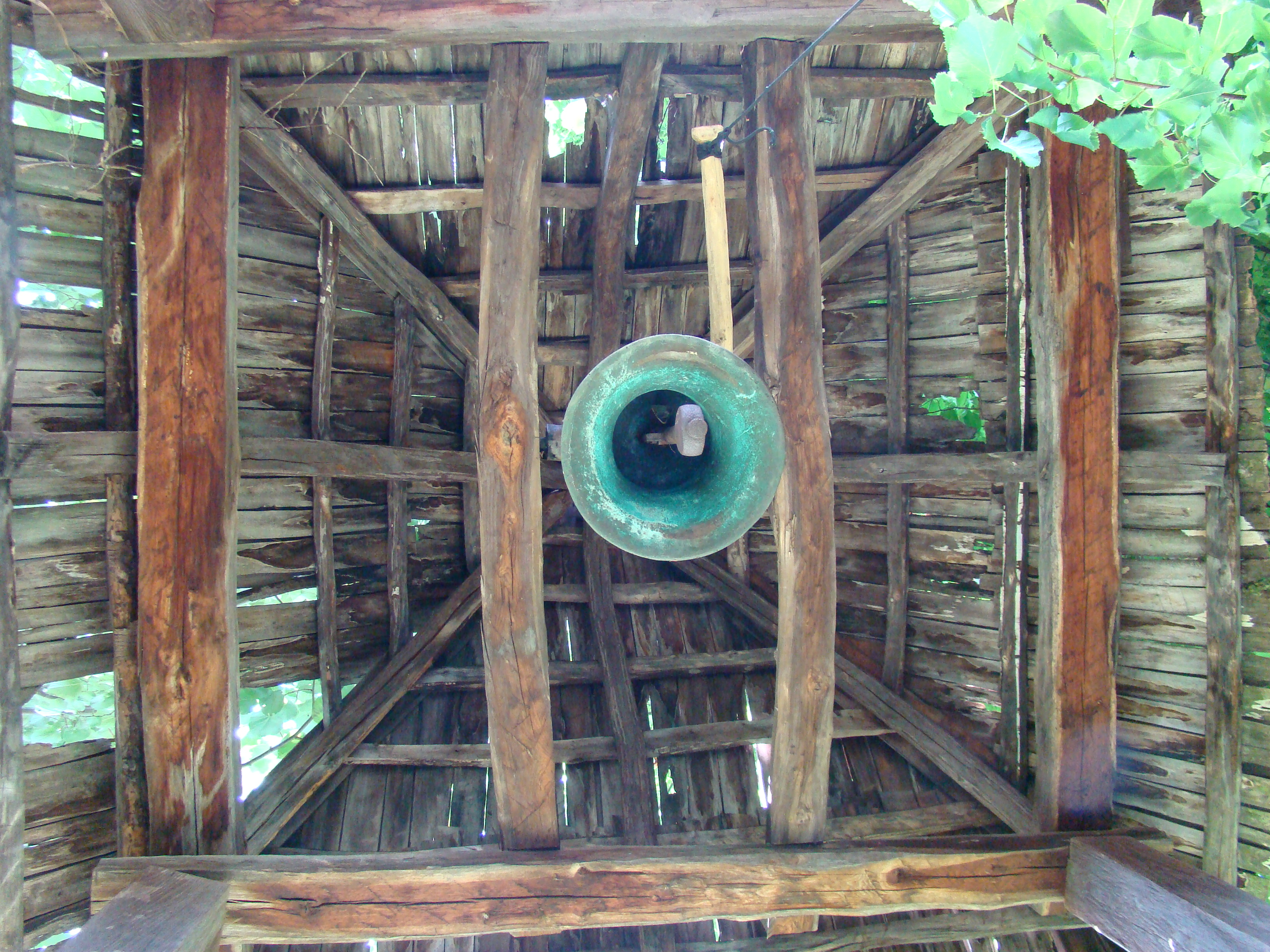
Clopotnița
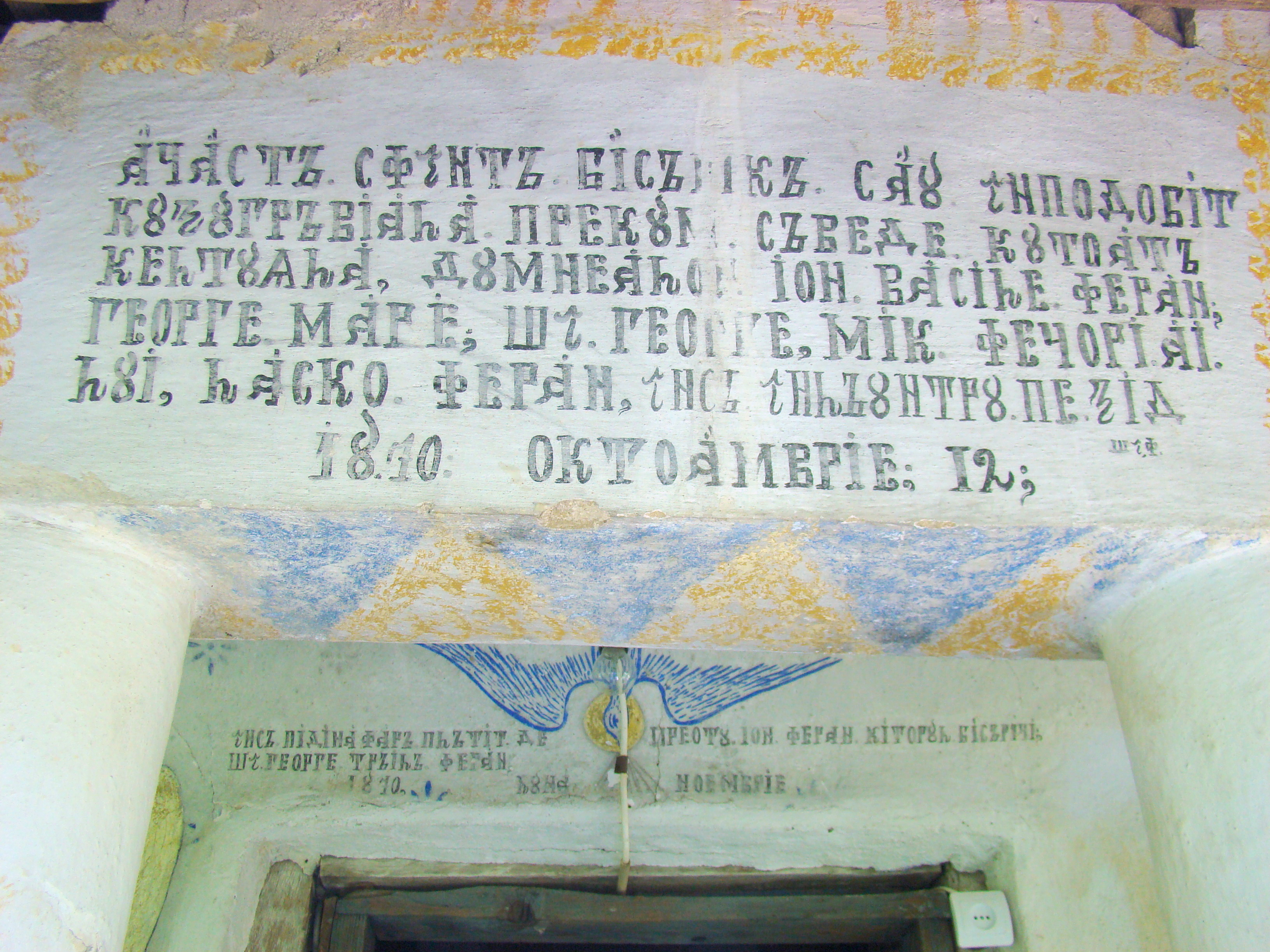
Pisania
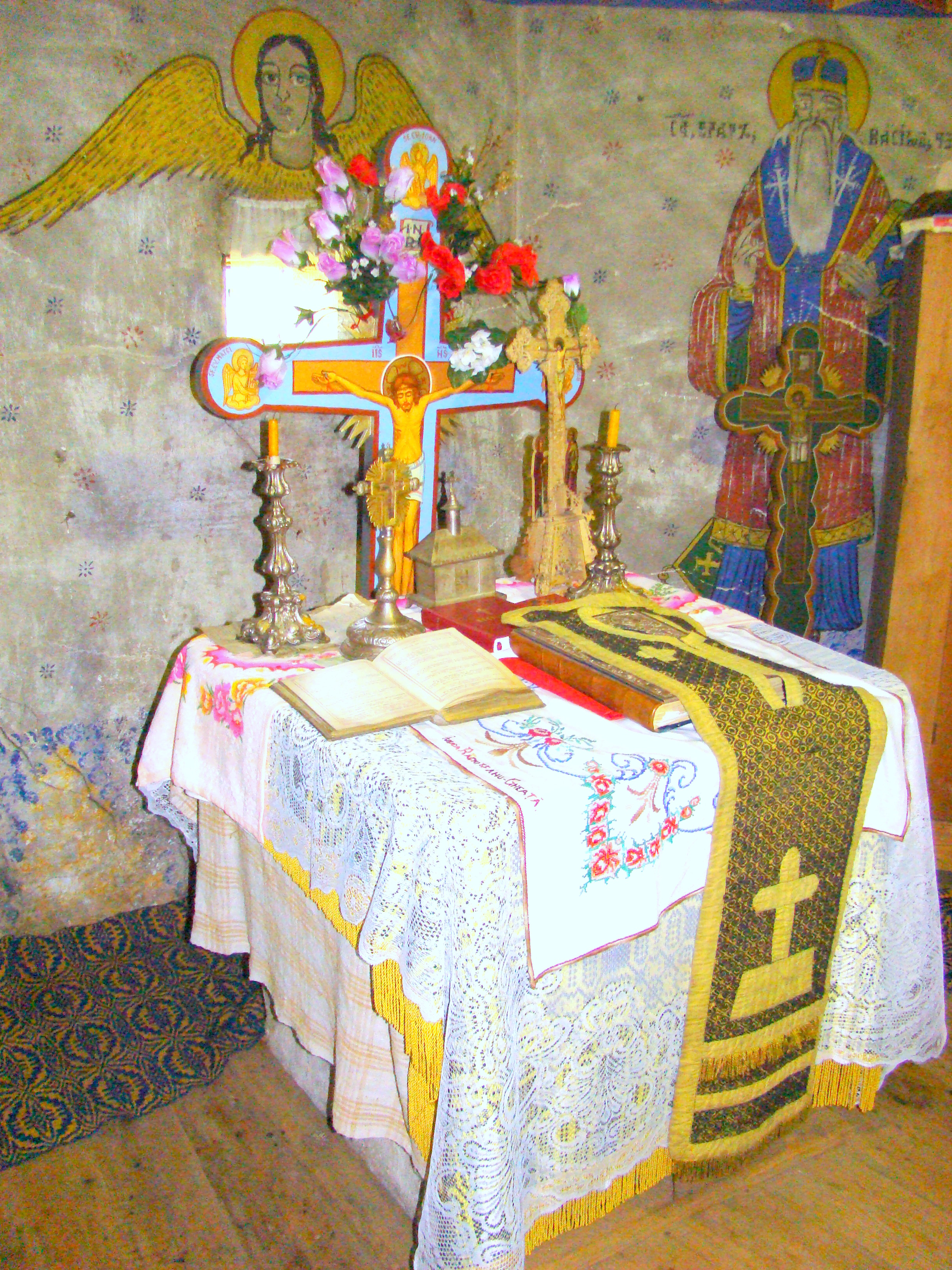
Masa altarului
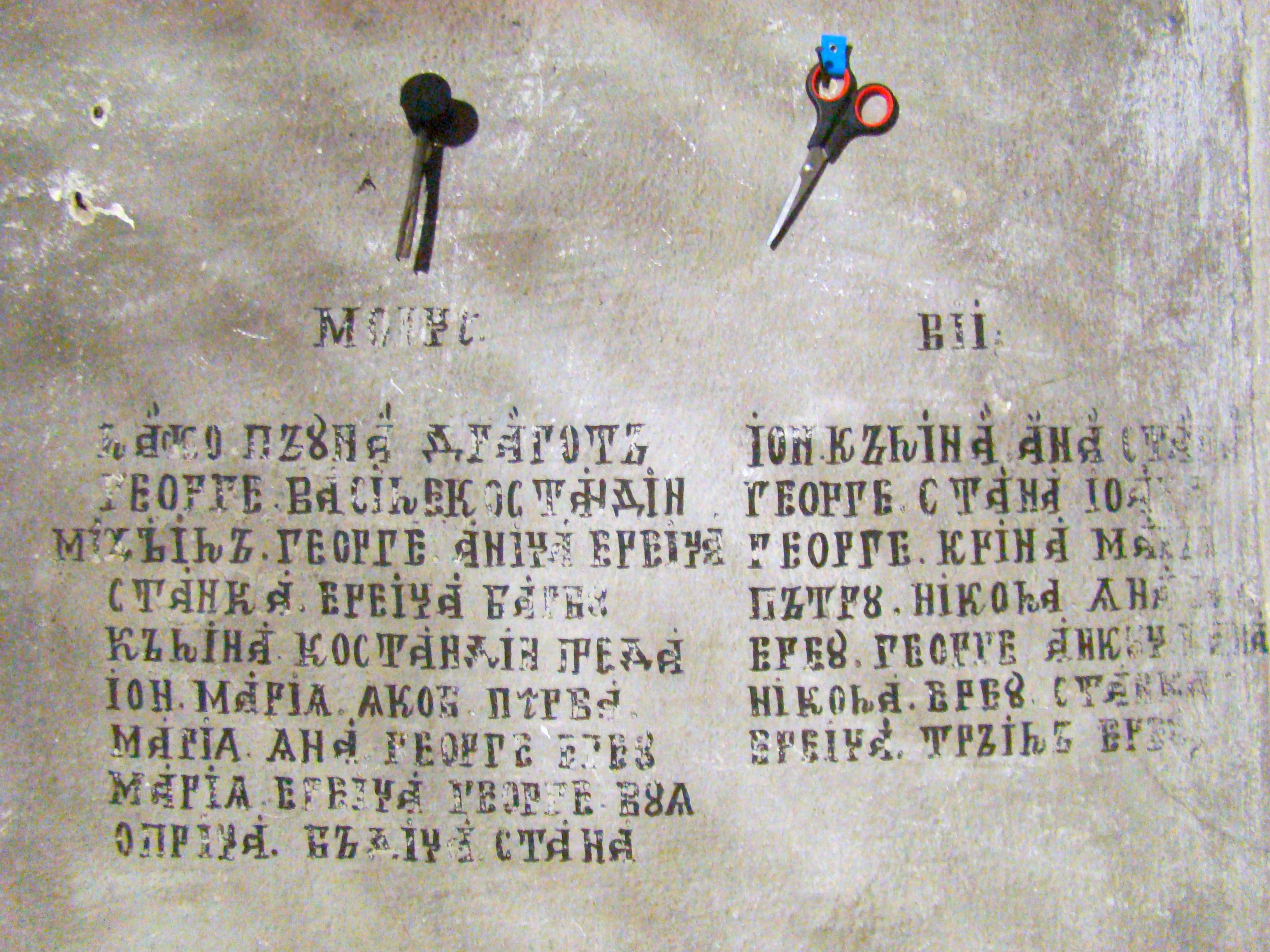
Pomelnic
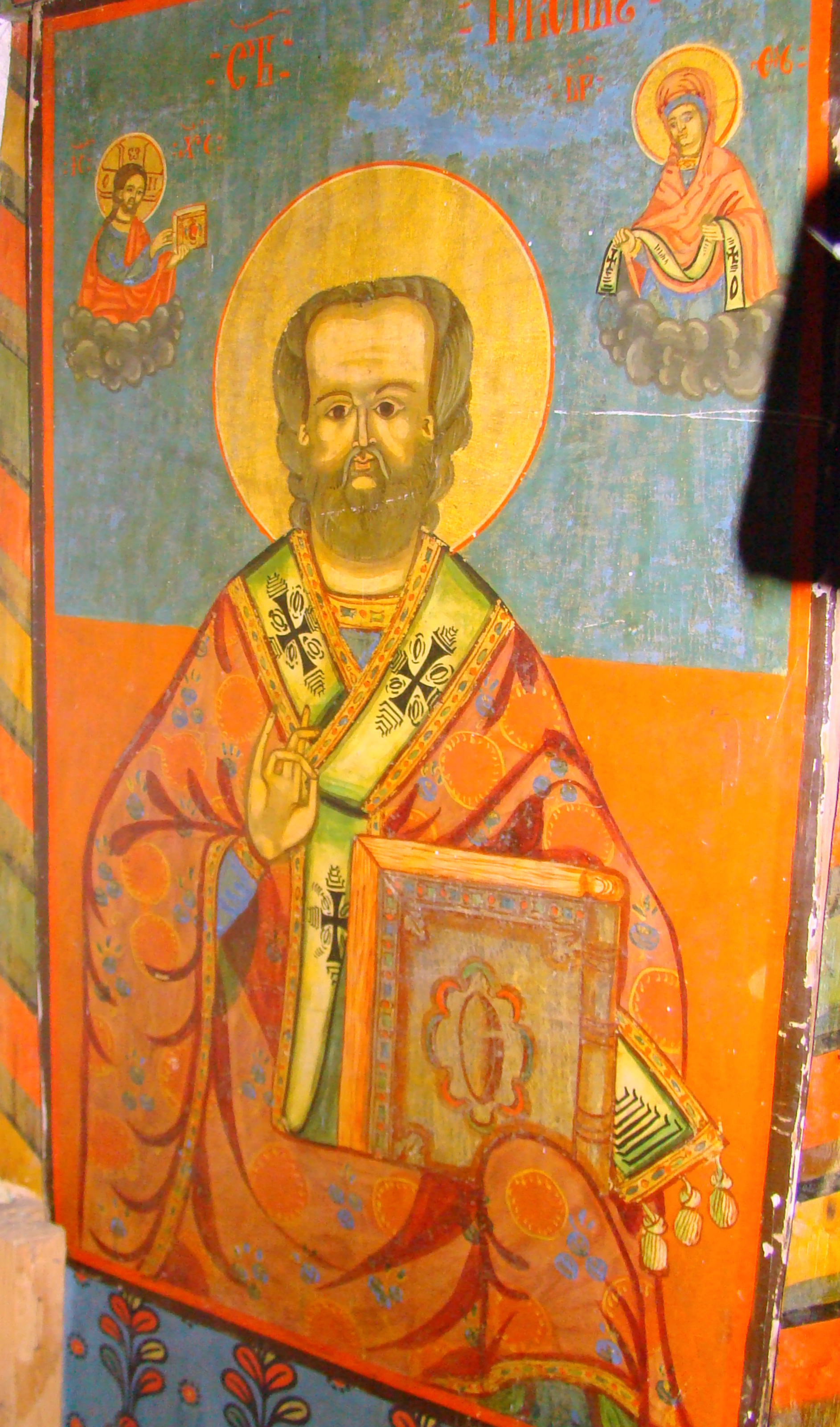
Icoană „Sfântul Nicolae”
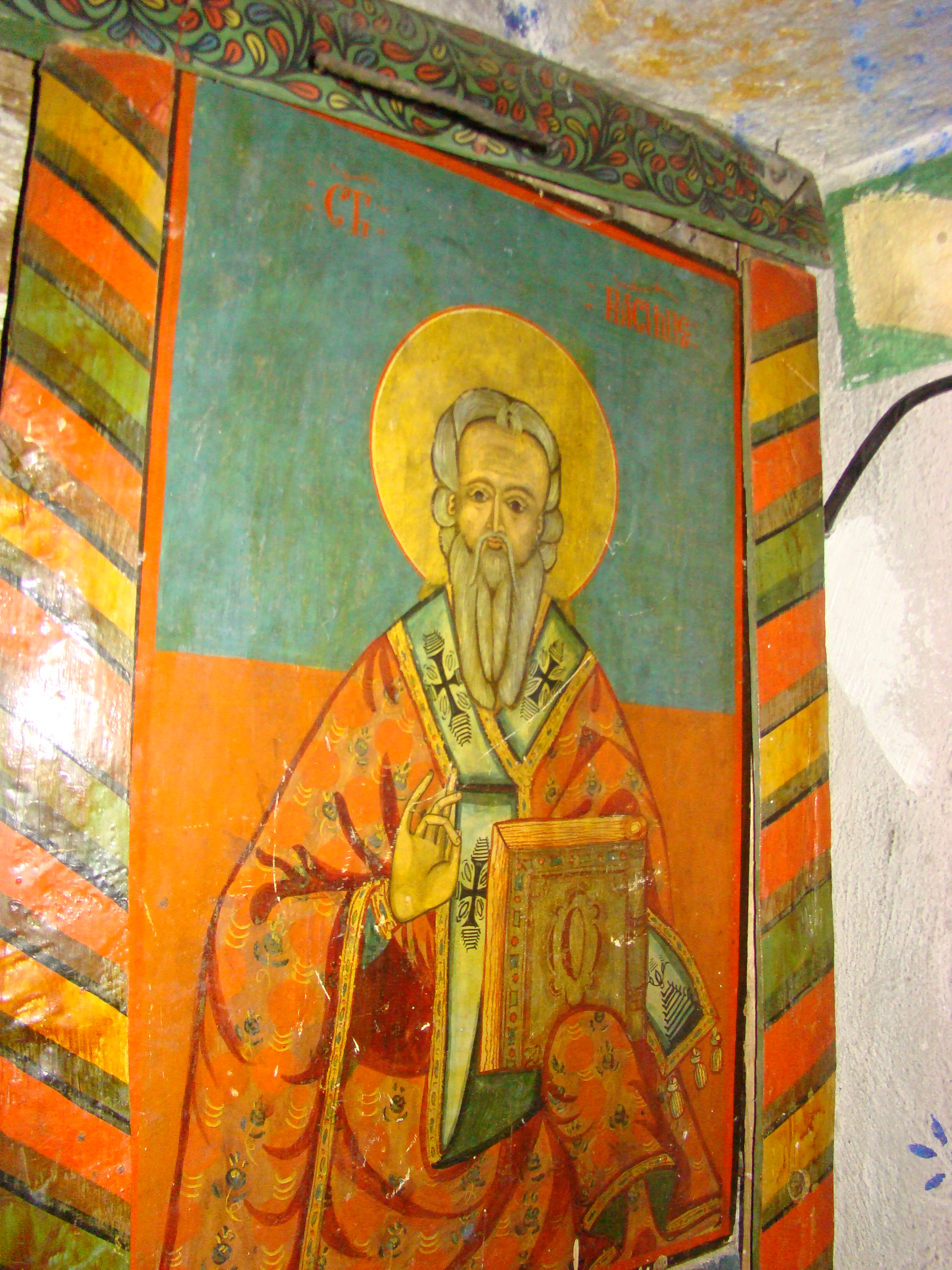
Icoană „Sfântul Dimitrie”
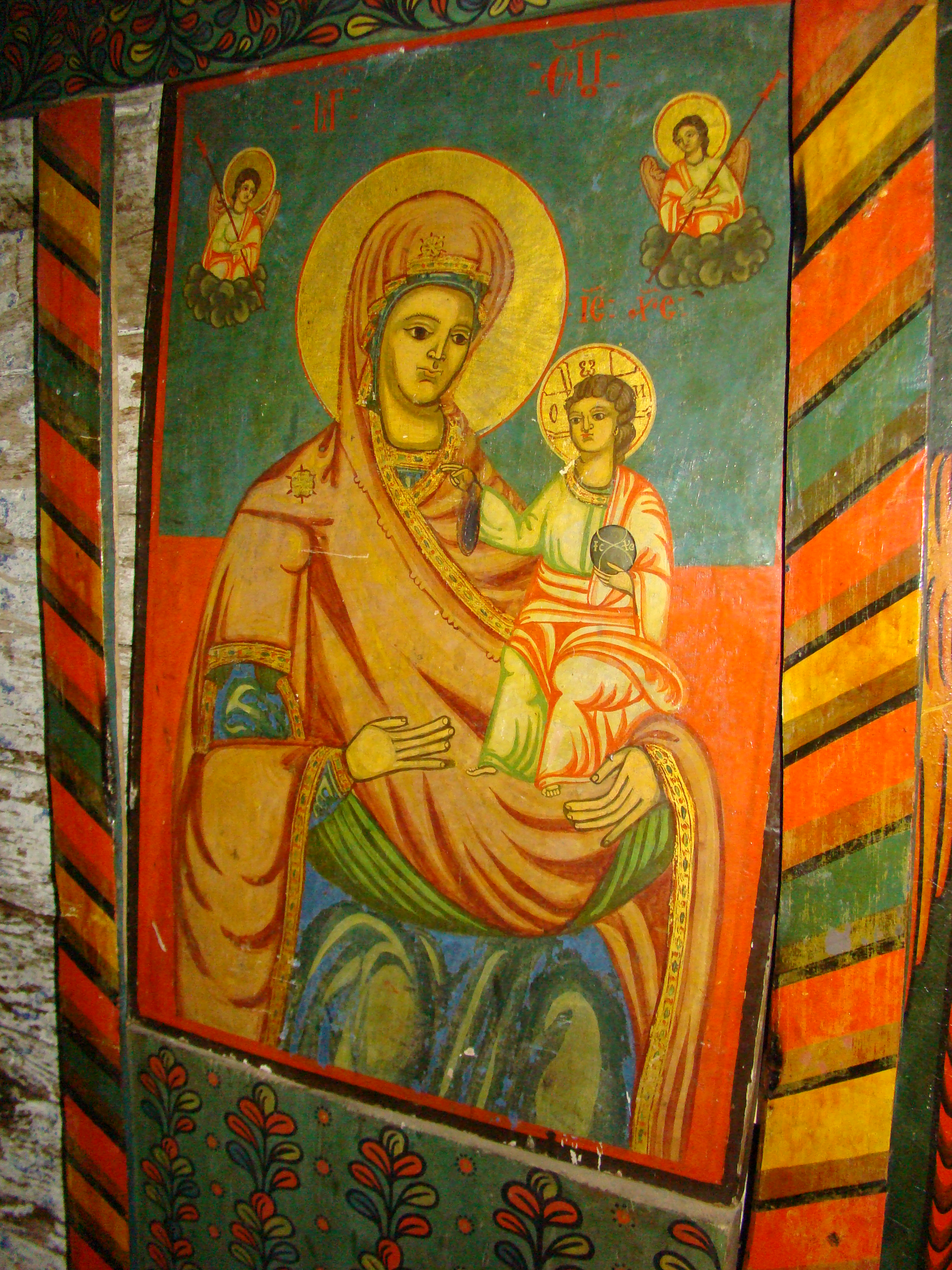
Icoană „Maica Domnului cu Pruncul”
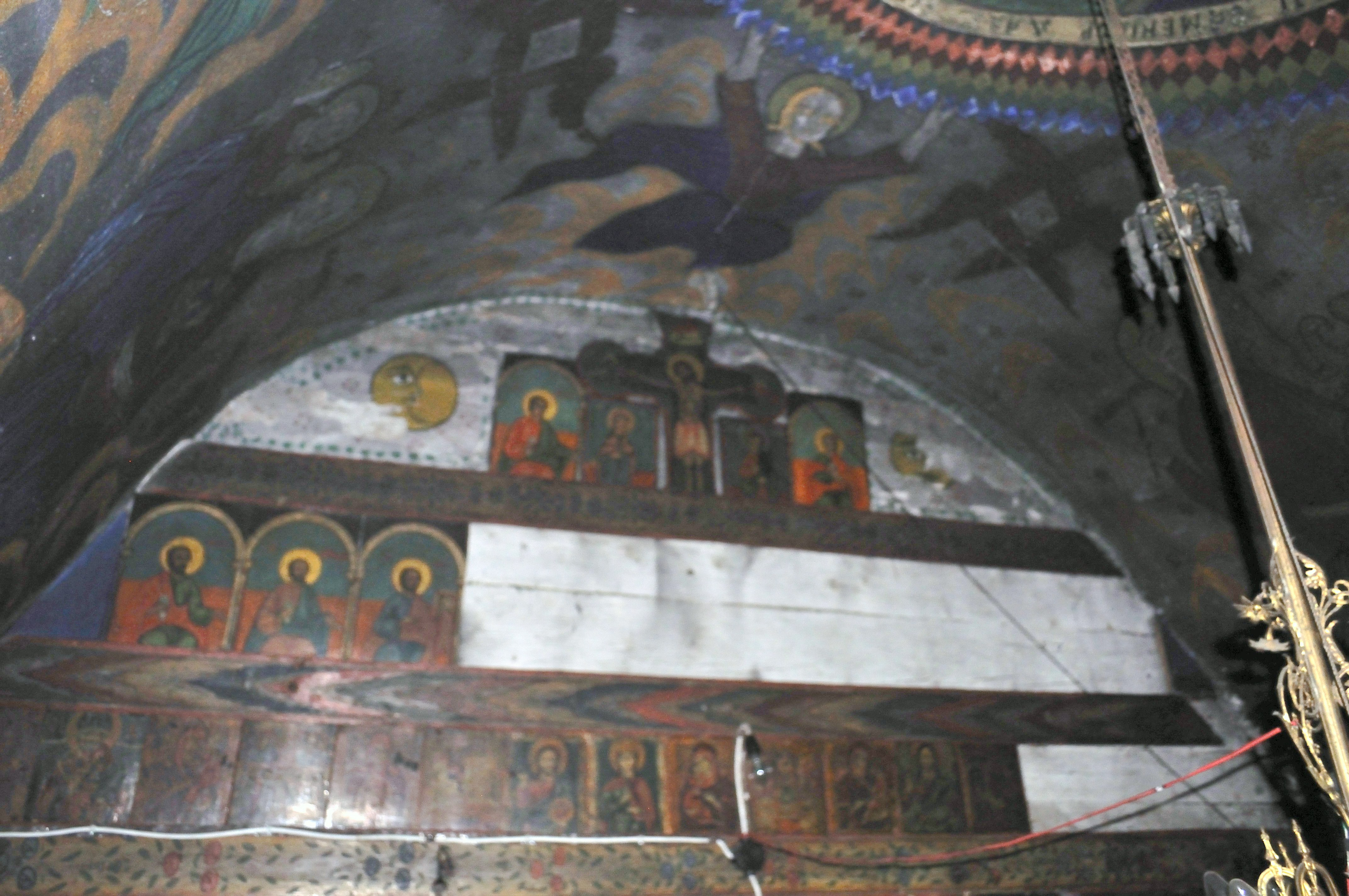
Catapeteasma, lipsesc 14 icoane prăznicar care au fost furate și nu au mai fost recuperate
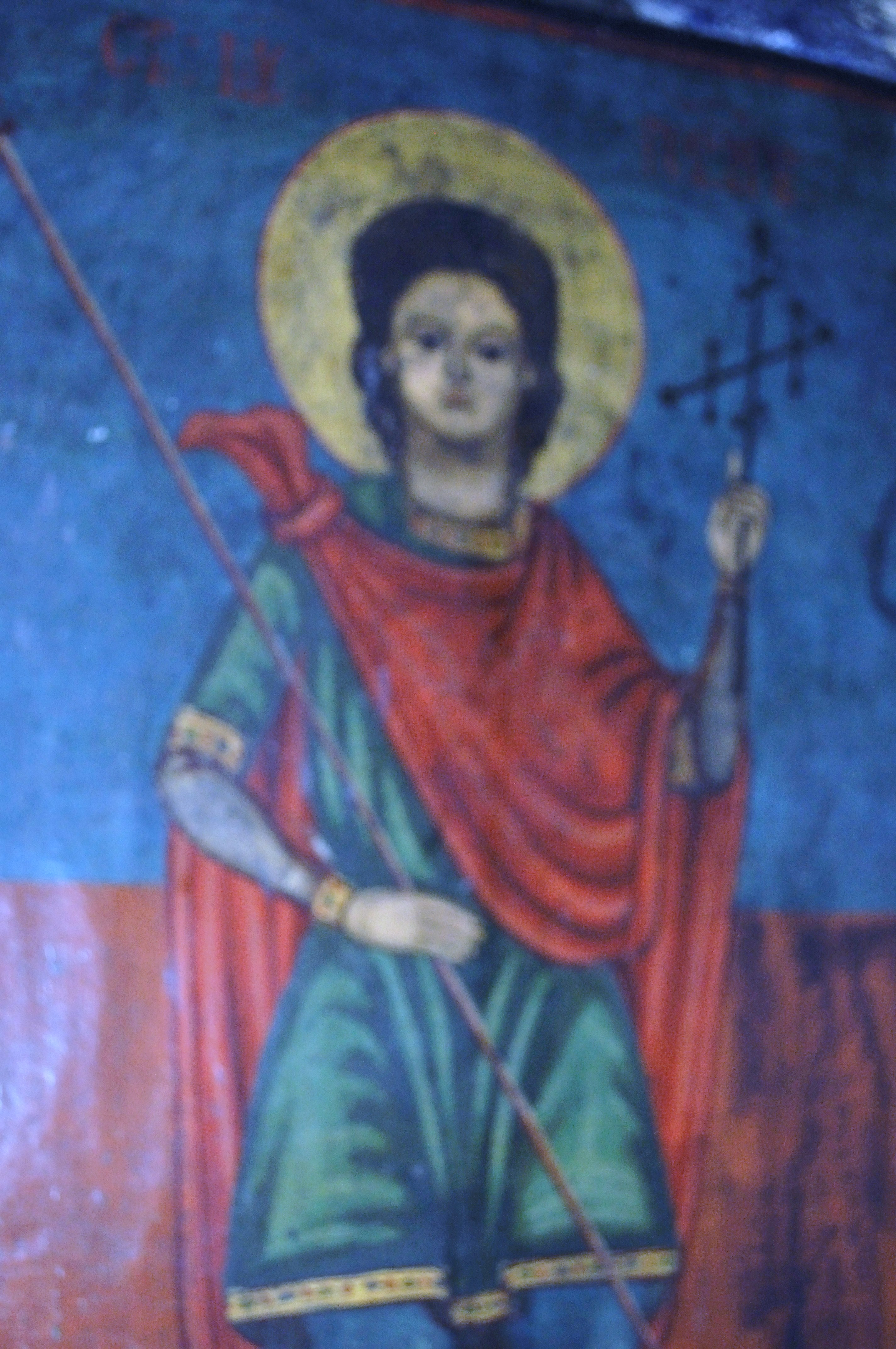
Arhanghelul Mihail
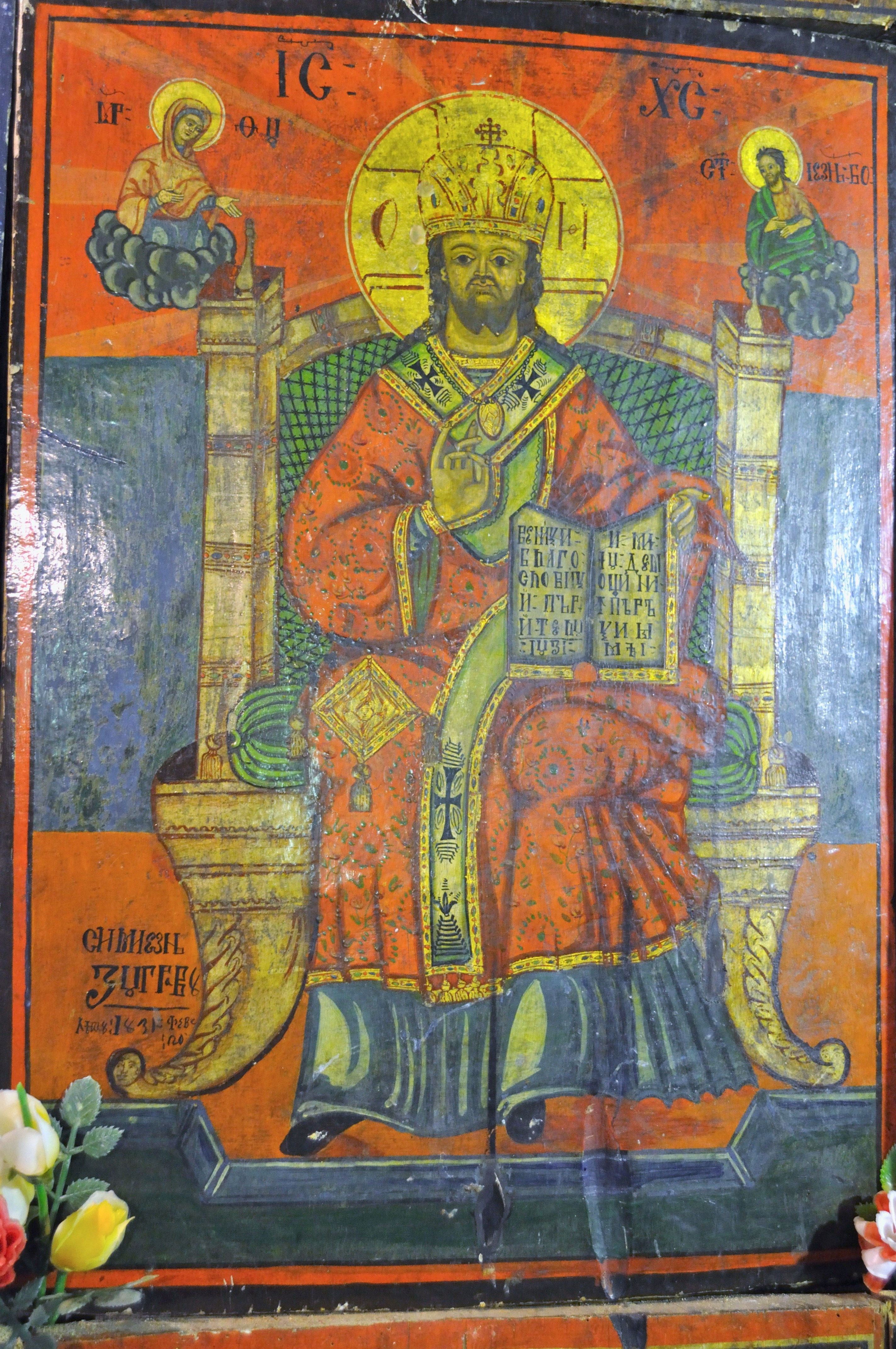
Icoană „Iisus binecuvântând”, în medalioane „Maica Domnului” și „Sf. Ion”
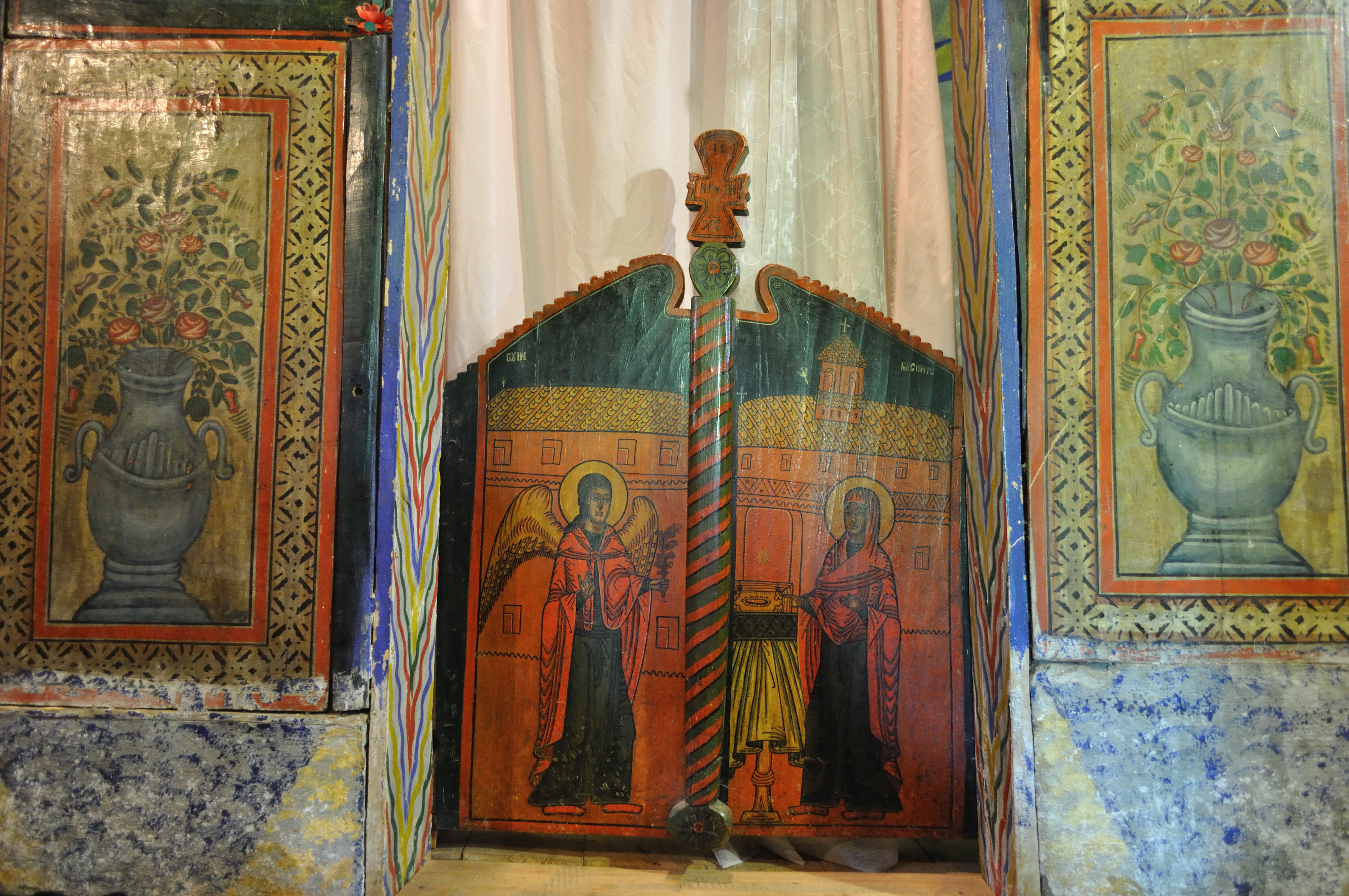
Ușile împărătești
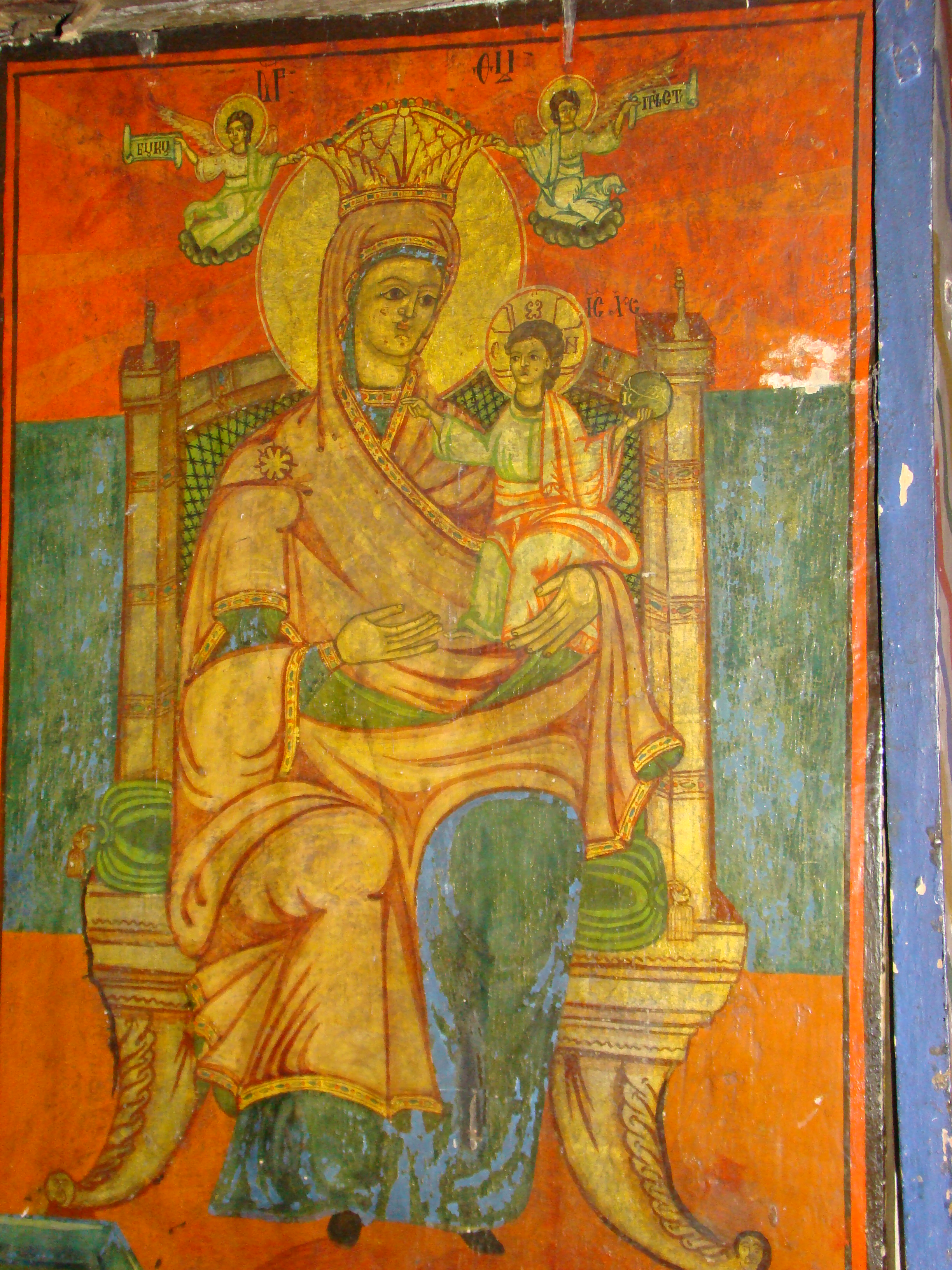
Icoană „Maica Domnului cu Pruncul”
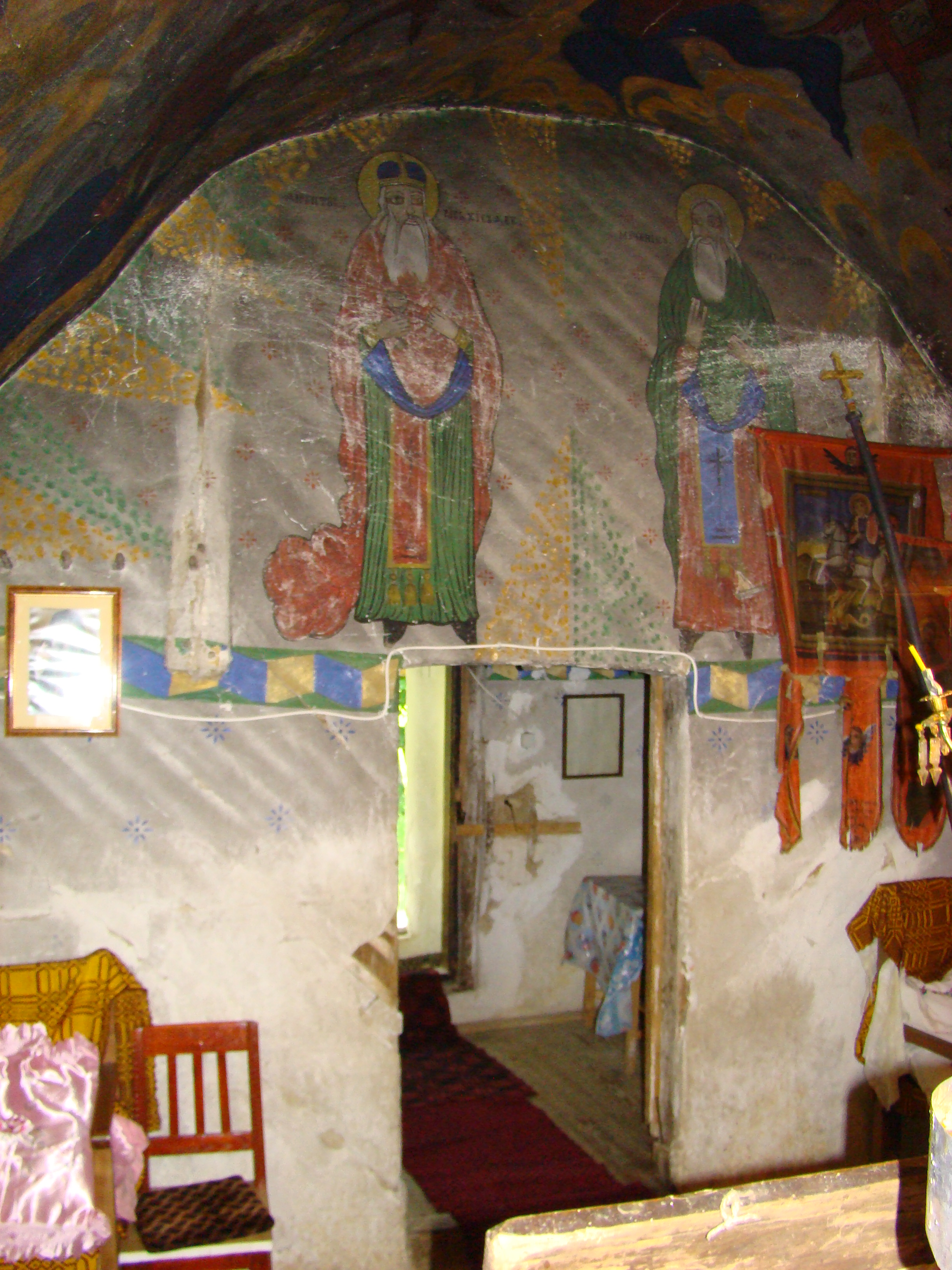
Peretele care desparte naosul de pronaos”
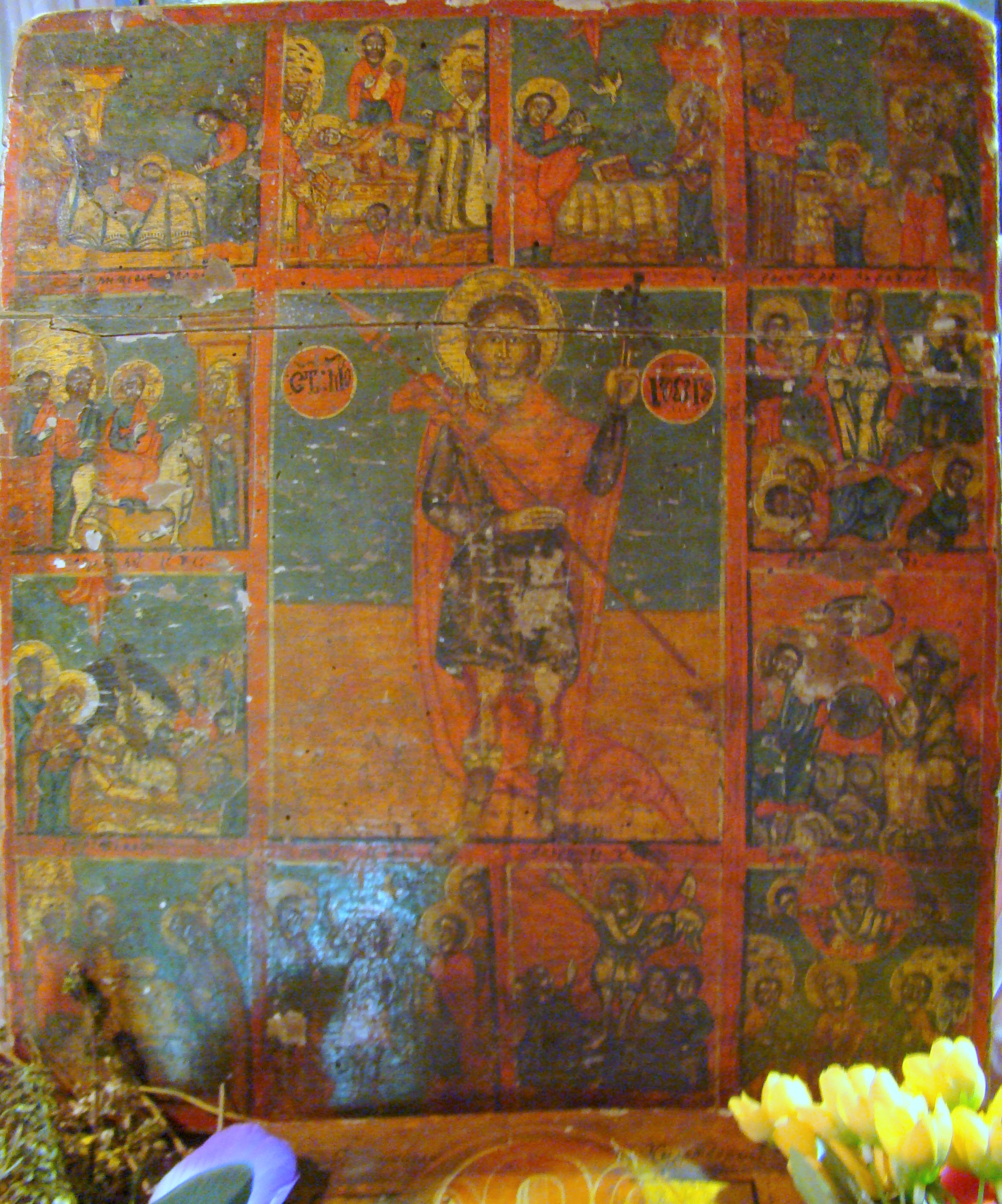
Icoană prăznicar
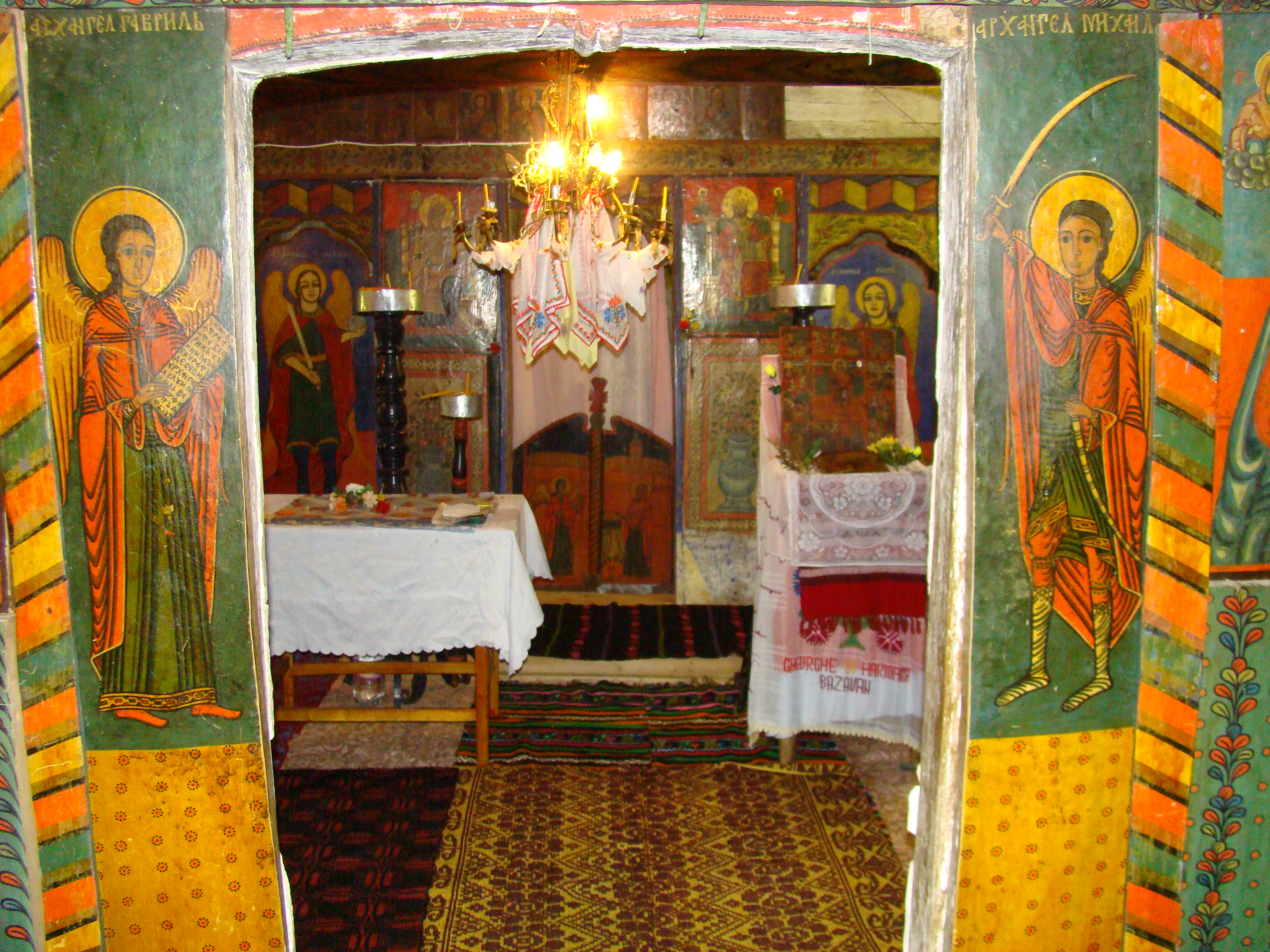
Interiorul navei spre iconostas
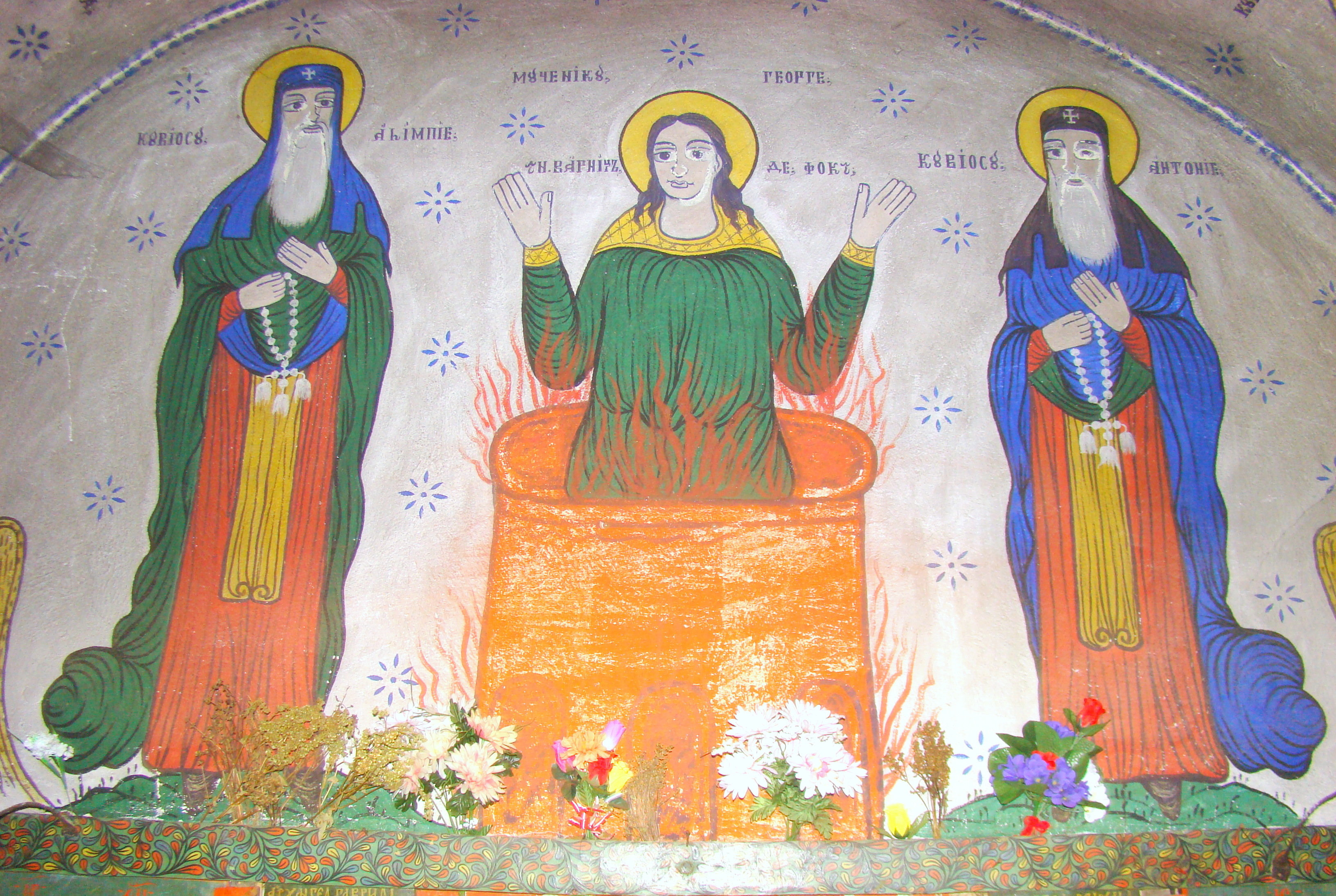
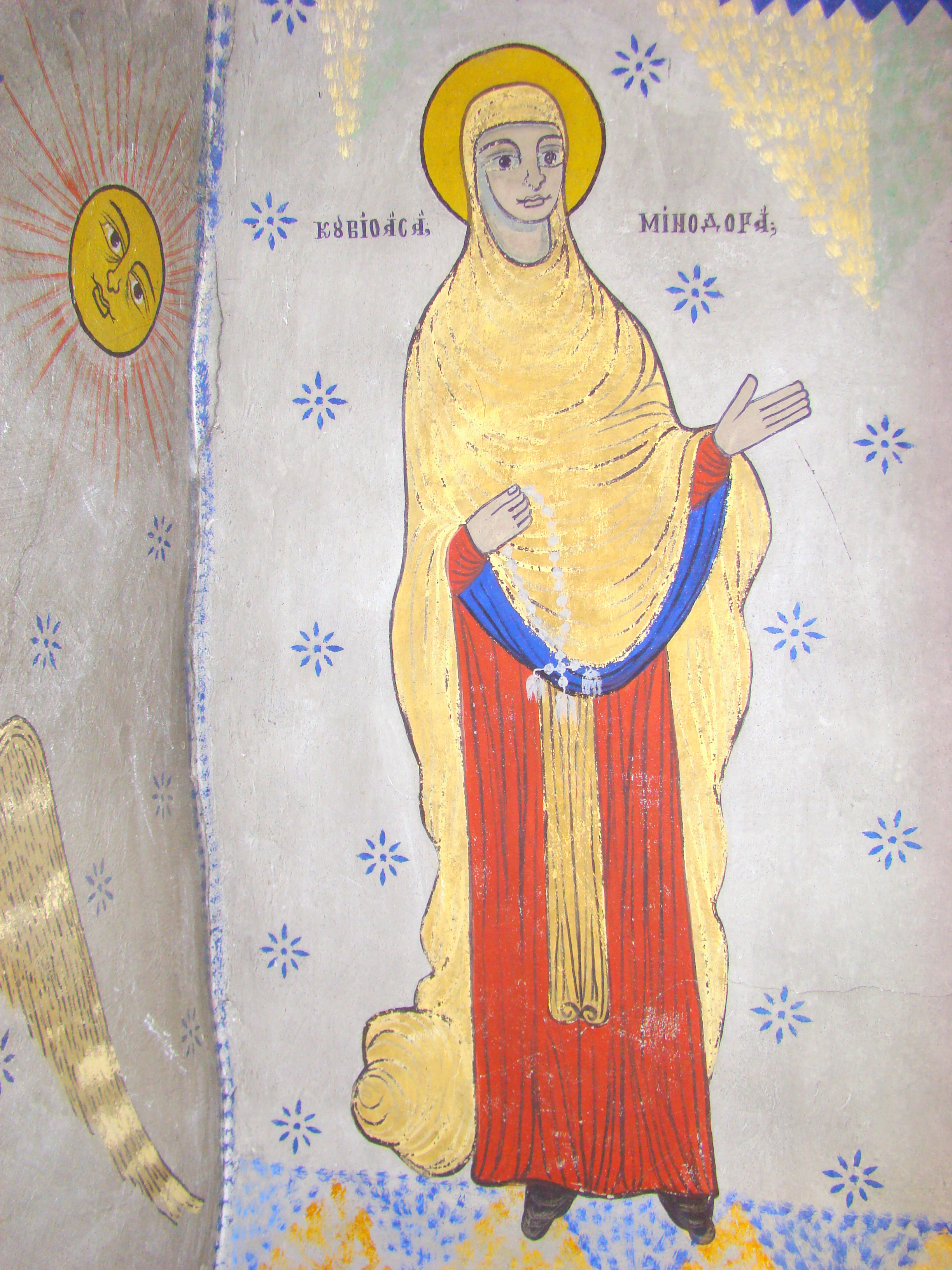
Cuvioasa Minodora
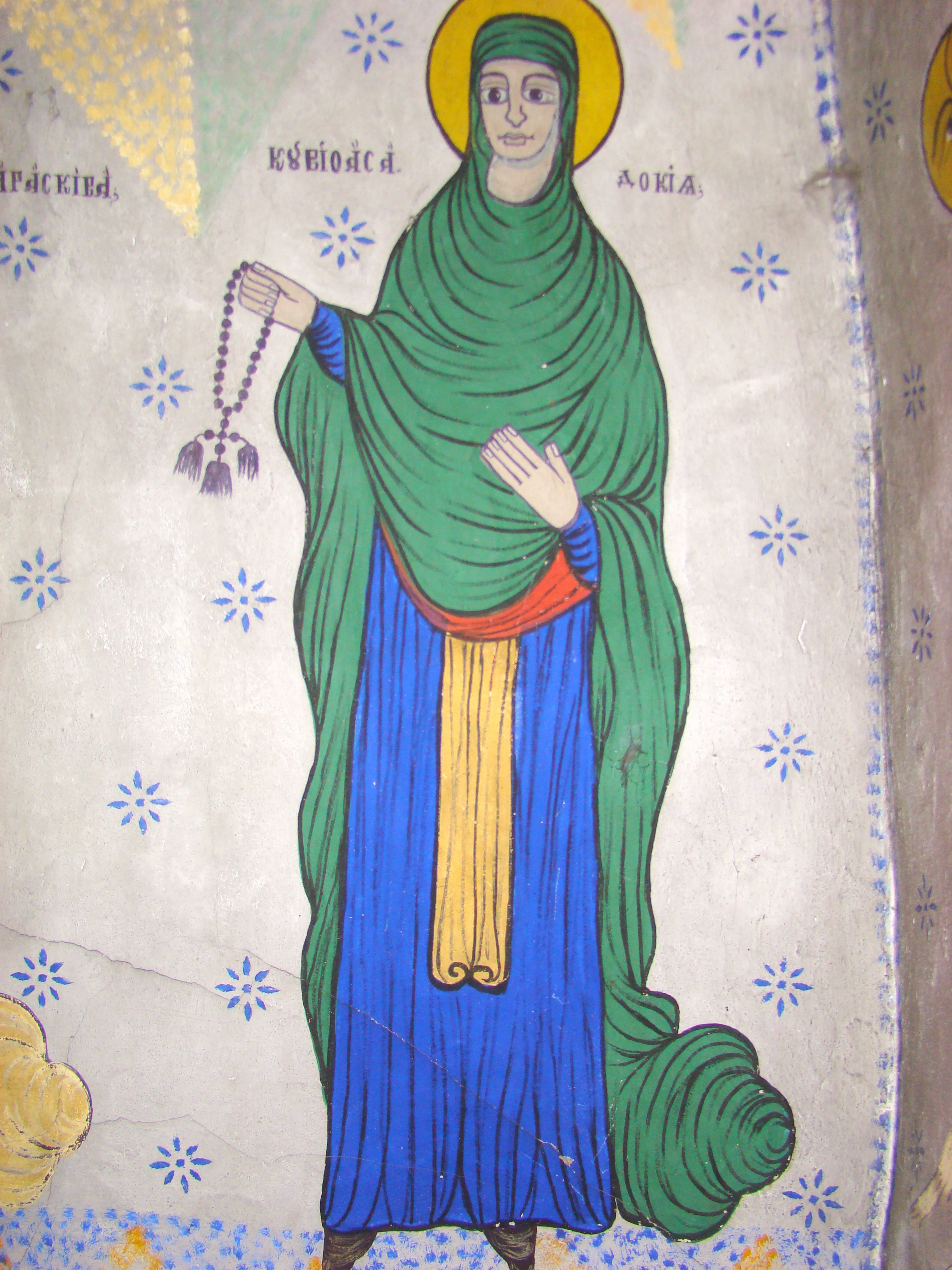
Cuvioasa Sofia
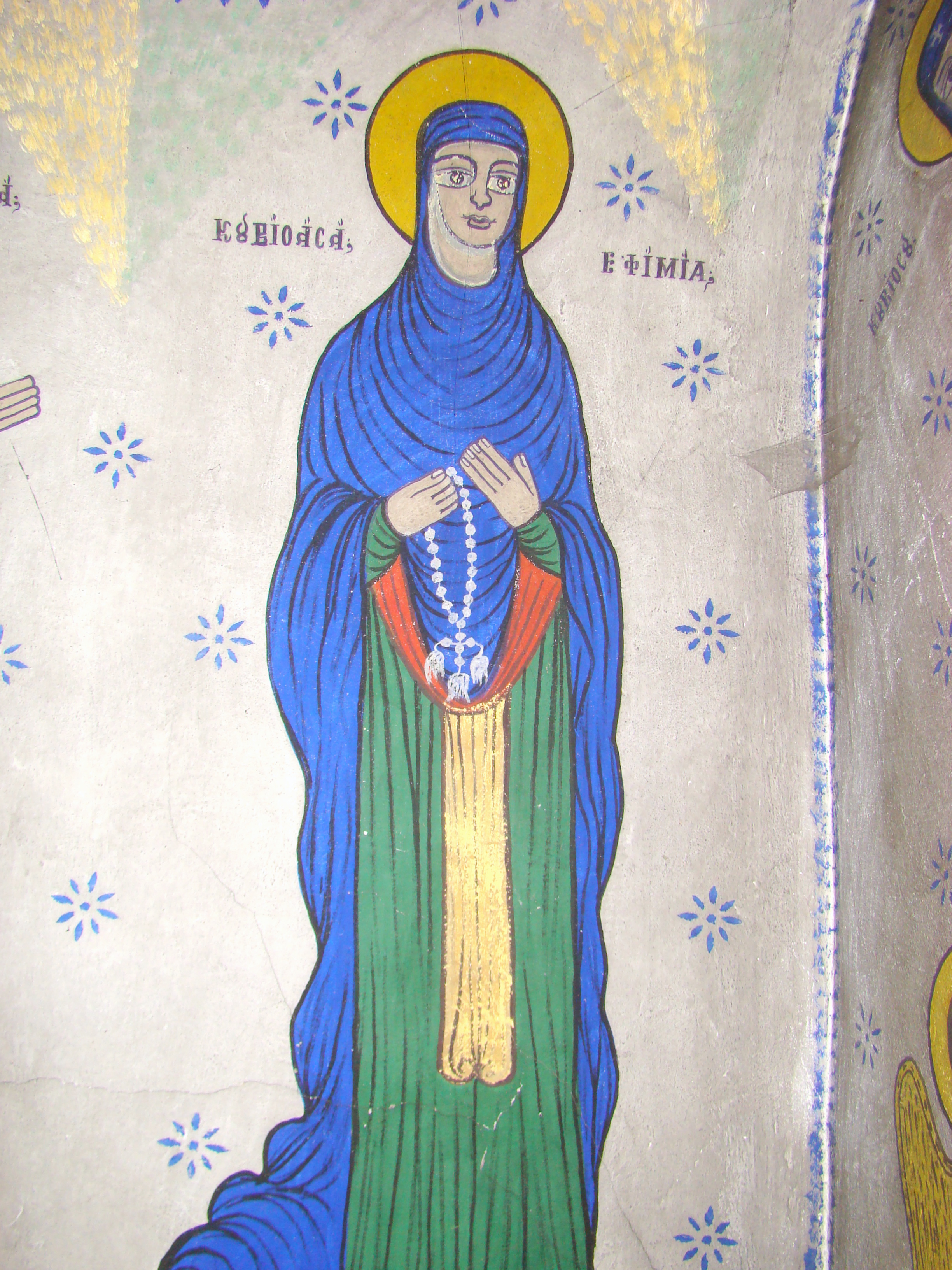
Cuvioasa Efimia
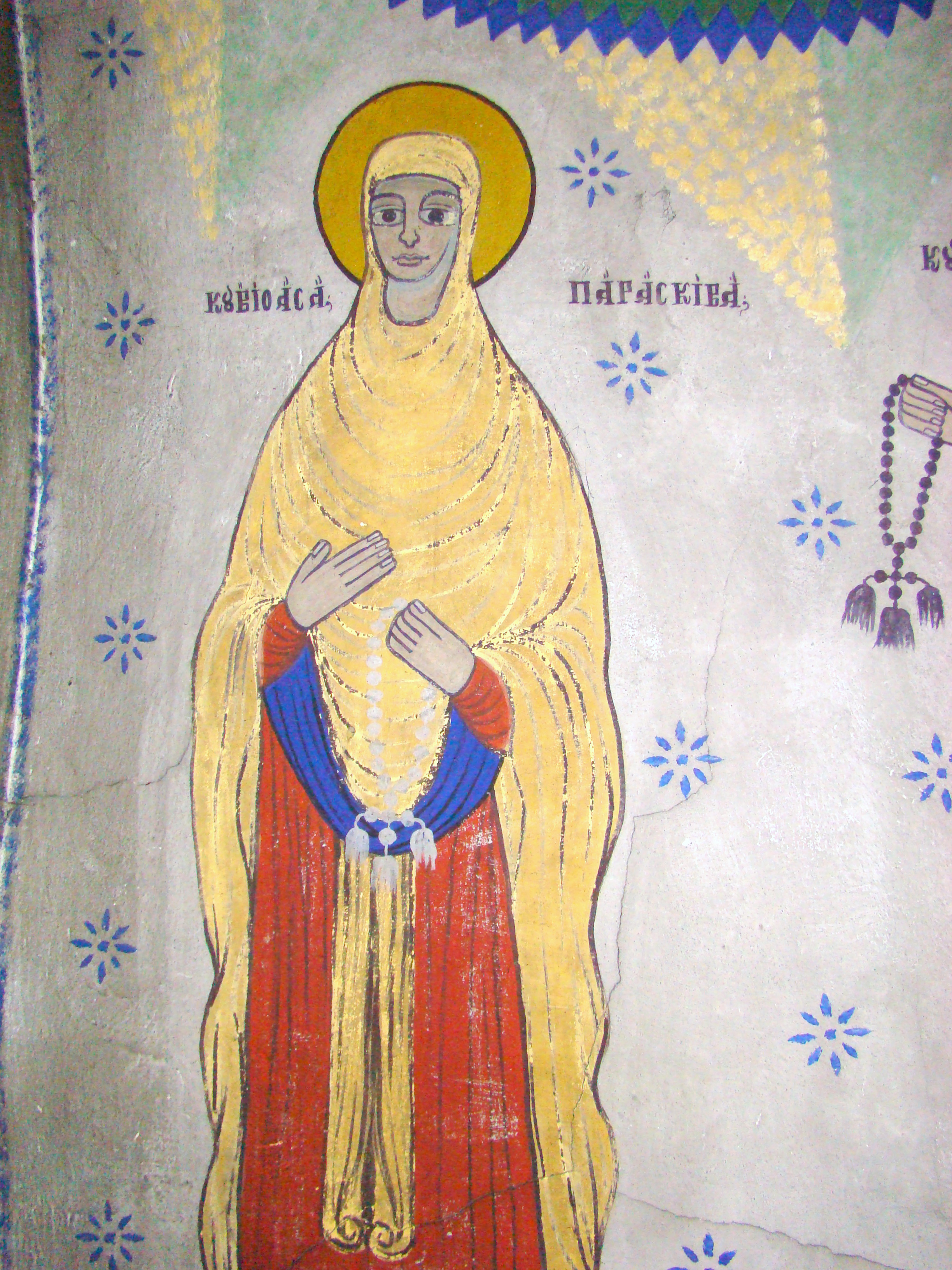
Cuvioasa Paraschiva
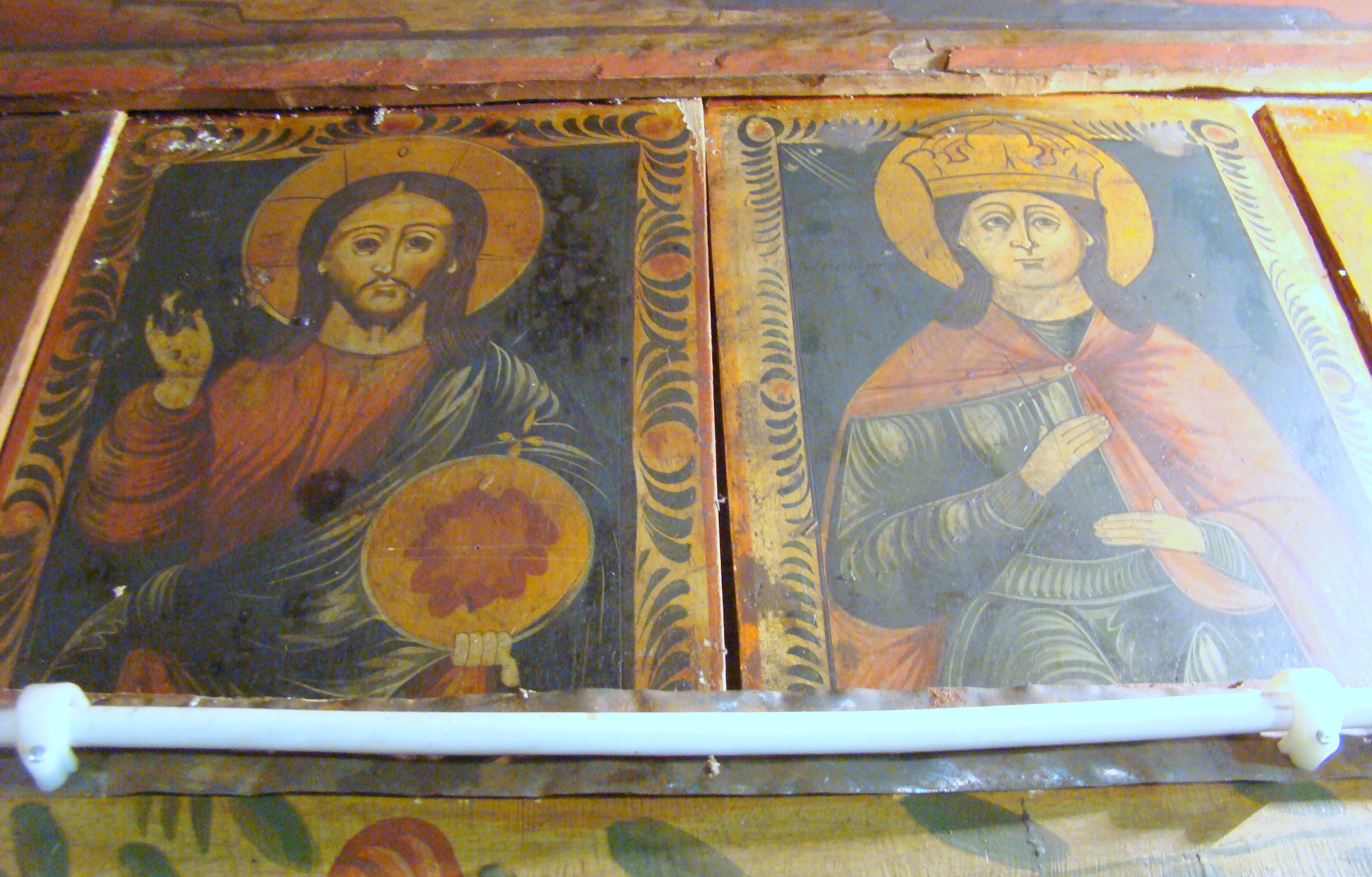
Frumoasele icoane prăznicar de pe catapeteasmă
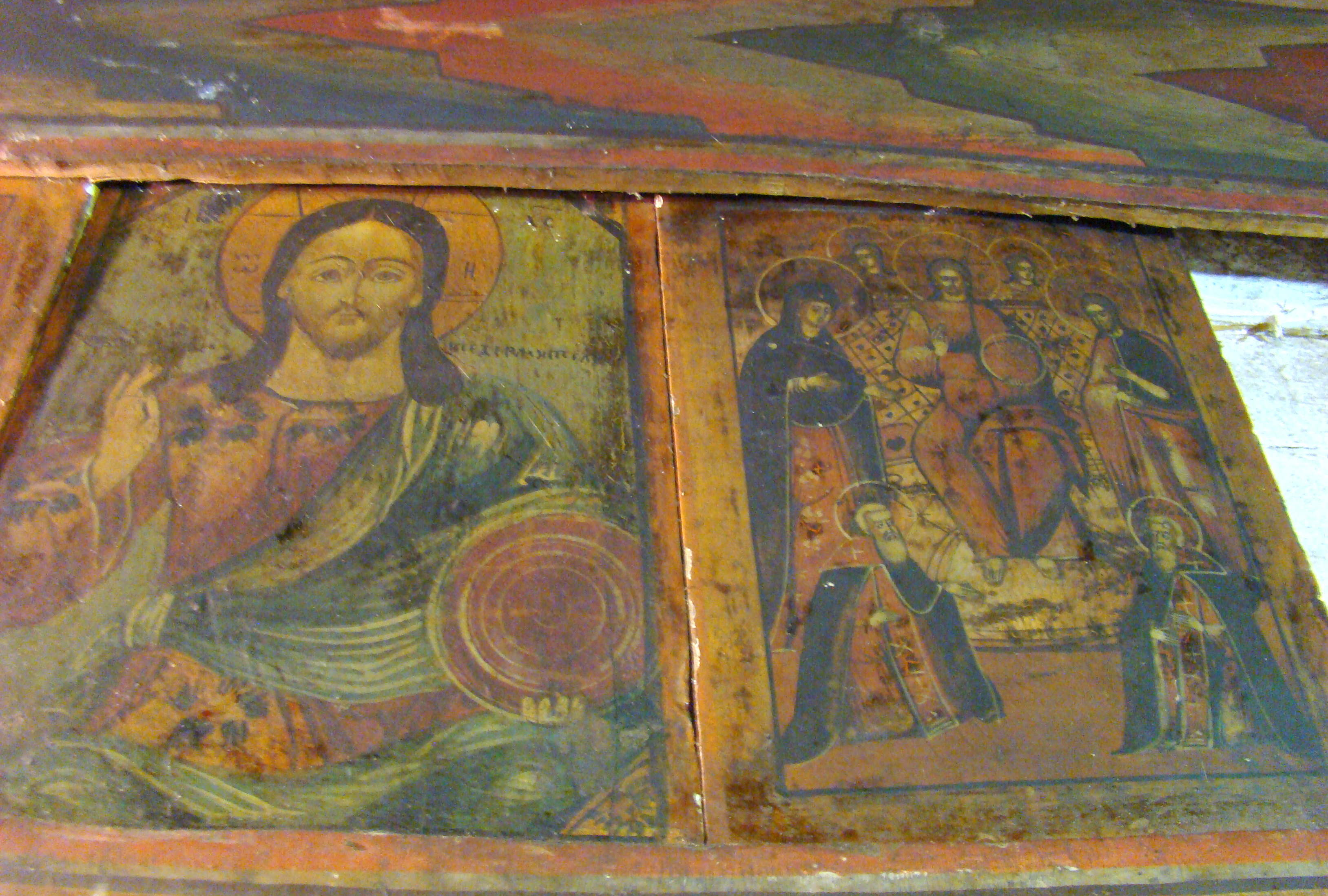
Frumoasele icoane prăznicar de pe catapeteasmă
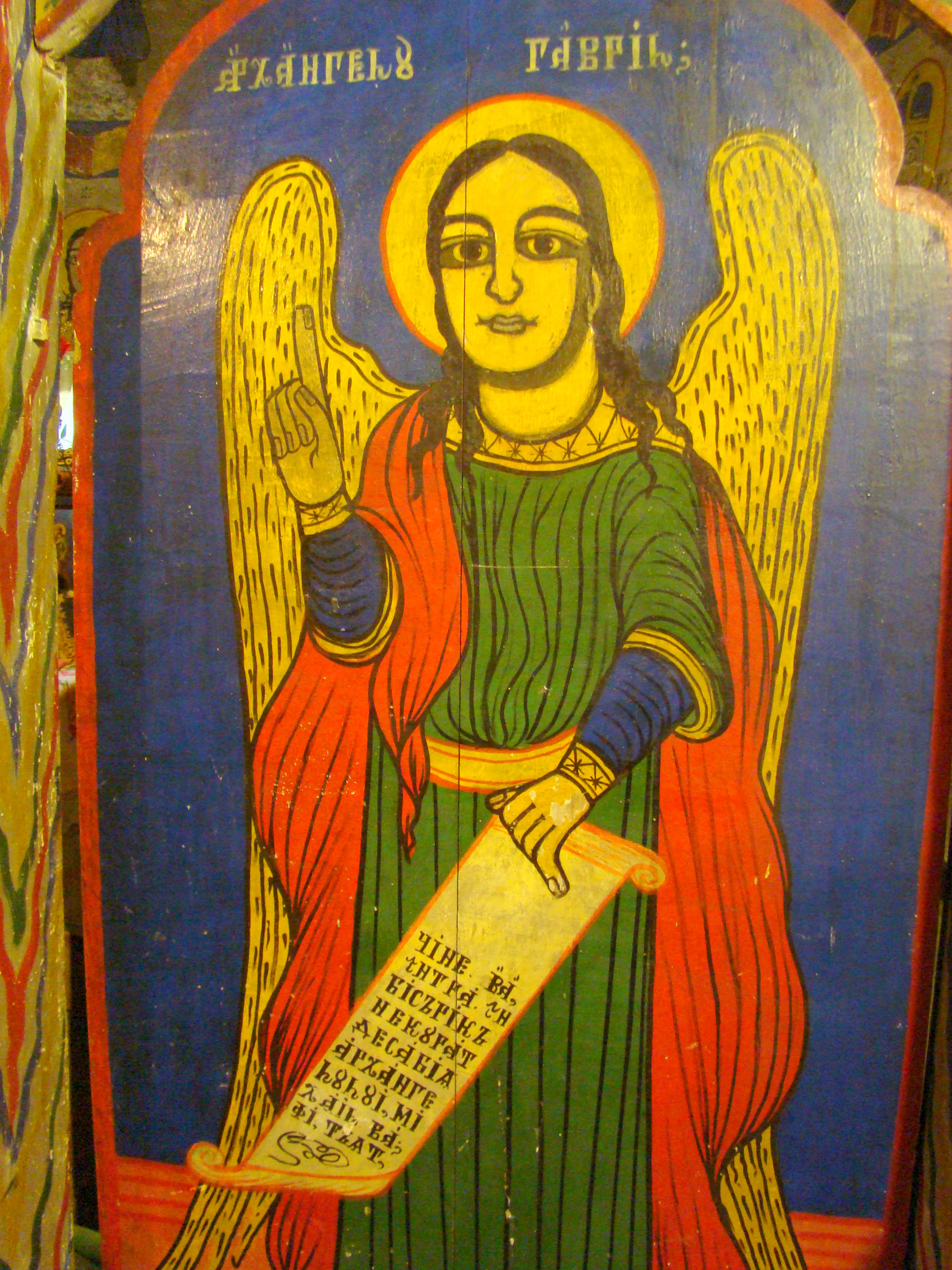
Ușă diaconească (detaliu)
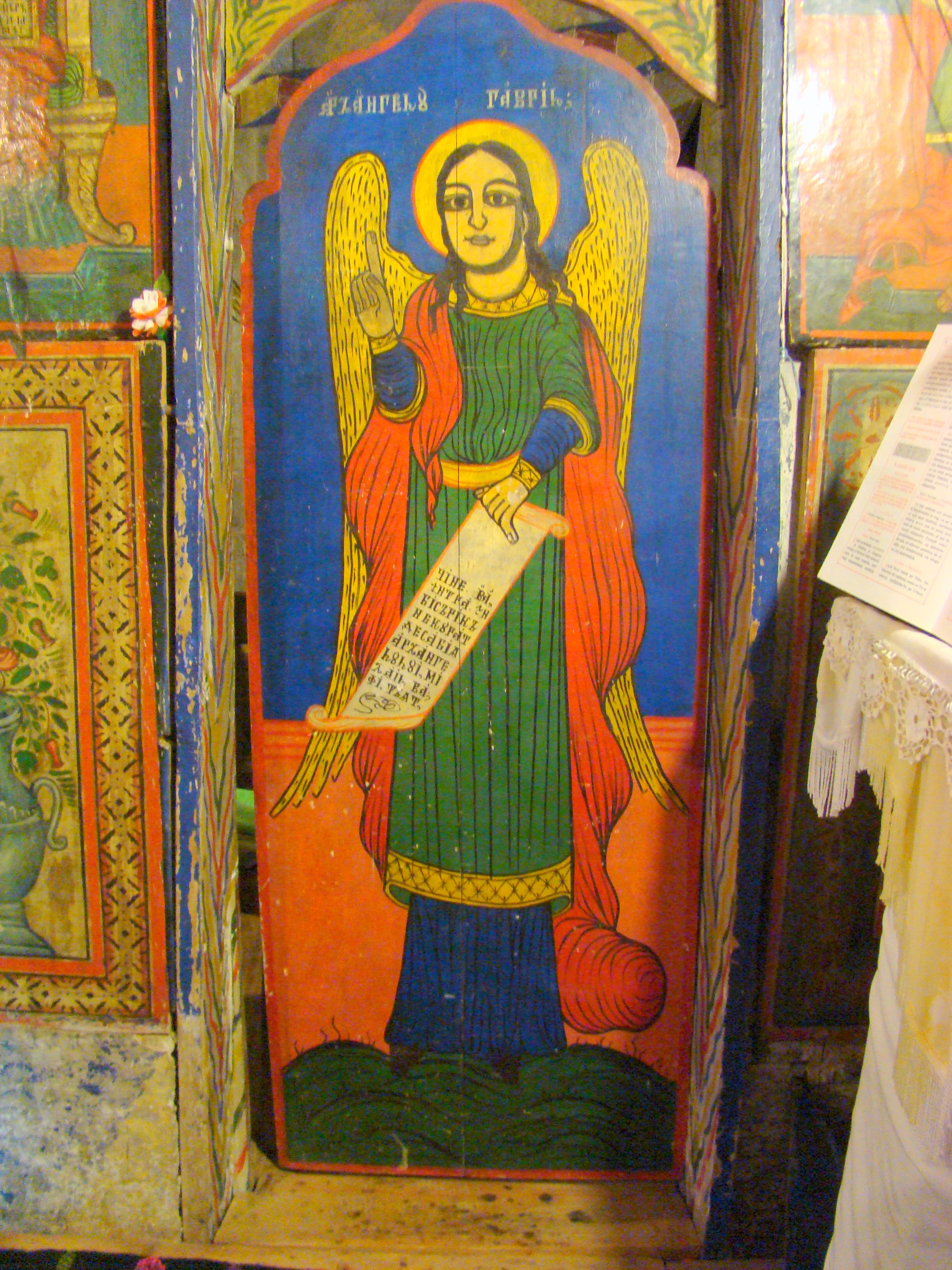
Ușă diaconească
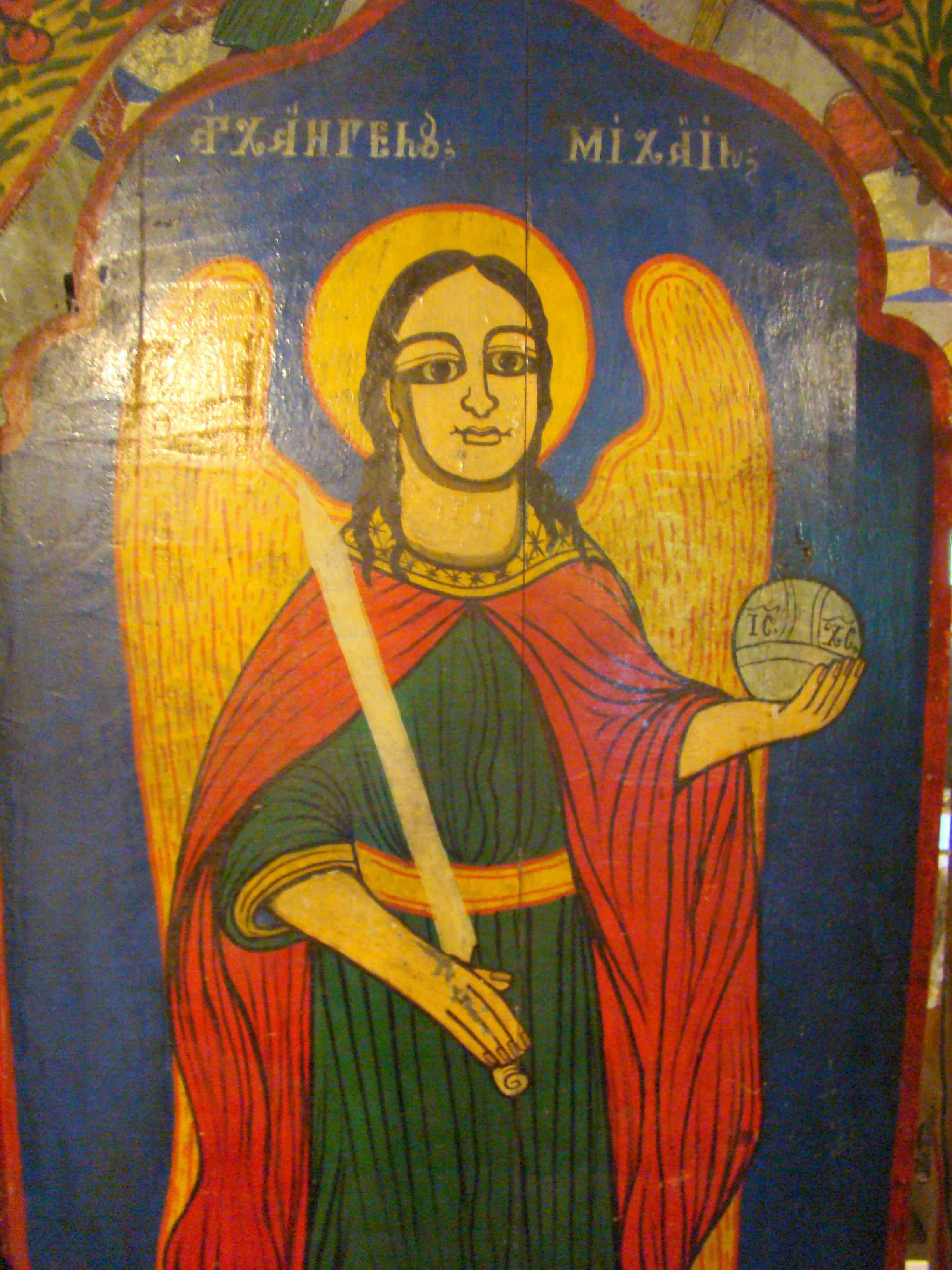
Ușă diaconească (detaliu)
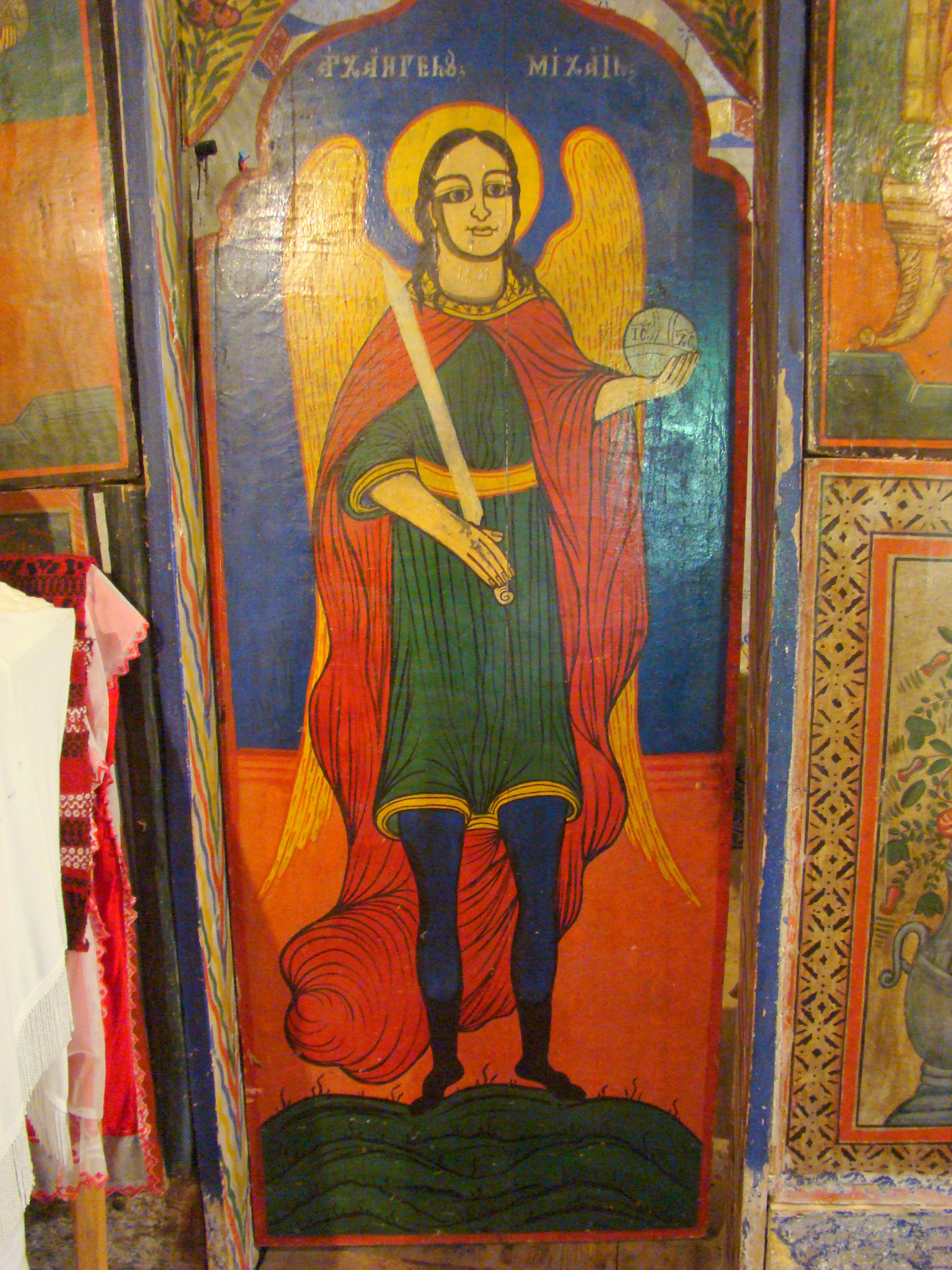
Ușă diaconească
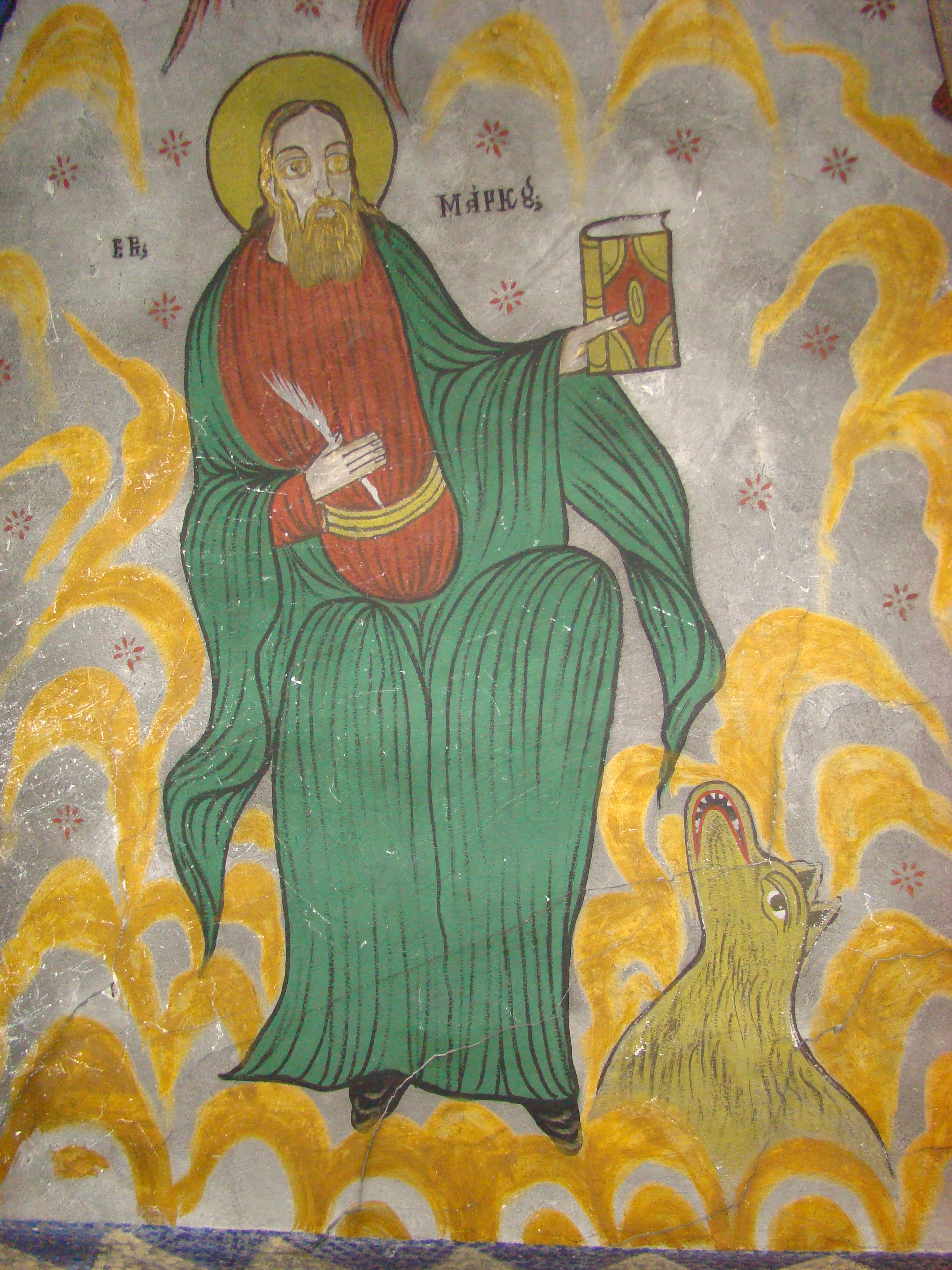
Sfântul Evanghelist Marcu
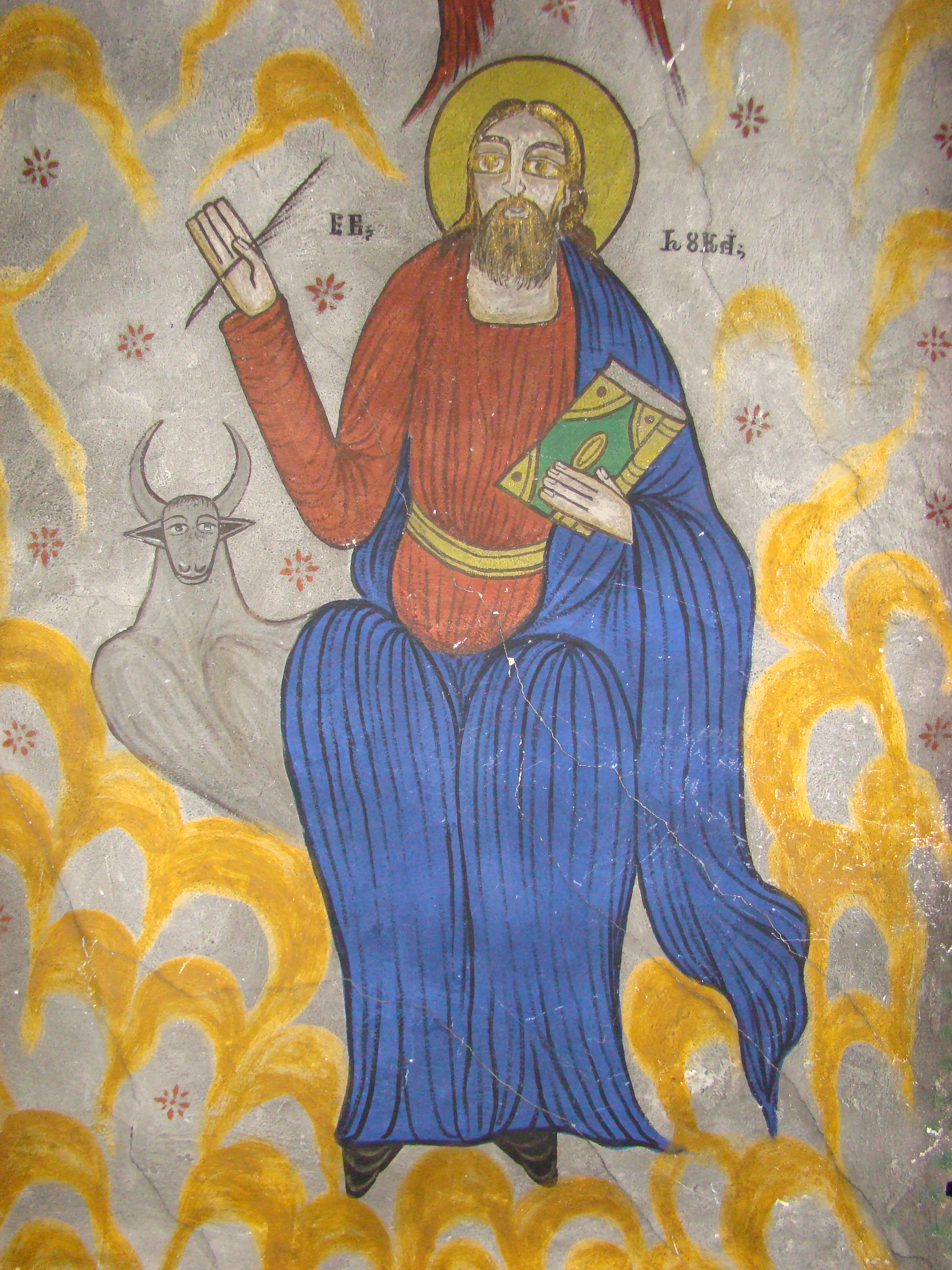
Sfântul Evanghelist Luca
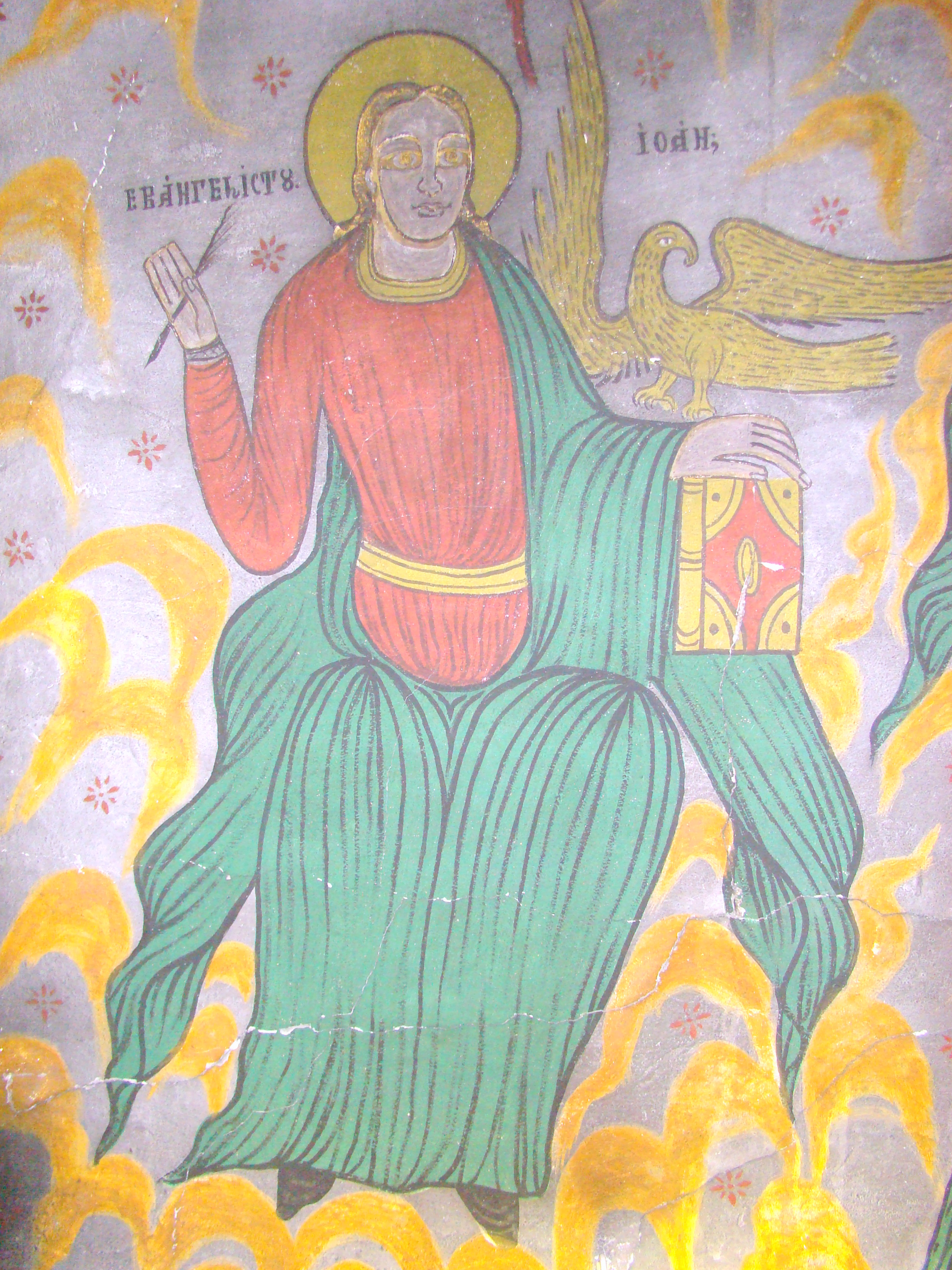
Sfântul Evanghelist Ioan
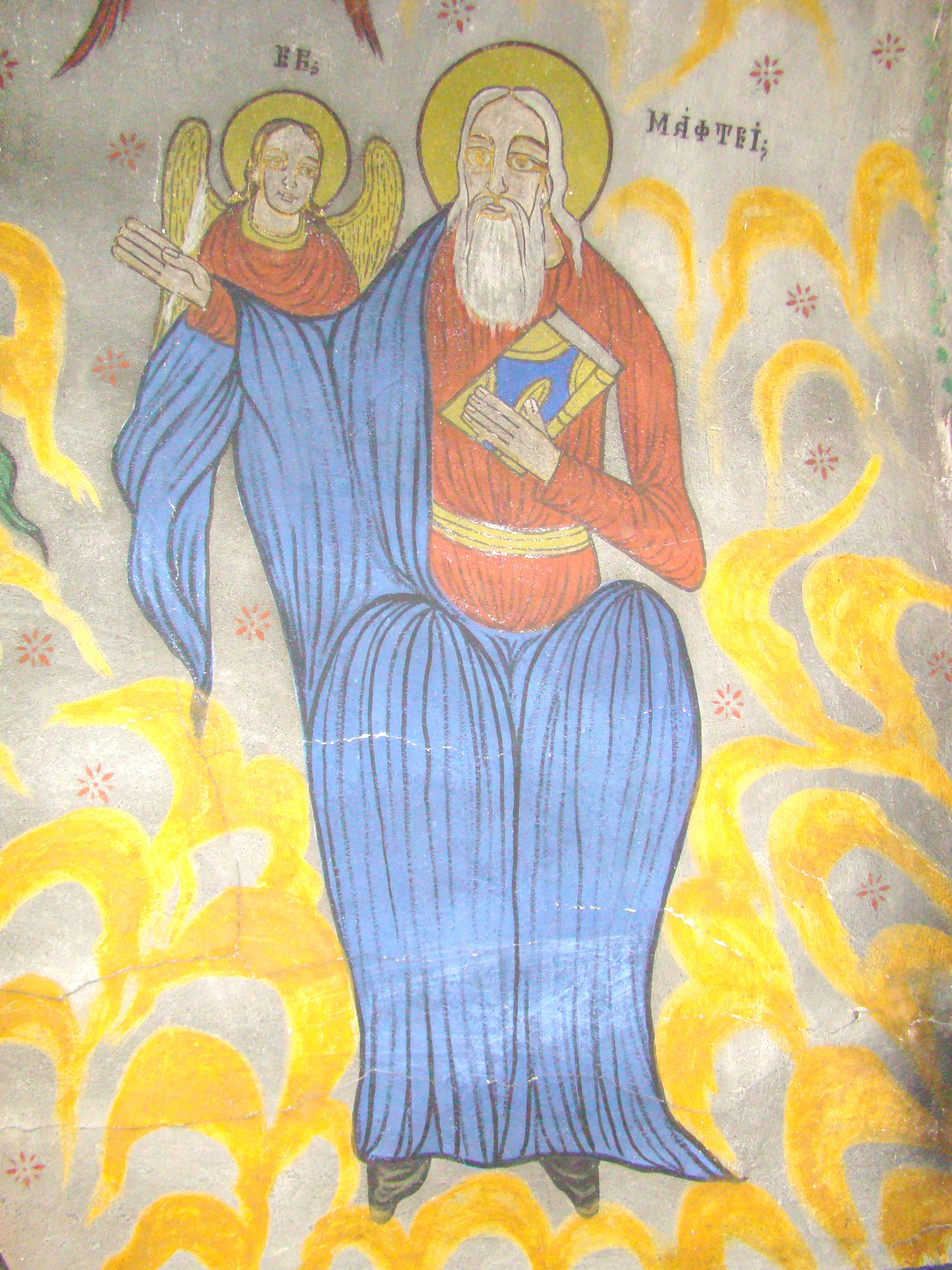
Sfântul Evanghelist Matei
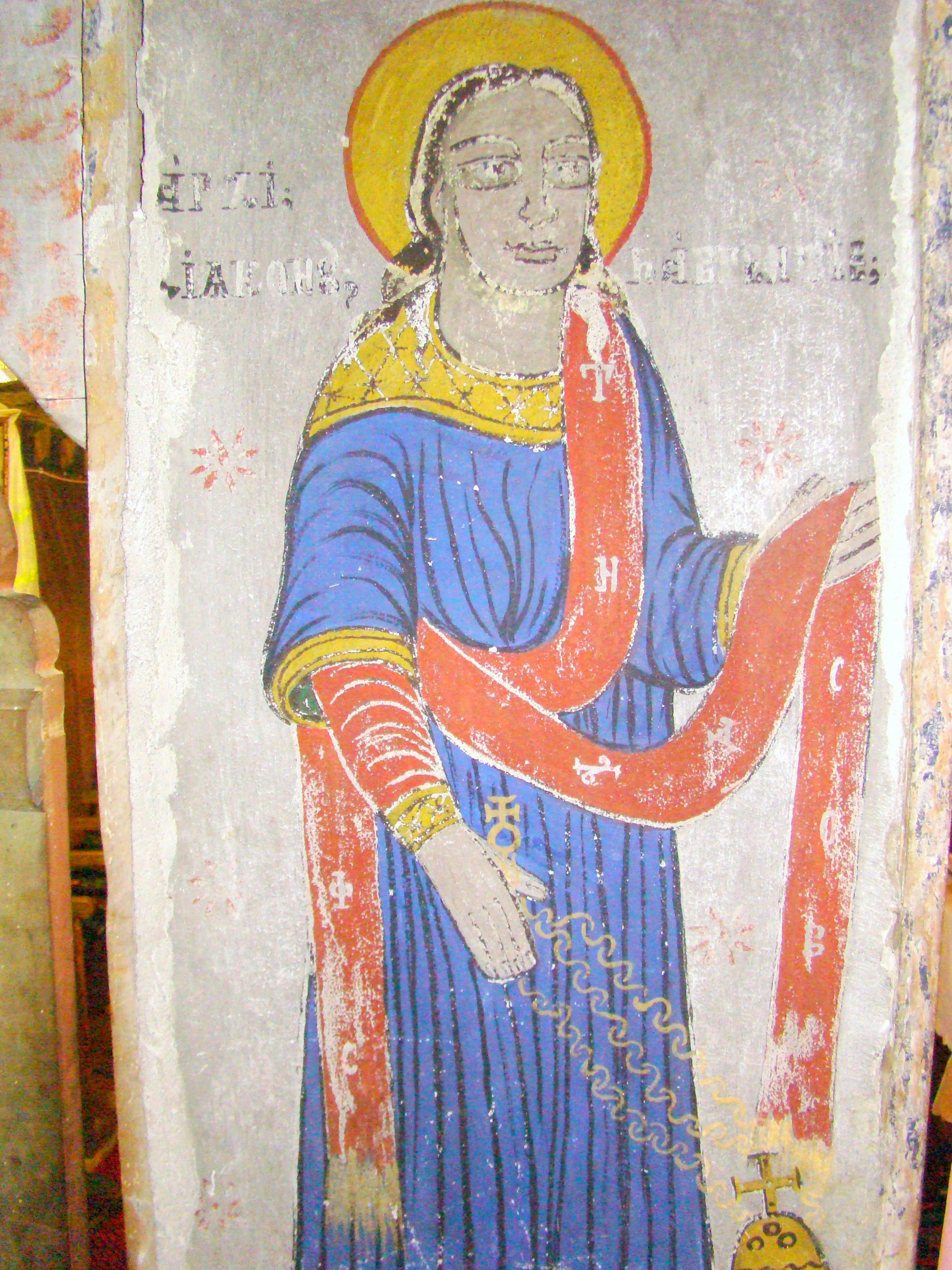
Arhidiaconul Laurențiu
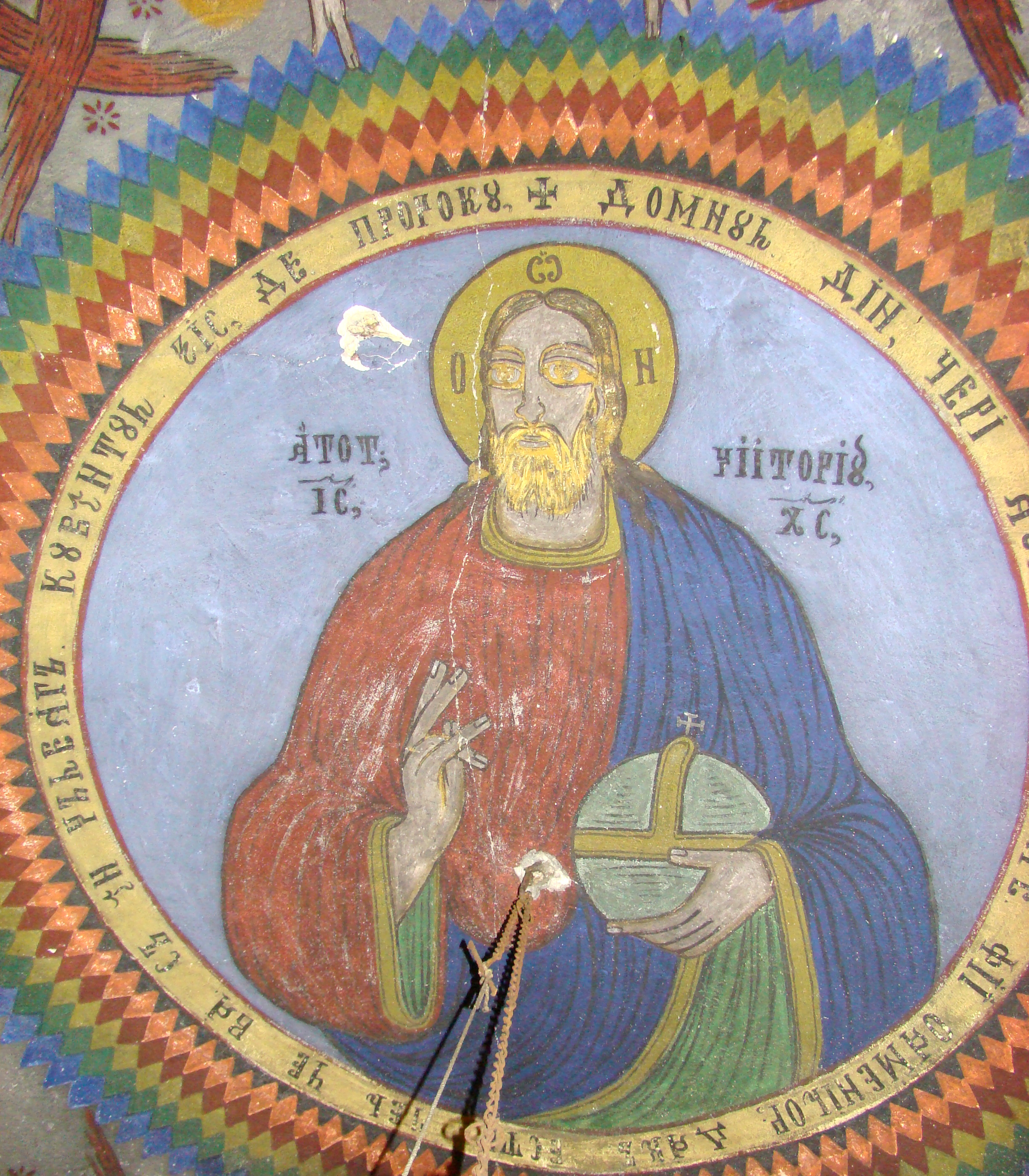
Atotțiitorul
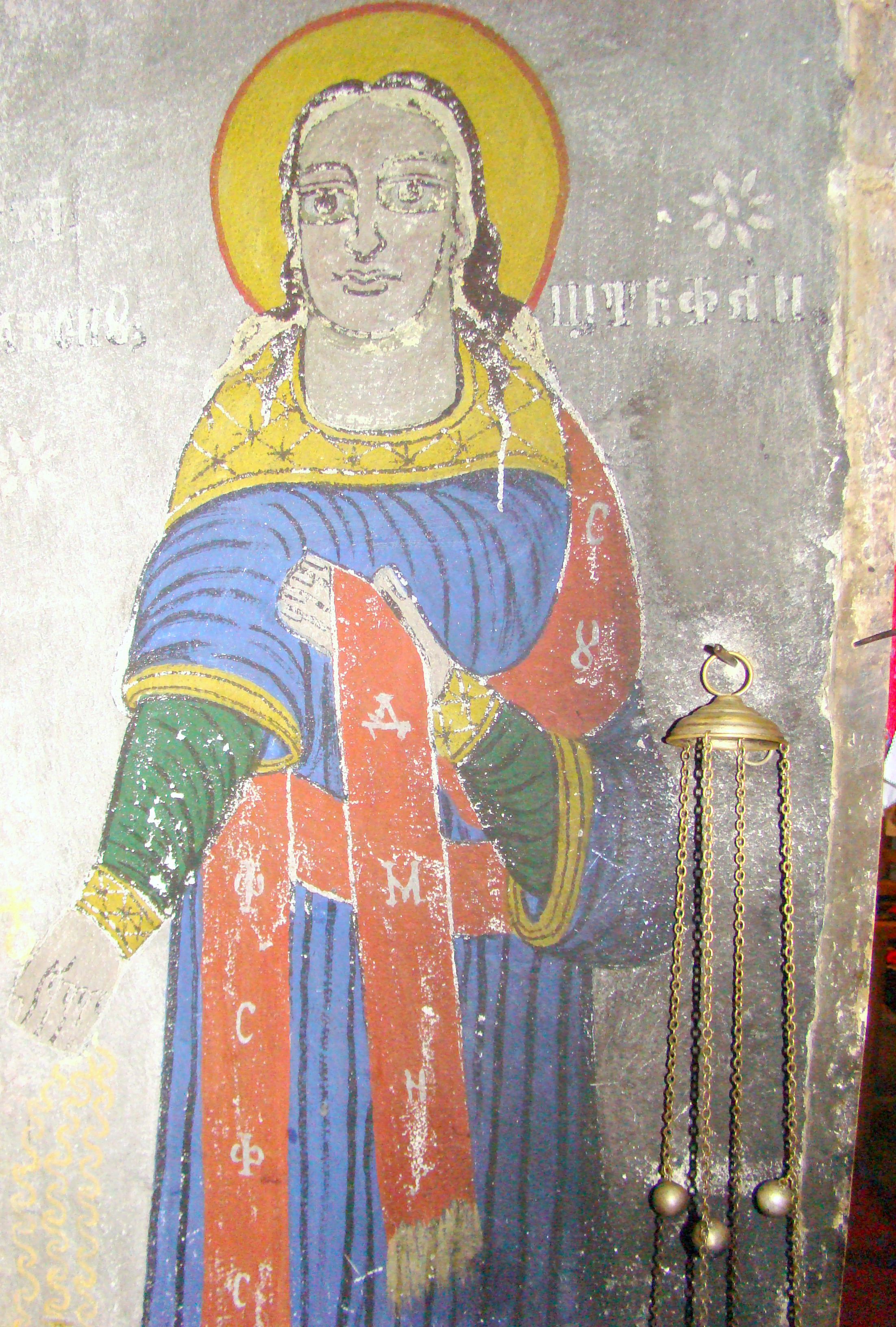
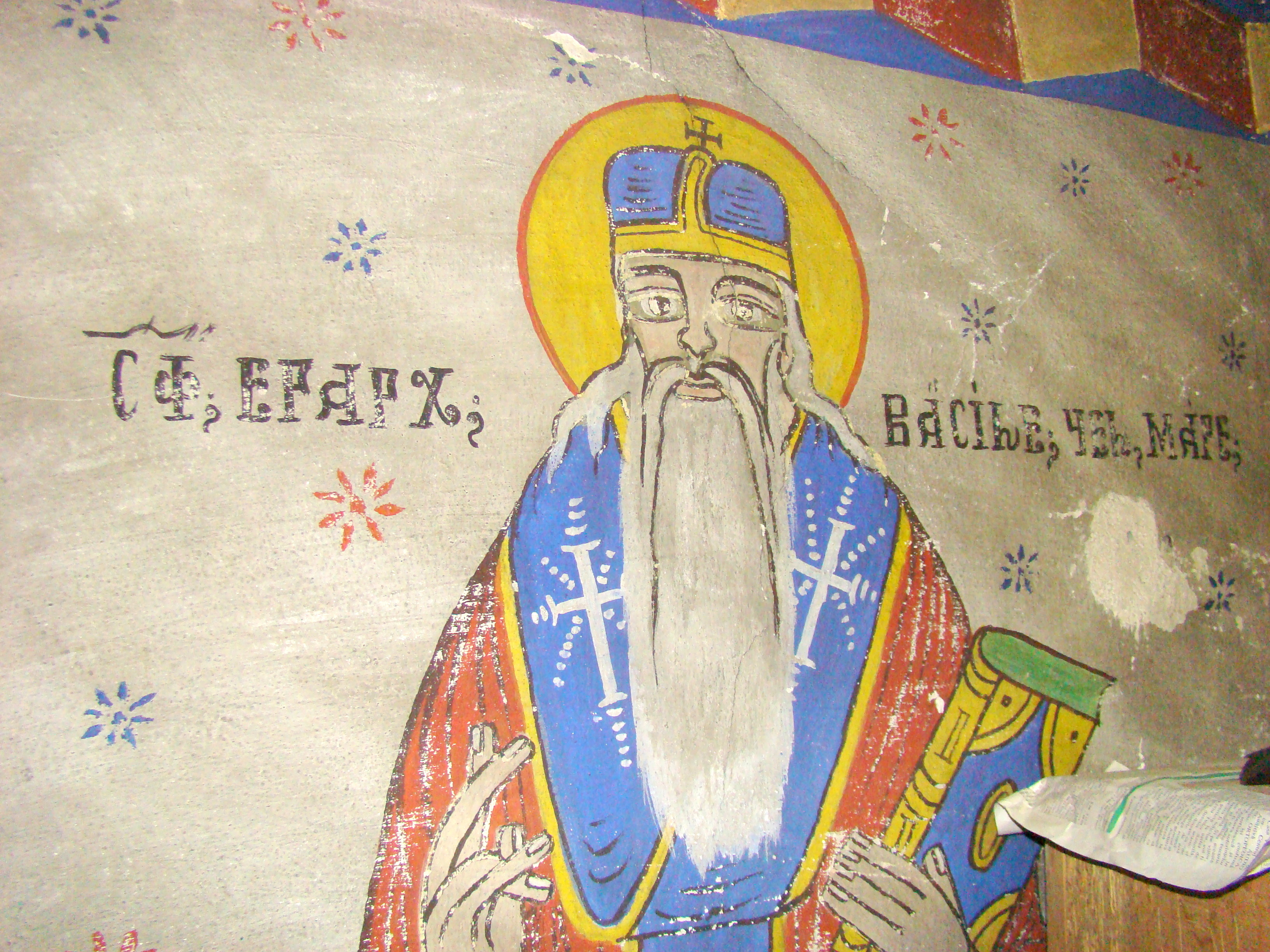
Sfântul Vasile cel Mare
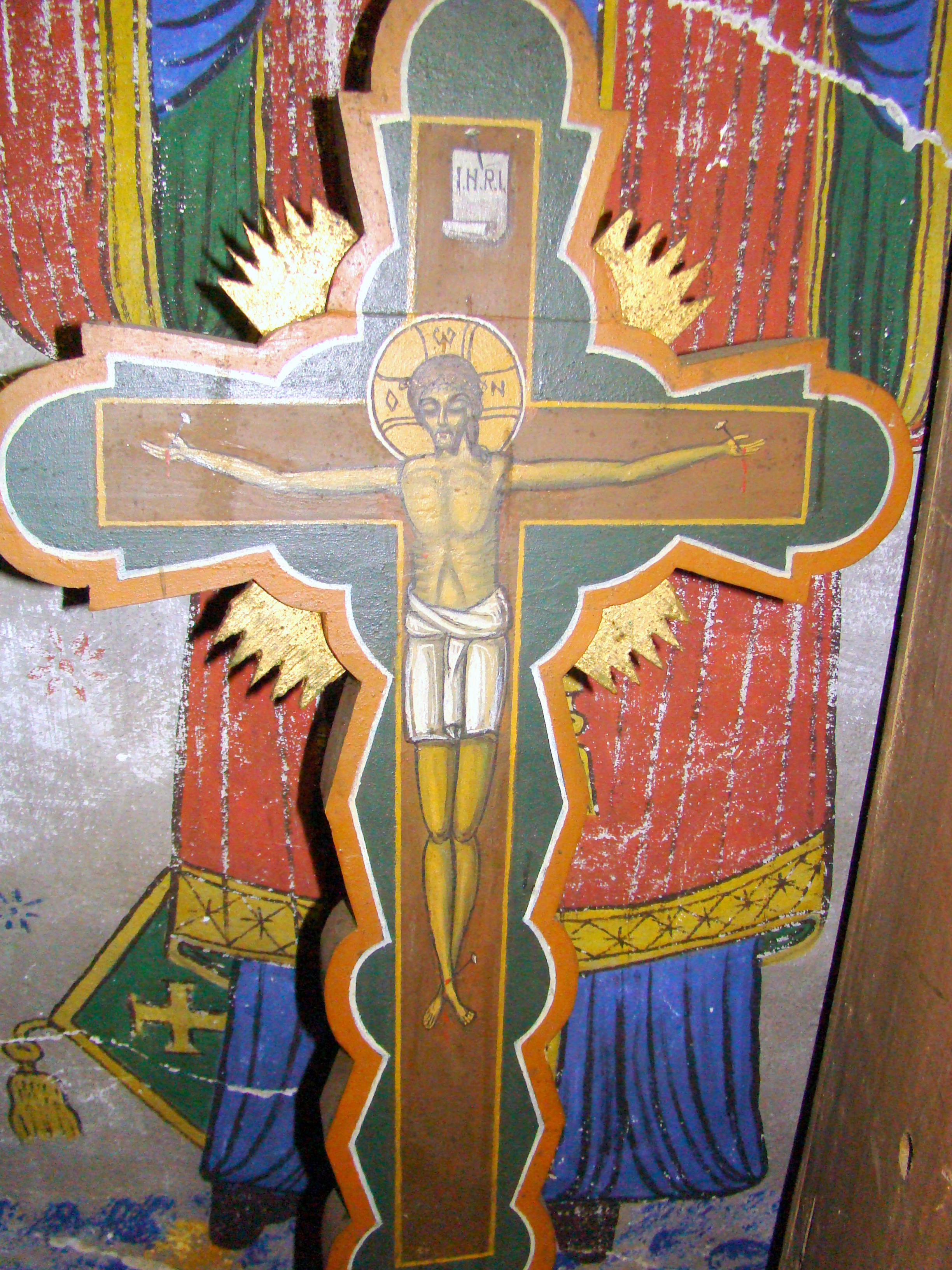
Cruce
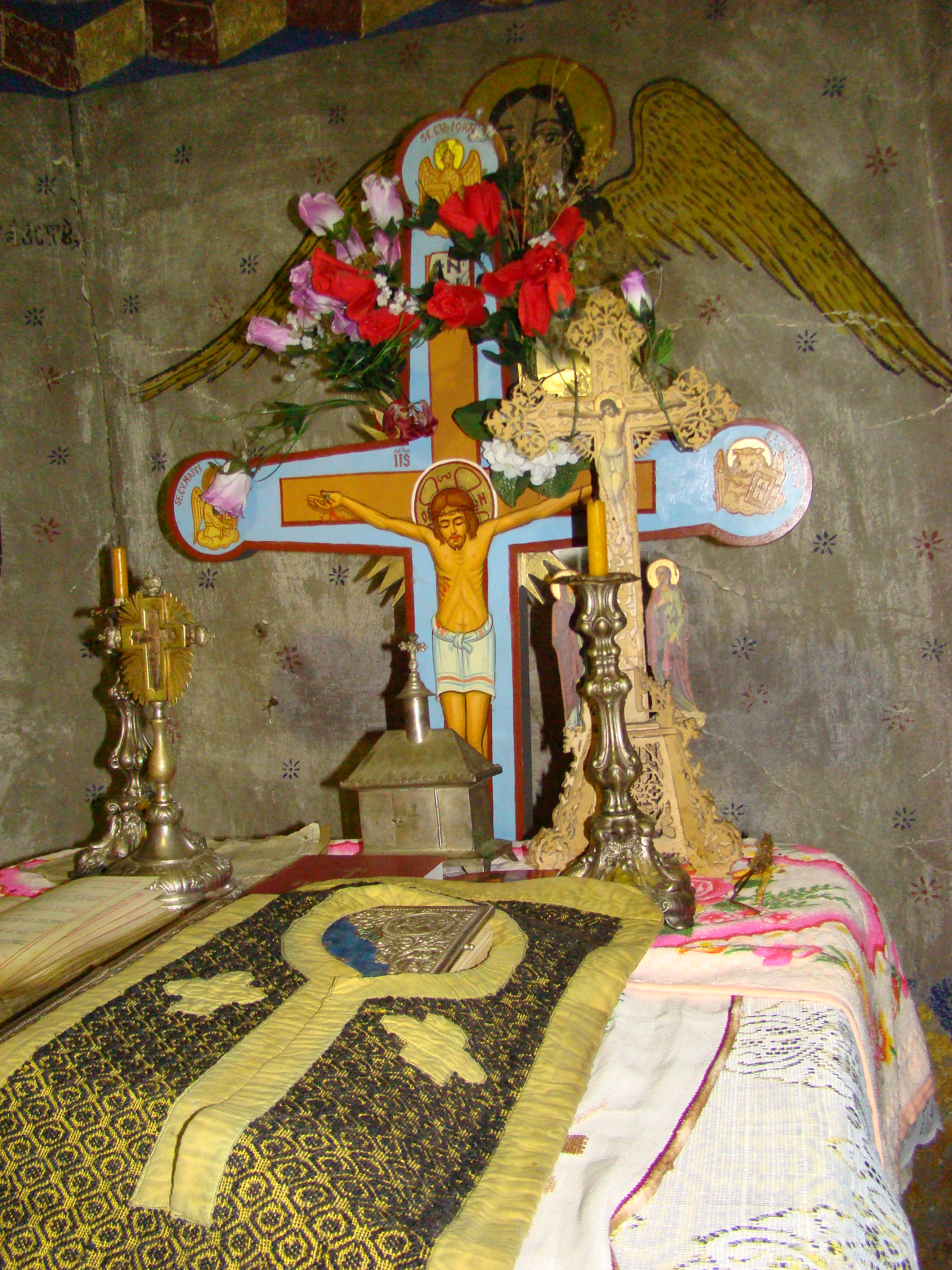
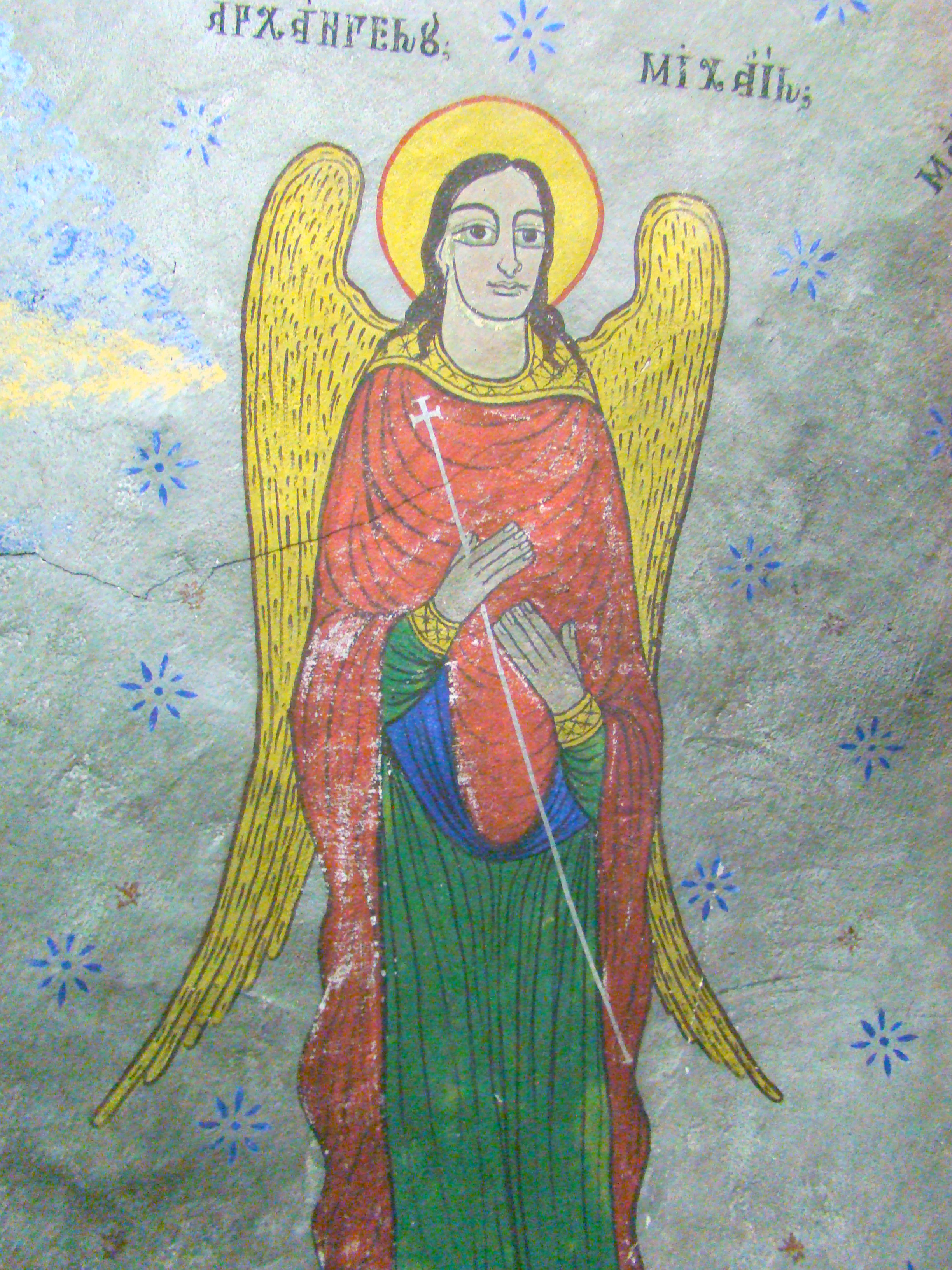
Arhanghelul Mihail
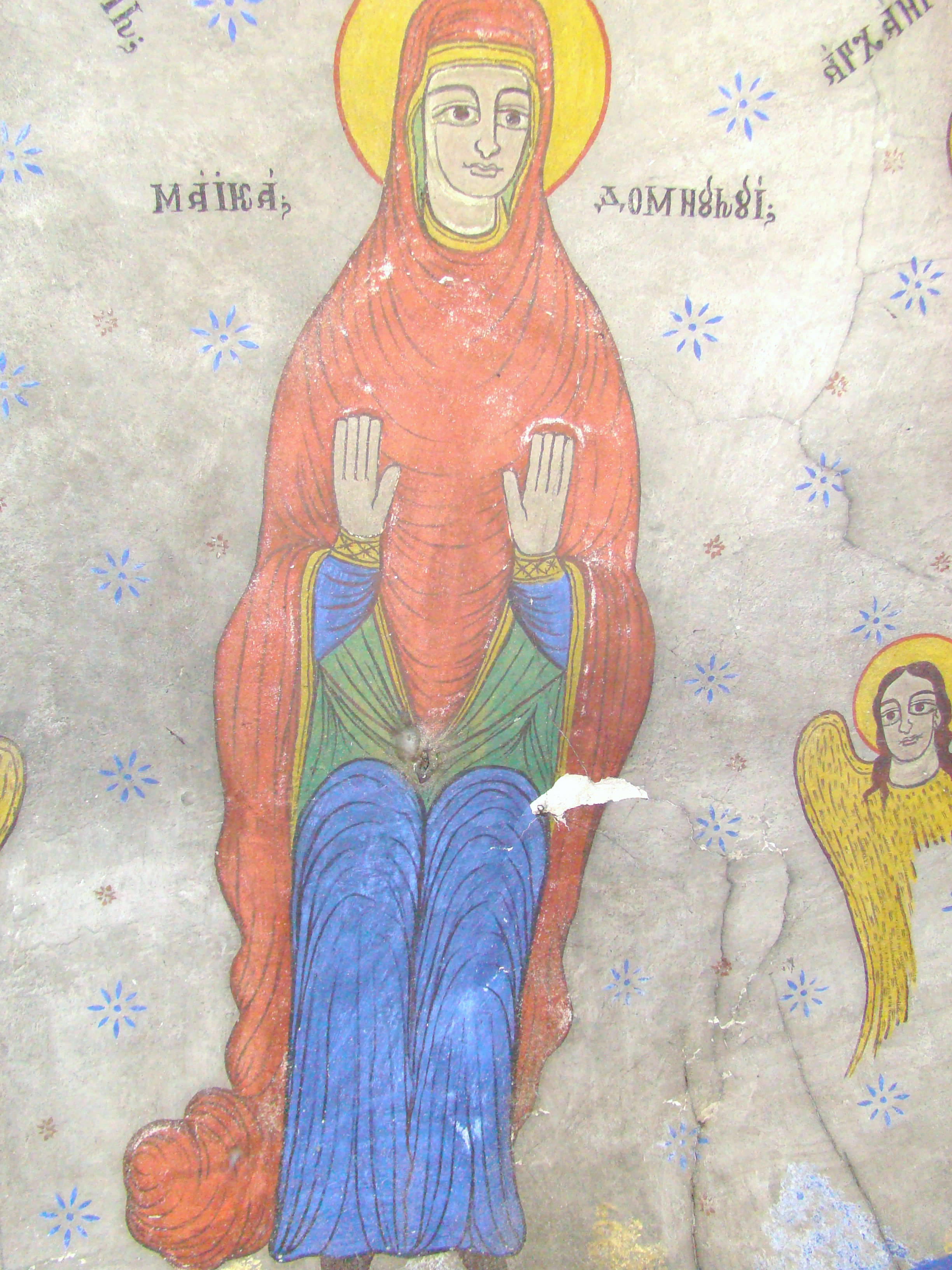
Maica Domnului
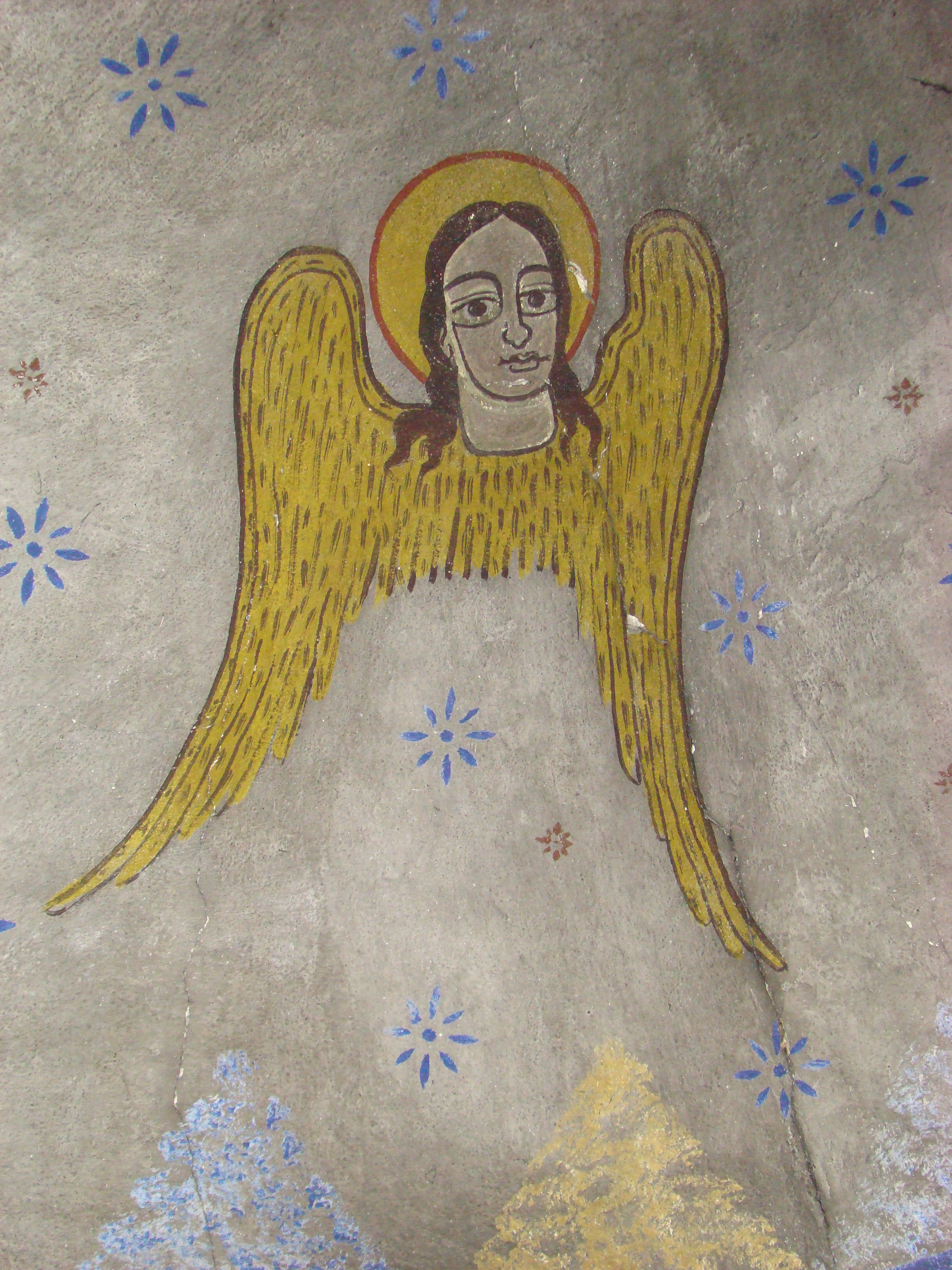
Heruvim
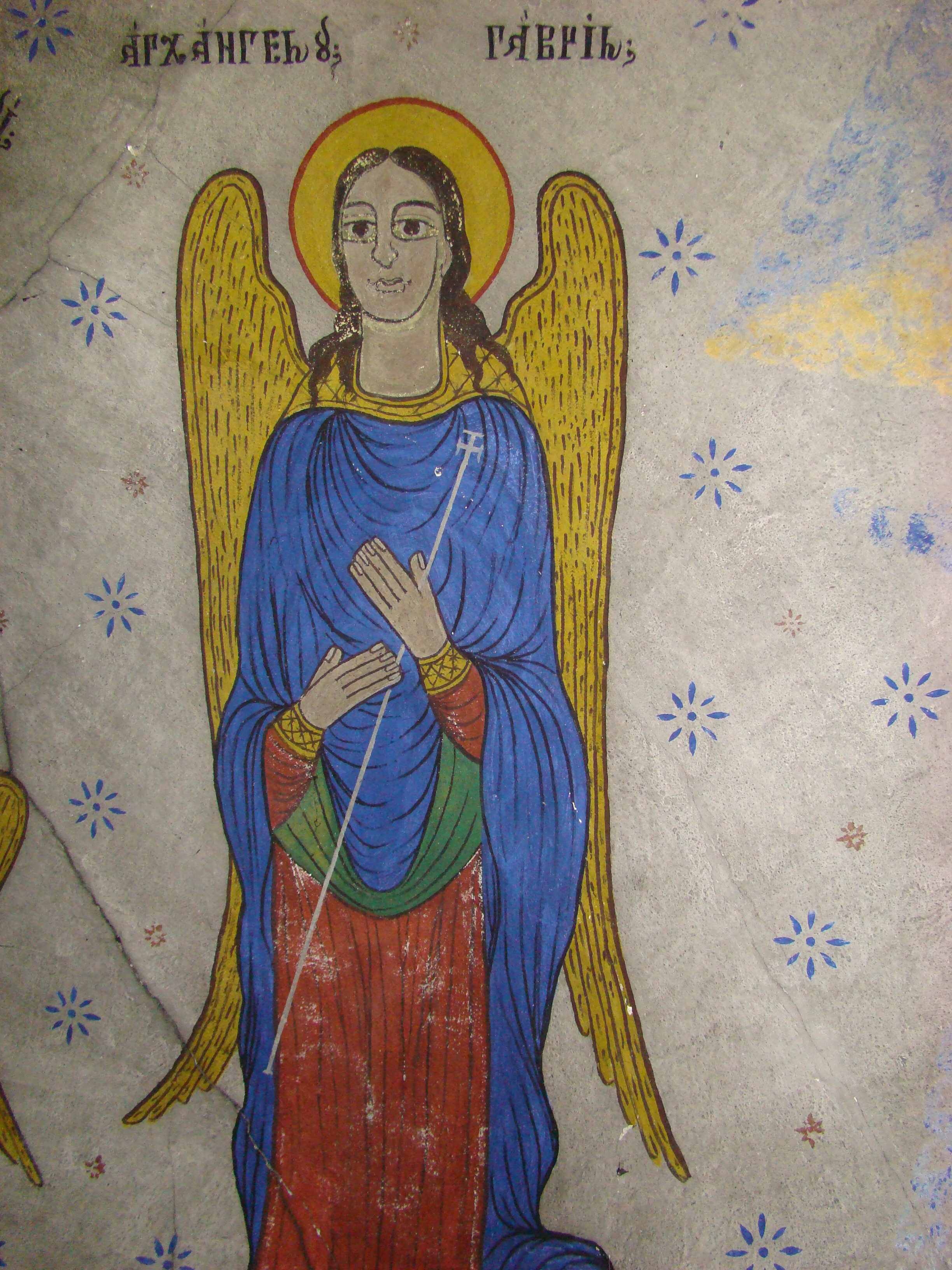
Arhanghelul Gavriil
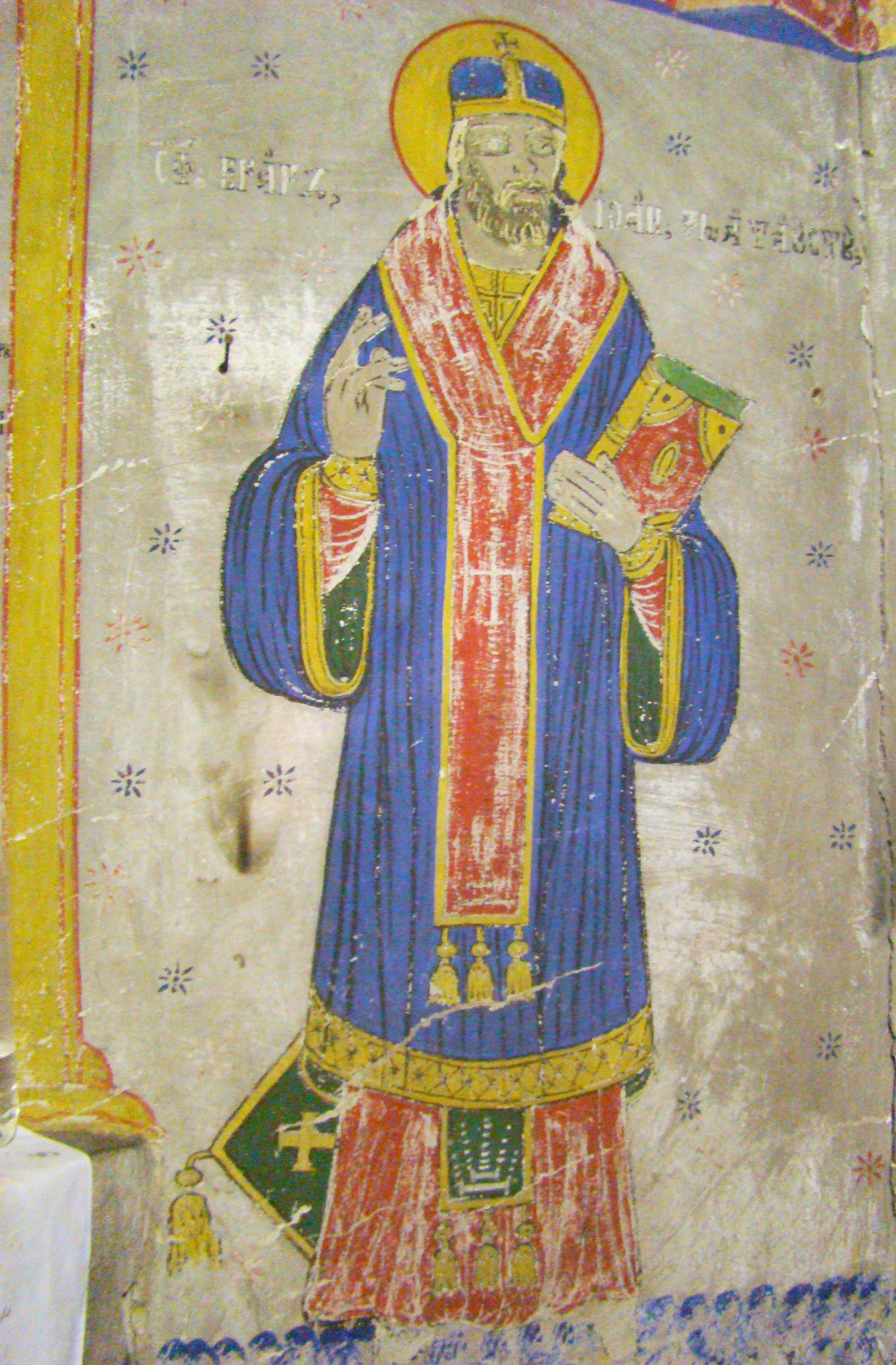
Sf. Ioan Gură de Aur